# Fernando Alonso
Fernando Alonso Díaz (Oviedo, 29 de julio de 1981) es un piloto de automovilismo español, galardonado como Premio Príncipe de Asturias en 2005. Ha ganado dos veces el Campeonato Mundial de Fórmula 1 en 2005 y 2006 con el equipo Renault, resultó subcampeón en 2010, 2012 y 2013 con la escudería Ferrari, y obtuvo un tercer puesto en 2007 con McLaren. Fue campeón del Campeonato Mundial de Resistencia de la FIA en 2019, las 24 Horas de Le Mans en 2018 y 2019, las 24 Horas de Daytona de 2019 y el Campeonato Mundial de Karting en 1996. En 2017, fue incluido en el Salón de la Fama de la FIA. En 2019 volvió a entrar como campeón del WEC, convirtiéndose en el primer piloto de la historia en estar dos veces en el Salón de la Fama por pertenecer a la lista de campeones de dos categorías mundiales de la FIA diferentes.
En su carrera ha competido para los equipos Minardi, Renault, McLaren, Ferrari, Alpine y Aston Martin en Fórmula 1, siendo la escudería francesa con la que lograría tanto el Campeonato de Pilotos como el Campeonato de Constructores junto a Giancarlo Fisichella durante dos temporadas seguidas, donde estableció numerosos récords en su momento, se convirtió en el piloto más joven en lograr el título de Fórmula 1 a los 24 años y 58 días, superando a Emerson Fittipaldi. Este récord fue superado en 2008 por Lewis Hamilton (23 años y 300 días), y luego por Sebastian Vettel en 2010 (23 años y 134 días). En 2007, terminó tercero empatado a puntos con su compañero de equipo Lewis Hamilton y a sólo un punto de Kimi Räikkönen en un año lleno de controversias, y tras una vuelta de transición a Renault, fueron los de Maranello su equipo desde 2010 hasta 2014, donde logró sus tres subcampeonatos y un Grand Chelem. Se marchó de Ferrari y en 2015 volvió a McLaren-Honda hasta la retirada de 2018. Tras dos años fuera de la categoría, en 2021 volvió con la escudería Alpine, parte de la familia Renault, con la que ganó sus dos campeonatos. Desde 2023 forma parte del equipo Aston Martin, donde resultó cuarto con ocho podios y una vuelta rápida.
Ha ganado 2 de las 3 carreras que conforman la triple corona del automovilismo, solamente le faltan las 500 Millas de Indianápolis, ha pilotado en las ediciones de 2017, 2019 y 2020 con McLaren, siendo elegido novato del año en su primera participación, donde clasificó en el 5.º puesto y llegó a liderar la carrera, y a falta de 21 vueltas su motor Honda rompió cuando marchaba en séptima posición, en las 24 Horas de Daytona de 2018 con un Ligier para United Autosports, en las 24 Horas de Daytona de 2019 con un Cadillac para Wayne Taylor Racing, y en el Campeonato Mundial de Resistencia de 2018-19 y el Rally Dakar de 2020 junto a Marc Coma para Toyota Gazoo Racing. También es junto con Marc Gené y Miguel Molina, el único español ganador absoluto de las 24 Horas de Le Mans, siendo el único en repetir victoria en la prueba.
Fernando Alonso es el piloto con más carreras comenzadas en la historia de la Fórmula 1: 415. Es el piloto con más temporadas en las que ha tomado la salida (21 temporadas), el séptimo piloto con mayor número de victorias en la historia de la categoría con 32 grandes premios ganados, el quinto piloto con más podios igualado con Alain Prost: 106, el decimoquinto piloto con más poles: 22, el noveno piloto con más vueltas rápidas: 26, el tercer piloto con más circuitos con podio empatado con Kimi Räikkönen: 30, y el quinto piloto con más Grandes Premios liderados: 87, entre otros registros. Es por detrás de Max Verstappen, el piloto que más posiciones de salida diferentes ha convertido en victoria: 9. Es el piloto que posee la racha más larga derrotando a su compañero de equipo en carrera: 41 a Felipe Massa (Gran Premio de Turquía 2011-Gran Premio de Japón 2013). Entre sus triunfos se cuentan tres en el Gran Premio de Malasia, tres en el Gran Premio de Baréin, tres en el Gran Premio de Alemania, tres en el Gran Premio de Europa (GP-Strecke: 2005 y 2007, Valencia: 2012) y dos en el Gran Premio de Mónaco.
Junto a Alfonso de Portago, Pedro de la Rosa y Carlos Sainz Jr., es uno de los cuatro españoles que han alcanzado el podio en Fórmula 1, siendo junto a este último los únicos que han logrado victorias. Es el único piloto de la historia en debutar con tres escuderías diferentes obteniendo un podio, McLaren (2007), Scuderia Ferrari (2010) y Aston Martin (2023). Además, ha logrado podios con cinco equipos diferentes, un hito no igualado por ningún otro piloto, y uno de los cuatro pilotos que han debutado en Ferrari con victoria en la primera carrera (junto con Mario Andretti, Nigel Mansell y Kimi Räikkönen).

## Trayectoria

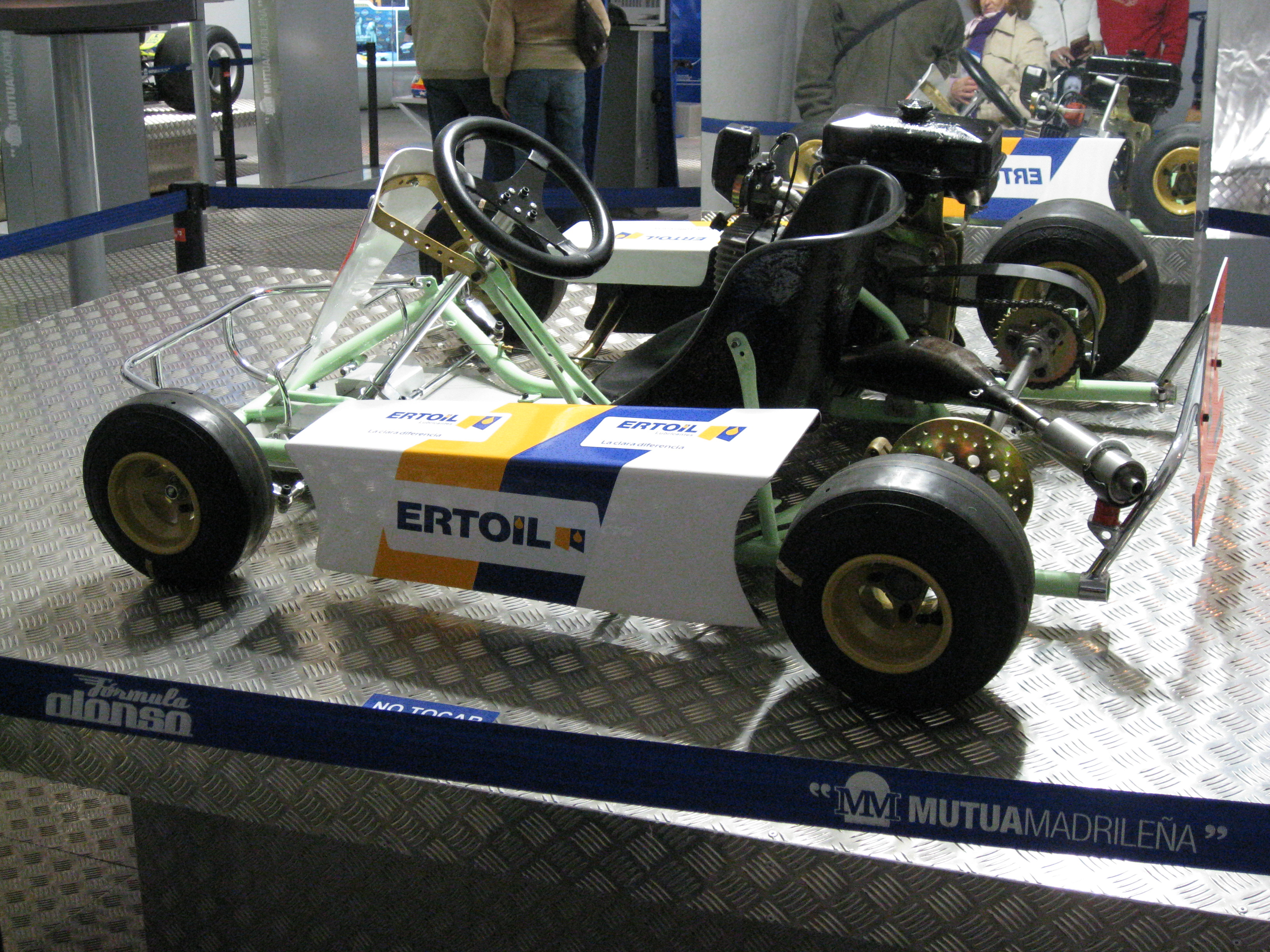
Primer kart de Fernando Alonso en una exposición.

Fernando Alonso Díaz inició su carrera en el mundo del motor desde muy joven viendo a su ídolo de la infancia Ayrton Senna, fue entonces cuando su padre le regaló un kart que él mismo había construido para su hija Lorena en un principio, aunque a ella no le interesó el vehículo porque era rotax y por eso acabó en manos de Fernando con tan solo tres años. En ese año ganó su primera carrera y comenzó a entrenarse después de las clases del colegio junto a su padre, José Luis, el cual ejerció de manager y mecánico. Un año más tarde obtuvo la licencia oficial de la Real Federación Española de Automovilismo (RFEA).
En 1988, con siete años, obtuvo su primer título en una competición oficial, el campeonato infantil de Asturias, ganando las ocho carreras de las que constaba la prueba. Un año más tarde, en 1989, volvió a proclamarse campeón de karts de Asturias y Galicia.
Debido a los cambios de categoría, la familia no se podía hacer cargo de los gastos que acarreaban las carreras. Cerca del abandono, el importador de karts Genís Marcó se encargó de la financiación: proporcionaba los karts, buscaba patrocinadores o ejercía él mismo como tal, salvando la carrera deportiva de Fernando Alonso. En 1991 se proclama campeón de Asturias y del País Vasco en categoría cadete, alcanzando el subcampeonato de España aun sin participar en todas las carreras. Fue campeón de España en 1993 y 1994 como júnior, lo que le permitió competir en el Campeonato Mundial de Karting al año siguiente, becado por la Real Federación Española de Automovilismo. En dicho campeonato quedó tercero.
En 1996 se proclamó campeón de España, del Trofeo Estival de Italia, del Marlboro Grand Prix y del Campeonato Mundial de Karting CIK-FIA Júnior. Al año siguiente, vence en los campeonatos de España, Italia y Europa en la categoría Internacional A. En 1998 vuelve a ganar el campeonato de España, el Trofeo París-Bercy, el campeonato Industria de Italia y el Open Ford.

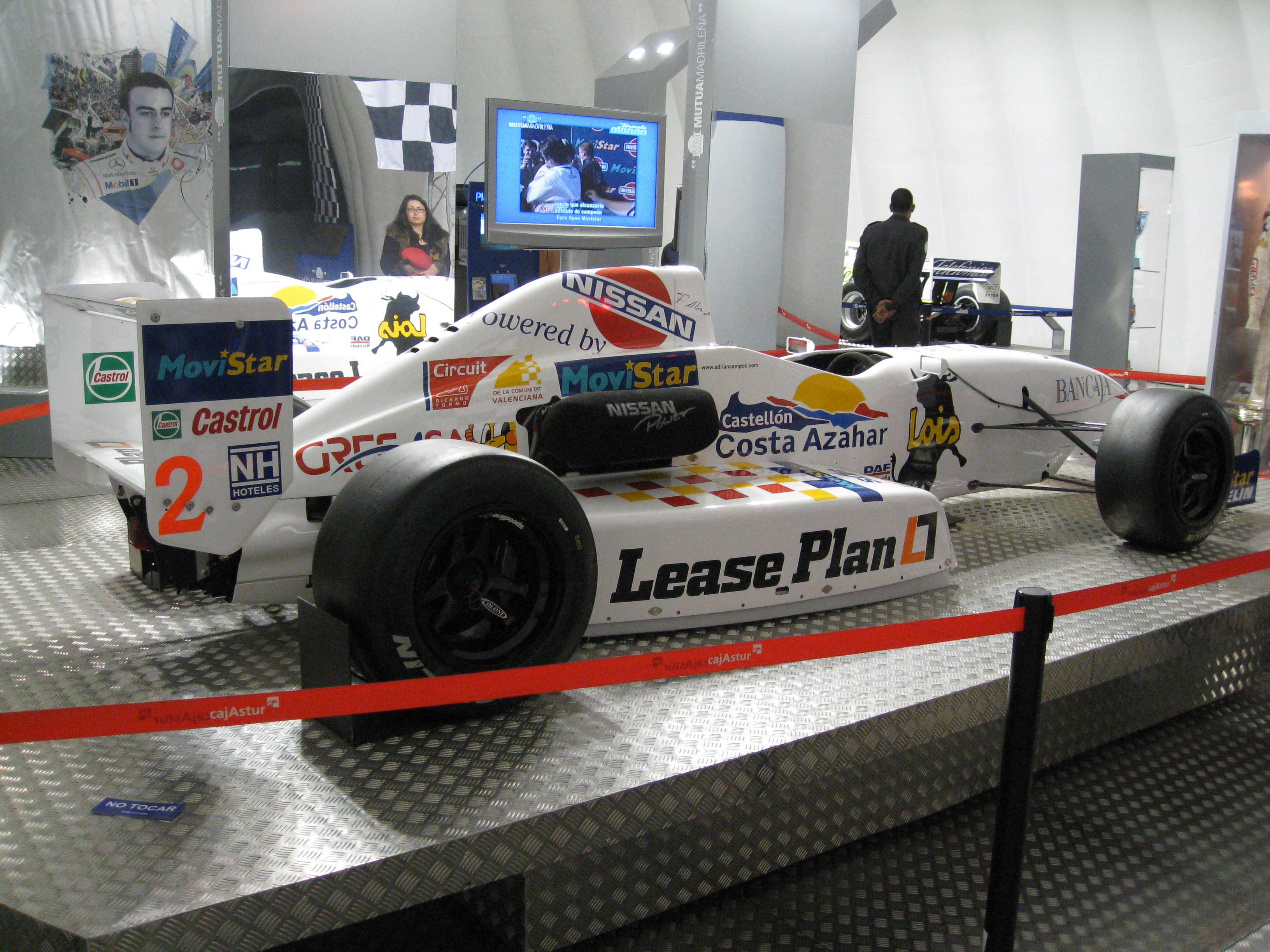
Coche de Fórmula Nissan de Fernando Alonso.

En 1999 entró en escena el expiloto valenciano de Fórmula 1 en Minardi, Adrián Campos, que se convertiría en su manager. Lo ficha para Campos Motorsport como sustituto de Marc Gené en el Euro Open by Nissan, en la que Alonso logra 6 poles, 5 vueltas rápidas y 6 victorias que a la postre le otorgaron el campeonato Euro Open Movistar como debutante en ese año.
De la Fórmula Nissan pasó a la Fórmula 3000 Internacional en el equipo Team Astromega. Alonso obtuvo la pole y ganó en la carrera de Bélgica y quedó segundo en la de Hungría. Por tanto, se ubicó cuarto en la clasificación general en el año de su debut, quedando por detrás de Bruno Junqueira, Nicolas Minassian y Mark Webber.

### Fórmula 1

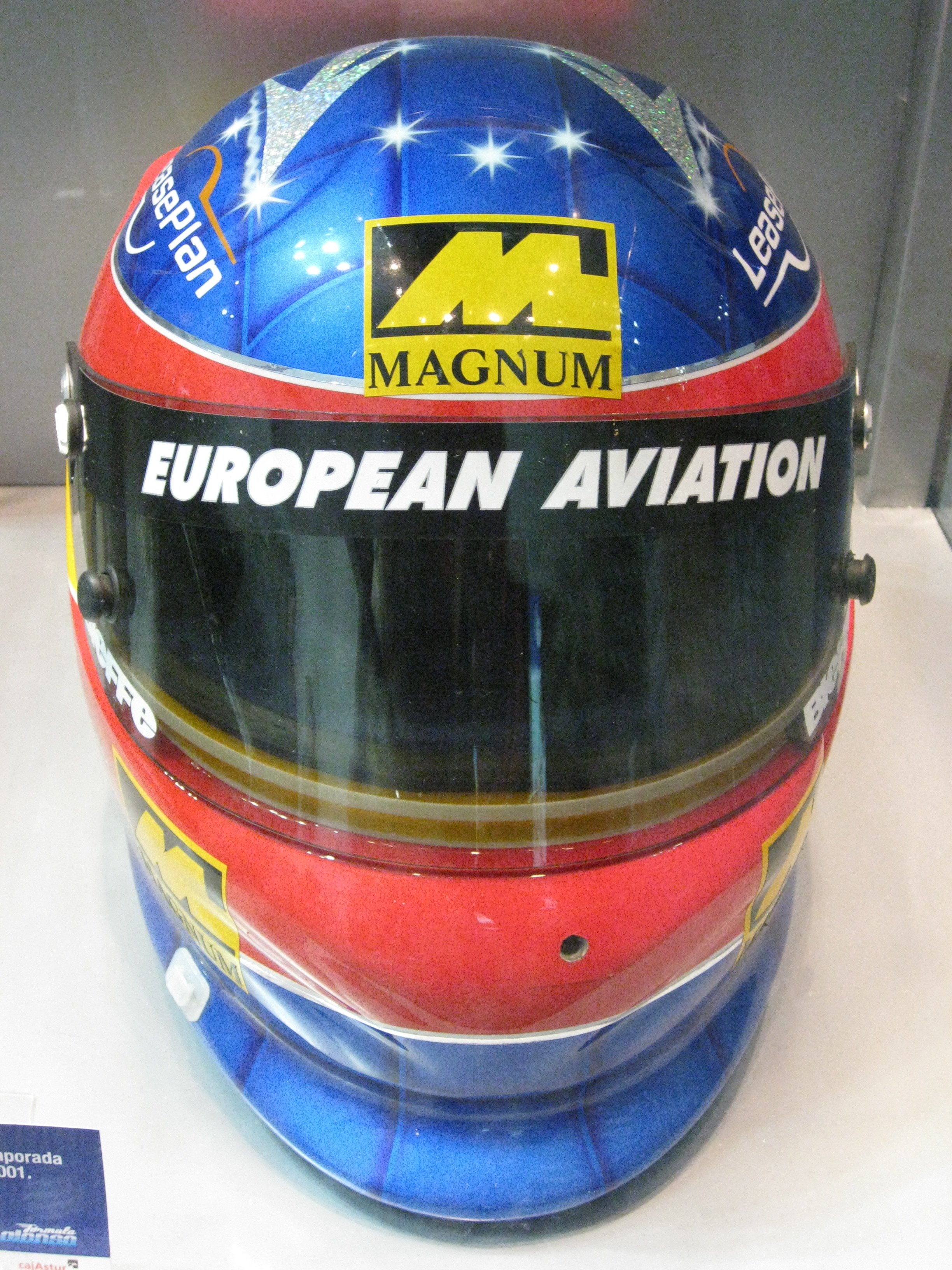
Casco de Alonso en Minardi.

#### Minardi (2001)

##### 2001: Debut en Fórmula 1

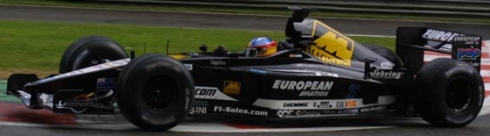
Fernando Alonso conduciendo el Minardi de 2001.

La escudería Ferrari se interesó por él, llegando a un acuerdo verbal con Jean Todt para ejercer de piloto probador y foguearse en el equipo Prost. Después de este acuerdo verbal, Flavio Briatore le ofreció fichar por Renault. De esta forma, Alonso pasó a la Fórmula 1 fichado por Renault pero cedido a Minardi como piloto oficial en 2001. Con Minardi debutó en el Gran Premio de Australia de 2001, siendo el tercer piloto más joven en hacerlo en dicho momento, y además superando a un Benetton en pista. Su mejor clasificación con Minardi fue un 10.º puesto en el Gran Premio de Alemania. En el Gran Premio de España sorprendió al quedar por delante de los Benetton. En el Gran Premio de Japón llegó a adelantar al BAR de Olivier Panis y quedar por delante del Prost de Heinz-Harald Frentzen realizando de esa manera la mejor carrera de la temporada. Hizo la temporada completa y tuvo dos compañeros, con los que fue bastante más superior.

#### Renault (2002-2006)

##### 2002: Piloto probador
En el año 2002 finalizó su cesión a Minardi y fue recuperado por Flavio Briatore como piloto probador de Renault para la temporada 2002. Al año siguiente se convirtió en piloto oficial del equipo en detrimento de Jenson Button, que fichó por la escudería BAR. Alonso siempre ha dicho que lamenta esa temporada como probador, ya que fue un año perdido donde hubiera podido competir. Durante ese año tuvo la oportunidad de hacer un test con Jaguar en el circuito de Silverstone, aunque esto no trascendió en su trayectoria.

##### 2003: Primera victoria

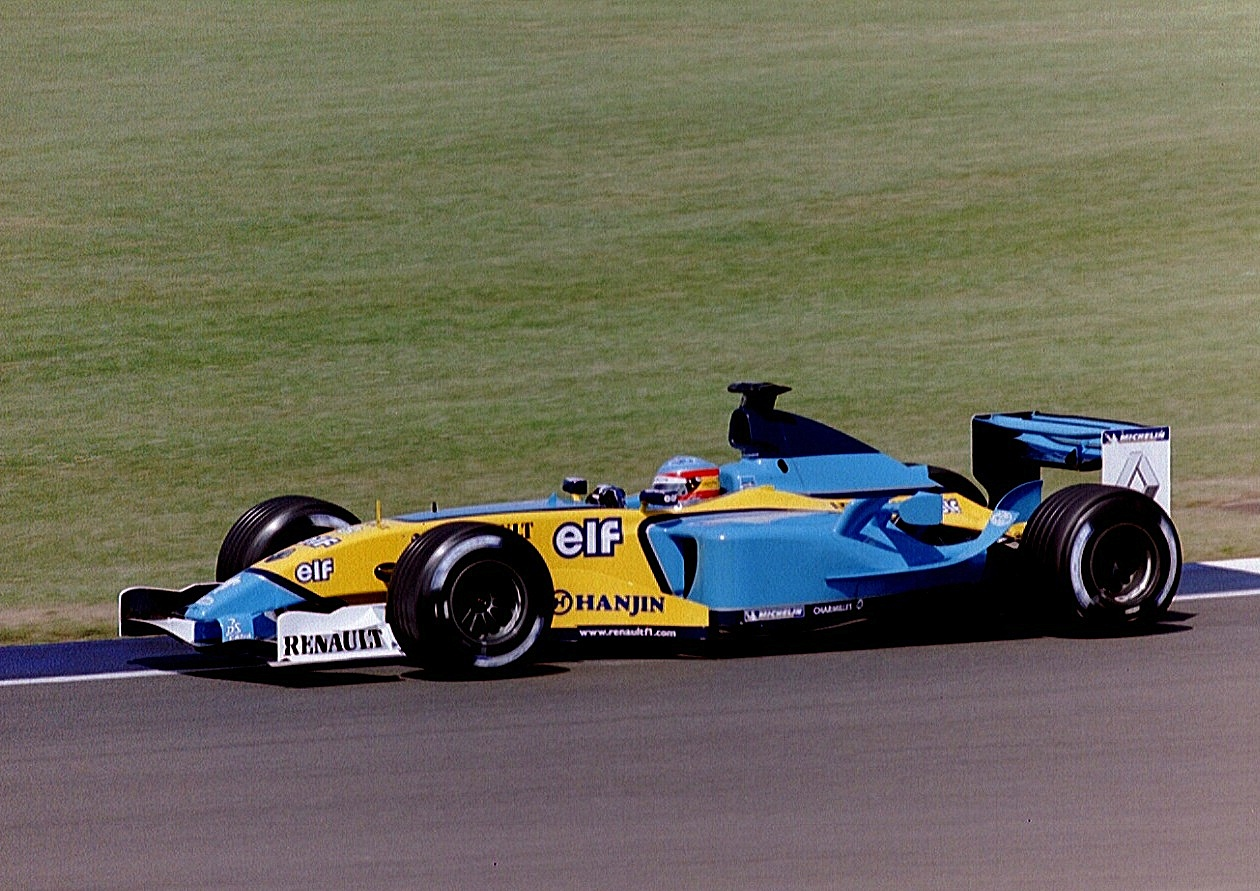
Alonso en el Gran Premio de Gran Bretaña de 2003.

Su primera carrera con Renault se saldó con un séptimo puesto en el Gran Premio de Australia de 2003, consiguiendo de esa forma sus primeros puntos en la categoría. El 22 de marzo de 2003 se convirtió en el piloto más joven en lograr una pole position y un podio en Fórmula 1, con 21 años, en el Gran Premio de Malasia, pese a que aquel fin de semana estuvo con 39° de fiebre. En el Gran Premio de Brasil de 2003 sufrió el accidente más grave en su estancia en la Fórmula 1 al colisionar contra el muro en la vuelta 55 tras golpear una rueda del coche de Mark Webber, que había sufrido un siniestro anteriormente y había esparcido los restos de su monoplaza por la pista. Sin embargo, este percance no le impidió conseguir un nuevo podio, pues la carrera se dio por finalizada con su percance, y las posiciones finales fueron establecidas en una vuelta anterior al accidente.
En la siguiente carrera, el Gran Premio de San Marino, queda en sexta posición. En el Gran Premio de España ocupa el segundo escalón del podio. Tras esto llega su primera retirada en Renault, durante el Gran Premio de Austria rompía el motor cuando marchaba en los puntos tras salir desde boxes. Después de este fiasco logra una quinta posición en Mónaco y dos cuartos puestos consecutivos en las carreras de Canadá (donde consigue también su primera vuelta rápida) y Europa. Después de esta buena racha se producen dos abandonos consecutivos en los Grandes Premios de Francia y el Reino Unido. En el Gran Premio de Alemania queda de nuevo cuarto.
El 24 de agosto del mismo año, en el Gran Premio de Hungría, logró ser el piloto más joven en ganar un Gran Premio de Fórmula 1, con 22 años y 26 días, superó a Bruce McLaren (22 años y 80 días), aunque posteriormente le superarían en precocidad Sebastian Vettel al vencer en el Gran Premio de Italia de 2008 (21 años y 74 días) y Max Verstappen en el Gran Premio de España de 2016 (18 años y 228 días). En el Gran Premio de Italia consigue su último punto de la temporada 2003, acabando octavo tras salir último y sufrir un accidente en la salida. En el Gran Premio de los Estados Unidos sufre una avería en el motor. En la última carrera de la temporada, el Gran Premio de Japón, también rompió el motor cuando iba en la segunda plaza. Finalizó la temporada 2003 en la sexta posición del Mundial de Pilotos. Ya entonces Briatore, en una entrevista, dejó entrever los planes de Renault de ir a más y luchar por el título en 2004. Más tarde veríamos que solo hubo que esperar a 2005.

##### 2004: Año de confirmación

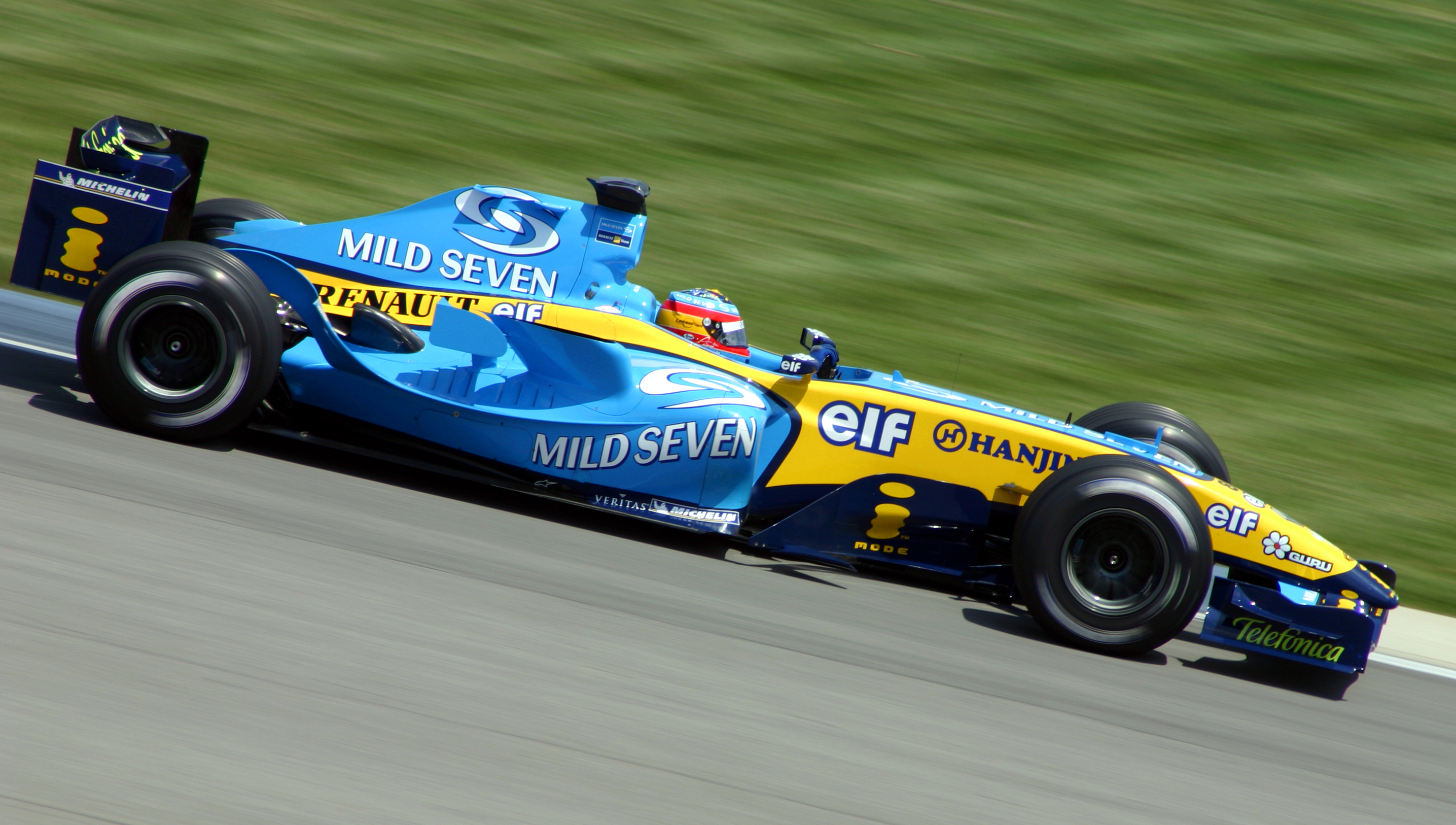
Alonso en el Gran Premio de los Estados Unidos de 2004.

La temporada 2004 de Fórmula 1 comenzó bien para el piloto asturiano, ya que finalizó tercero en la primera carrera en Melbourne. Mediada la temporada, Alonso logró una pole y un segundo puesto en Magny Cours. Poco más tarde consiguió otros dos podios consecutivos en Hockenheim y Hungaroring. No sumó ninguna victoria aquella temporada, además de tener una serie de abandonos mientras rodaba en posiciones de podio, como ocurrió en Mónaco, en el que rodaba tras su compañero de equipo, Jarno Trulli, líder del Gran Premio, hasta que se encontró con Ralf Schumacher en medio del túnel, quien, al dejarle paso de una manera confusa, provocó el impacto del asturiano contra las barreras, haciéndole perder el podio. Similares abandonos se consumaron en Canadá, cuando se salió de la pista no pudiendo volver; en Estados Unidos, donde el piloto asturiano logró una de las mejores salidas de la historia, remontando desde el noveno puesto en la salida hasta alcanzar el tercer puesto en la primera curva, retirándose por un pinchazo y el consecuente impacto contra las barreras solo un par de vueltas después; en Spa, mientras ambos Renault rodaban en cabeza, una fuga de aceite en su coche le hizo trompear y acabar en la gravilla en otra carrera en la que las opciones de podio eran claras; y en Monza se retira tras realizar un trompo en la variante Ascari, mientras rodaba segundo perseguido por Button y Schumacher, y quedase encajado en la gravilla. Sin embargo, acabó la temporada con más puntos que en 2003, logrando el cuarto puesto en el campeonato de pilotos, con una serie de buenos resultados a final de temporada, incluyendo un gran cuarto puesto en la última carrera del año, celebrada en Interlagos, tras luchar toda la carrera por el podio.

##### 2005: El primer título

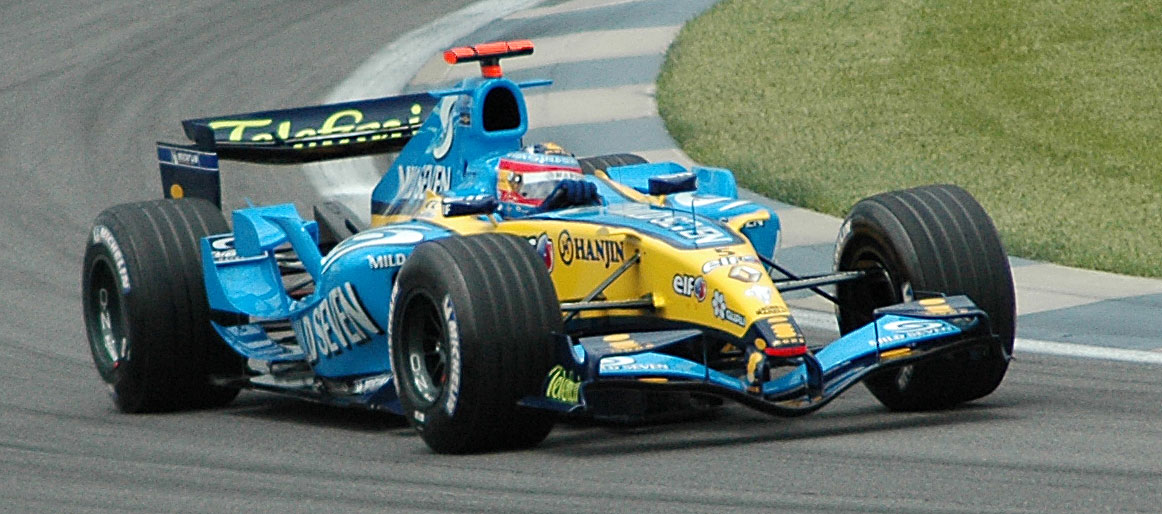
Alonso durante la clasificación del Gran Premio de los Estados Unidos de 2005.

El 20 de marzo de 2005, en el GP de Malasia (segundo de la temporada), Fernando Alonso consiguió su segunda victoria y se convirtió además en el primer piloto español en liderar el mundial de pilotos y, al final de la temporada, también en el primer español en ser Campeón del Mundo de la F1. Alonso logró vencer también en las dos carreras siguientes, el Gran Premio de Baréin y el Gran Premio de San Marino.
En el Gran Premio de España, disputado el 8 de mayo, Alonso tuvo problemas con un neumático, pero logró llegar a la segunda posición. El 22 de mayo, en el Gran Premio de Mónaco, finalizó cuarto debido a un accidente entre varios pilotos que le hizo entrar a boxes. En el Gran Premio de Europa, disputado el 29 de mayo en Nürburgring, Alonso consiguió una nueva victoria, tras haberse clasificado en sexta posición.
El 12 de junio, en el Gran Premio de Canadá, el piloto español tuvo que retirarse debido a un toque con un muro. El 19 de junio de 2005, en un polémico Gran Premio de Estados Unidos en el que solo corrieron seis monoplazas, Alonso tuvo que retirarse en la vuelta de calentamiento, al igual que todos los equipos de Michelin.
En el Gran Premio de Francia, disputado el 3 de julio, Alonso logra otra victoria. El 10 de julio, en el Gran Premio de Gran Bretaña, el piloto asturiano finaliza segundo, tras haber obtenido la pole position el día anterior. En el Gran Premio de Alemania, disputado el 24 de julio en Hockenheimring, Alonso consigue la sexta victoria de la temporada. El 31 de julio, en el Gran Premio de Hungría, Alonso solo pudo llegar a la undécima posición tras haber colisionado con el Toyota de Ralf Schumacher en la primera curva, lo cual hizo que el asturiano tuviese que entrar a boxes y cambiar el alerón delantero. Durante la retransmisión de esta carrera, Telecinco emitió la canción «Magic Alonso», del cantante Melendi. Melendi fue con Alonso a su escuela durante un año y le dedicó la canción para su 24 aniversario.
En el Gran Premio de Turquía, disputado el 21 de agosto en el nuevo circuito de Estambul, Alonso llega a la meta en segundo puesto, después de que Juan Pablo Montoya tuviese una colisión con un piloto doblado y se saliese de la pista. En el Gran Premio de Italia y en el Gran Premio de Bélgica, Alonso consiguió otros dos segundos puestos.
El 25 de septiembre de 2005, tras la disputa del Gran Premio de Brasil, Alonso hizo historia al convertirse en el primer español y el piloto más joven, con 24 años, en ser coronado campeón del Campeonato Mundial de Fórmula 1, honor que hasta entonces ostentaba Emerson Fittipaldi. Además, en la misma temporada consiguió el campeonato de constructores, junto al italiano Giancarlo Fisichella, para el equipo Renault.

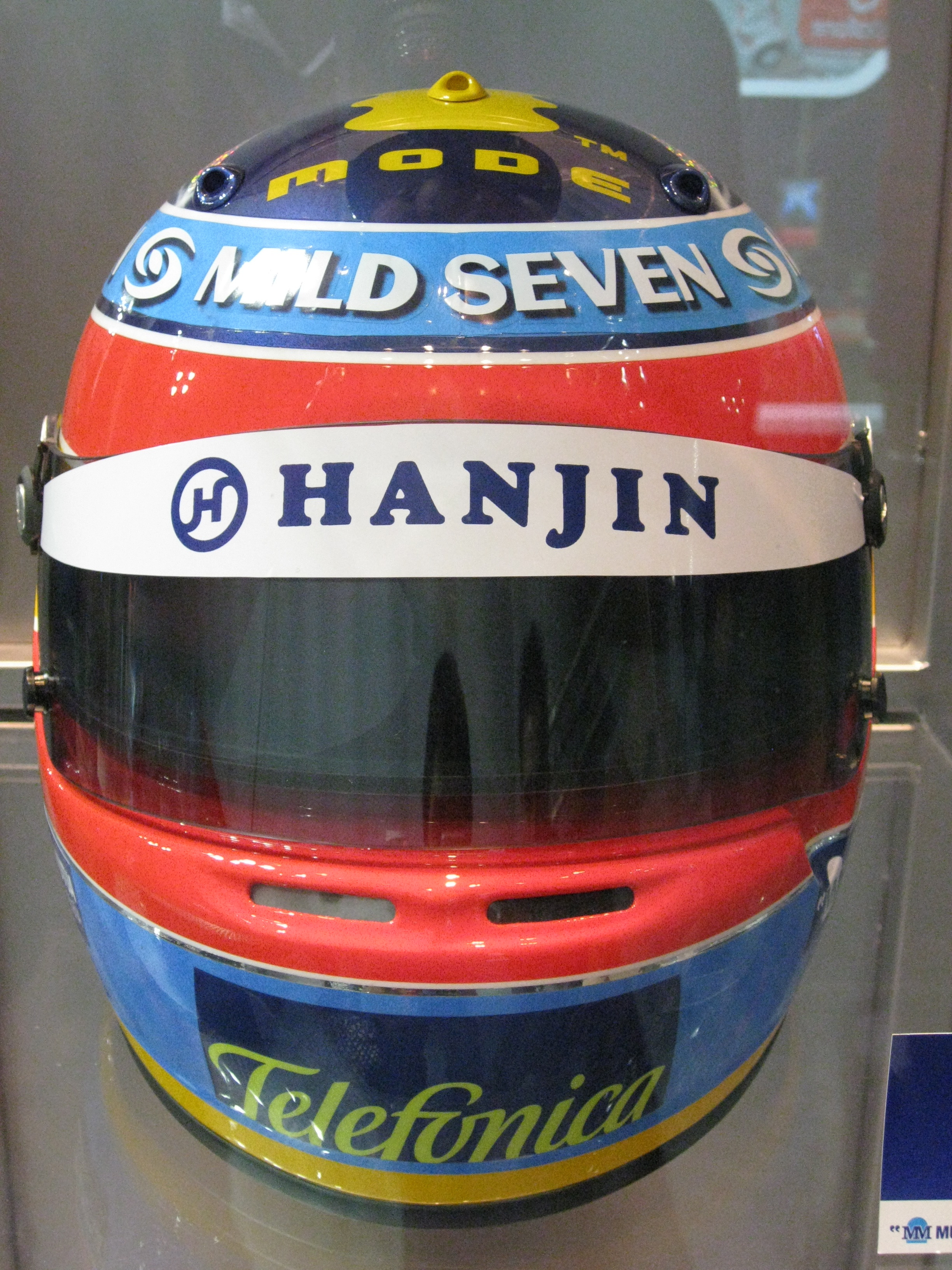
Casco de Fernando Alonso en Renault.

El séptimo triunfo de la temporada, conseguido en el Gran Premio de China, le valió para igualar el número de victorias de Kimi Räikkönen (segundo en el mundial de pilotos), lo cual significaría también su victoria con el sistema de puntuación anterior.
El 6 de septiembre de 2005 recibió el Premio Príncipe de Asturias de los Deportes al haber considerado el jurado que «ha conseguido llegar a la cumbre de su especialidad deportiva tras años de grandes sacrificios y renuncias con el único apoyo de su familia en los inicios de su carrera y es hoy un ejemplo para la juventud española y mundial. Su trayectoria es la consecuencia de la firme voluntad por el triunfo». El premio le fue entregado el 21 de octubre.

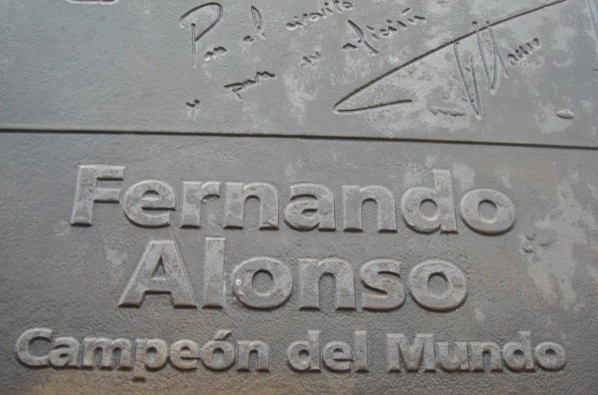
Placa conmemorativa del campeón del Campeonato Mundial de Fórmula 1 en el Circuito de Cataluña-Barcelona.

En diciembre de 2005 se anunció que el piloto abandonaría la escudería Renault para correr con los colores de McLaren, su nuevo equipo a partir de 2007. El 21 de junio de 2006 recibe el título de Hijo Predilecto de la ciudad de Oviedo.

##### 2006: De nuevo campeón

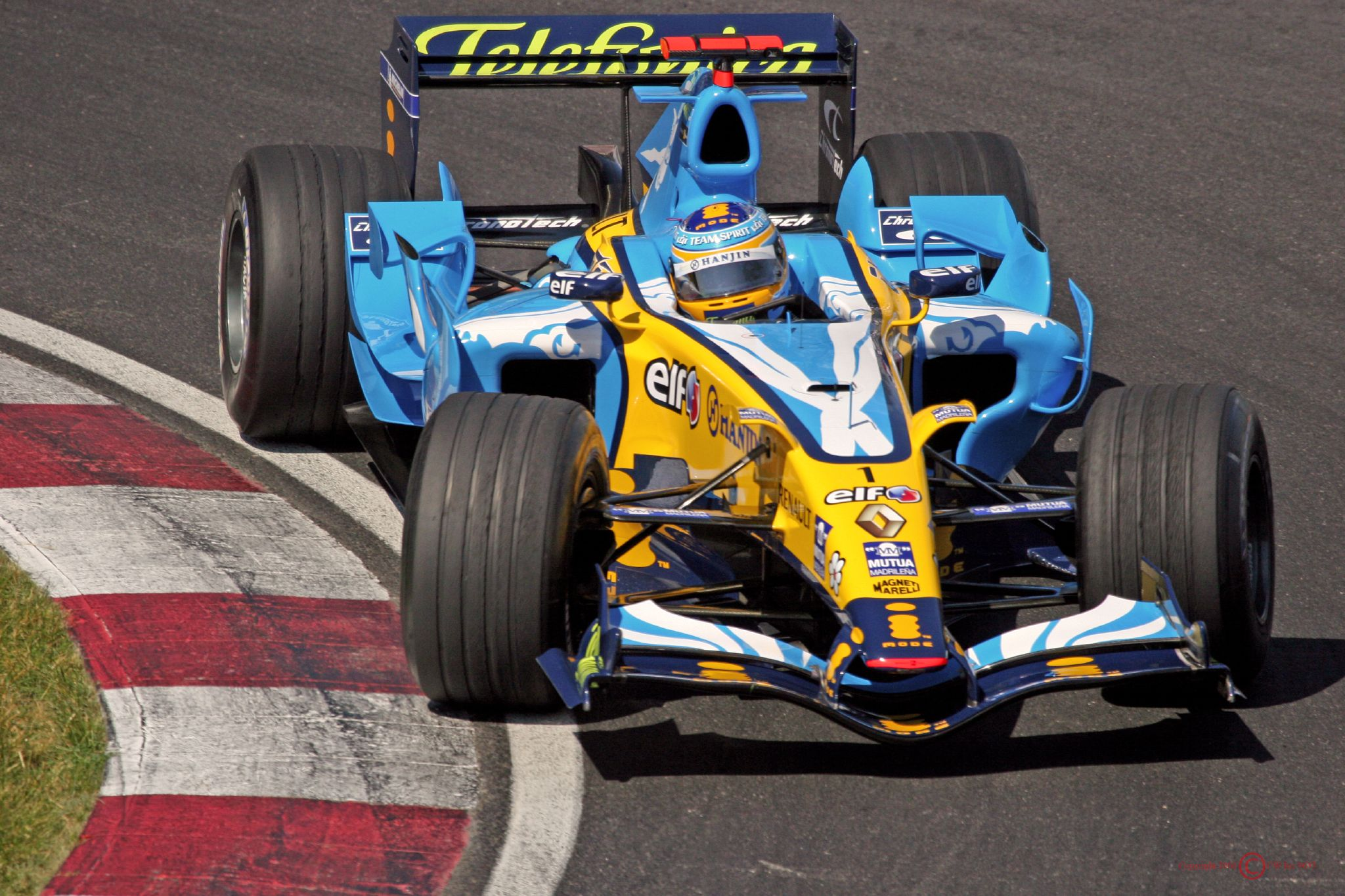
Fernando Alonso en el Gran Premio de Canadá de 2006.

La temporada 2006 comenzó el 12 de marzo con el Gran Premio de Baréin, en el que vencería Fernando Alonso. Una semana después, Alonso fue segundo por detrás de Giancarlo Fisichella, lo que confirmaba el buen estado de forma de Renault. El asturiano se impuso de nuevo en el Gran Premio de Australia, donde se confirmaría que en esta temporada el mayor oponente de Alonso sería el Ferrari de Michael Schumacher, quien ganaría los dos siguientes Grandes Premios de San Marino y Europa.
En el Gran Premio de España de 2006, Alonso ganó de nuevo, logrando la primera victoria de un español en el Gran Premio de su país. Así, el español consolidó su liderato del mundial de pilotos en las tres carreras siguientes, en las que logró la primera posición: los Grandes Premios de Mónaco, el Reino Unido (donde consiguió su primer triplete) y Canadá.
Ferrari denunció a mitad de temporada a Renault por el uso del mass-damper con el objetivo de que a Renault no le diese tiempo a reaccionar. A pesar de todo Renault consiguió rediseñar el coche y hacerse con ambos títulos. El mass-damper no fue ilegalizado por motivos técnicos sino por un defecto de forma. Cualquier modificación del coche tiene que ser notificada en plazo a los comisarios y estos deben dar su aprobación. Así, la buena racha del ovetense se acabó en el Gran Premio de los Estados Unidos, donde terminó en quinta posición, quedando fuera del podio por primera vez desde las últimas quince carreras, con problemas en el motor. Fue Michael Schumacher quien se llevó el triunfo en el Indianapolis Motor Speedway. El alemán venció también en los Grandes Premios de Francia, donde Fernando acabó segundo, y Alemania, donde el asturiano volvió a quedar en la quinta posición, habiendo perdido ya el asturiano buena parte de su ventaja con respecto al alemán.
En el Gran Premio de Hungría Fernando Alonso fue sancionado por sus acciones en los entrenamientos libres, calificadas por la FIA como "innecesarias, inaceptables y peligrosas". Así, Alonso partió desde la decimoquinta posición en una carrera donde la lluvia estuvo presente. Fernando Alonso logró remontar desde la decimoquinta a la primera posición, pero tras el segundo repostaje, un error de los mecánicos con la tuerca de uno de sus neumáticos lo forzó a abandonar la carrera, en la que Schumacher quedaba octavo para recortar un punto a Alonso.

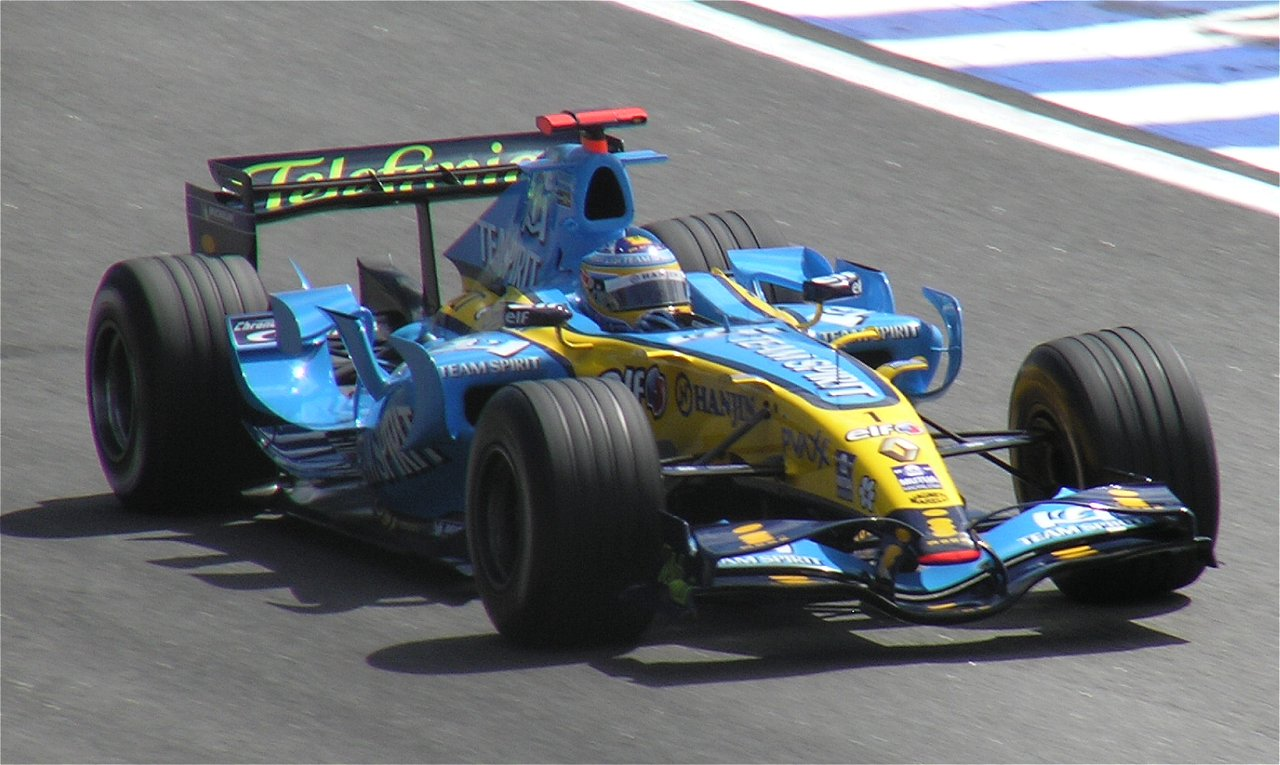
Fernando Alonso en el Gran Premio de Brasil, donde revalidó su título mundial.

En el Gran Premio de Turquía logró la segunda posición, por detrás de Felipe Massa y por delante de Michael Schumacher al que contuvo en las últimas vueltas. En el Gran Premio de Italia sería sancionado por "entorpecer" la vuelta rápida de Massa, y posteriormente rompió el motor de su R26 durante la carrera, perdiendo diez puntos con respecto a Schumacher.
En el Gran Premio de China, Alonso logró la pole. Ya en el ecuador de la carrera, perdió tiempo por dos errores en el pit. Finalmente, tras realizar varias vueltas rápidas, acabó detrás de Michael Schumacher, quien acabó primero. Así, ambos pilotos estaban empatados a 116 puntos, con ventaja de victorias para Schumacher. En el Gran Premio de Japón Felipe Massa obtuvo la pole position Michael Schumacher partiría segundo mucho mejor que Alonso que sale en tercera fila, el piloto asturiano desde la salida es una furia lo que le hace ganar una posición, en la decimotercera vuelta adelanta a Ralf Schumacher una vuelta después Fernando se coloca en la segunda posición, pero Michael Schumacher esta siempre ahí, delante de todos, con una diferencia que incluso después de la parada en boxes le aporta tranquilidad. A 17 vueltas del final la historia del mundial de 2006 se cumple, un humo inesperado, una larga e inexorable estela gris sale del motor del Ferrari, tras seis años Michael Schumacher rompe el motor, el mito de la fiabilidad de los coches rojos se rompe y con ella se van los sueños mundiales del alemán. Fernando Alonso comanda la carrera, gana y después de Suzuka ya es virtualmente campeón del mundo, Alonso le saca diez puntos a Michael Schumacher, El 22 de octubre el Gran Premio de Brasil sólo fue una mera formalidad Con la segunda plaza en São Paulo, Alonso se proclamó bicampeón del mundo, el Gran Premio de Brasil, que también sería la última carrera de Michael Schumacher, antes de su regreso en 2010.

#### McLaren (2007)

##### 2007: tercero en un año lleno de polémicas

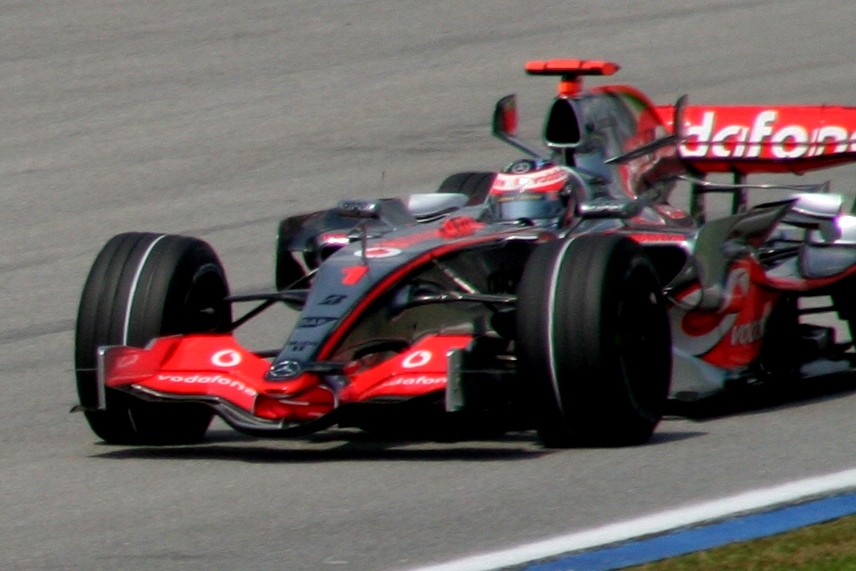
Alonso durante el Gran Premio de Malasia de 2007, su primera victoria con McLaren.

El MP4/22, nuevo coche de Alonso, se presentó el día 15 de enero en la Ciudad de las Artes y de las Ciencias de Valencia, con una gran puesta en escena. En su primera carrera de 2007 con McLaren, el GP de Australia, es segundo por detrás del finlandés Kimi Räikkönen y delante de Lewis Hamilton. El 8 de abril logra su primera victoria con la escudería anglo-germana en el Gran Premio de Malasia de 2007, por delante de Hamilton y Räikkönen. En Baréin queda quinto tras una difícil carrera, quedando así igualado con Lewis Hamilton y Kimi Räikkönen a veintidós puntos.

Casco de Fernando Alonso en McLaren (2007).

En el Gran Premio de España de 2007, Alonso acabó tercero por detrás de Massa y Hamilton tras un toque con el brasileño en la salida. El 27 de mayo, Alonso y Hamilton logran el segundo doblete para McLaren en el Gran Premio de Mónaco, siendo el ovetense primero, el británico segundo y Massa tercero, mientras que Räikkönen acabó octavo. Tras la carrera, la FIA inspeccionó a la escudería McLaren por presuntas órdenes de equipo para favorecer a Alonso en perjuicio de Hamilton, pero no se tomó ninguna medida contra la escudería o el piloto.
En el Gran Premio de Canadá de 2007, el asturiano quedó séptimo tras una accidentada carrera, en la que tuvo que repostar con el coche de seguridad en pista, por lo que fue penalizado con 9 s de stop & go, debido a la nueva prohibición de no repostar con el auto de seguridad, en pista. Tras la penalización remontó varias posiciones para acabar finalmente en la séptima plaza. Así, Alonso perdía el liderato en favor de Lewis Hamilton, vencedor de la carrera.
En Indianápolis, quedó segundo por detrás de Hamilton, al no poder adelantar al piloto inglés a 24 vueltas del final de la carrera. Luego en el Gran Premio de Francia tuvo que alargar desde la décima posición en Q3 debido a unos problemas en los frenos sin marcar ningún tiempo mientras que Hamilton alargaría en la tercera posición y Räikkönen adelante en segunda posición. En la que Alonso terminaría en séptima posición mientras que Hamilton tercero y Räikkönen consiguiendo la victoria. En el Gran Premio de Europa, logró una nueva victoria por delante de Felipe Massa. Räikkönen y Hamilton no lograban puntuar. Así, el asturiano logró recortar la distancia con el británico de doce a dos puntos.

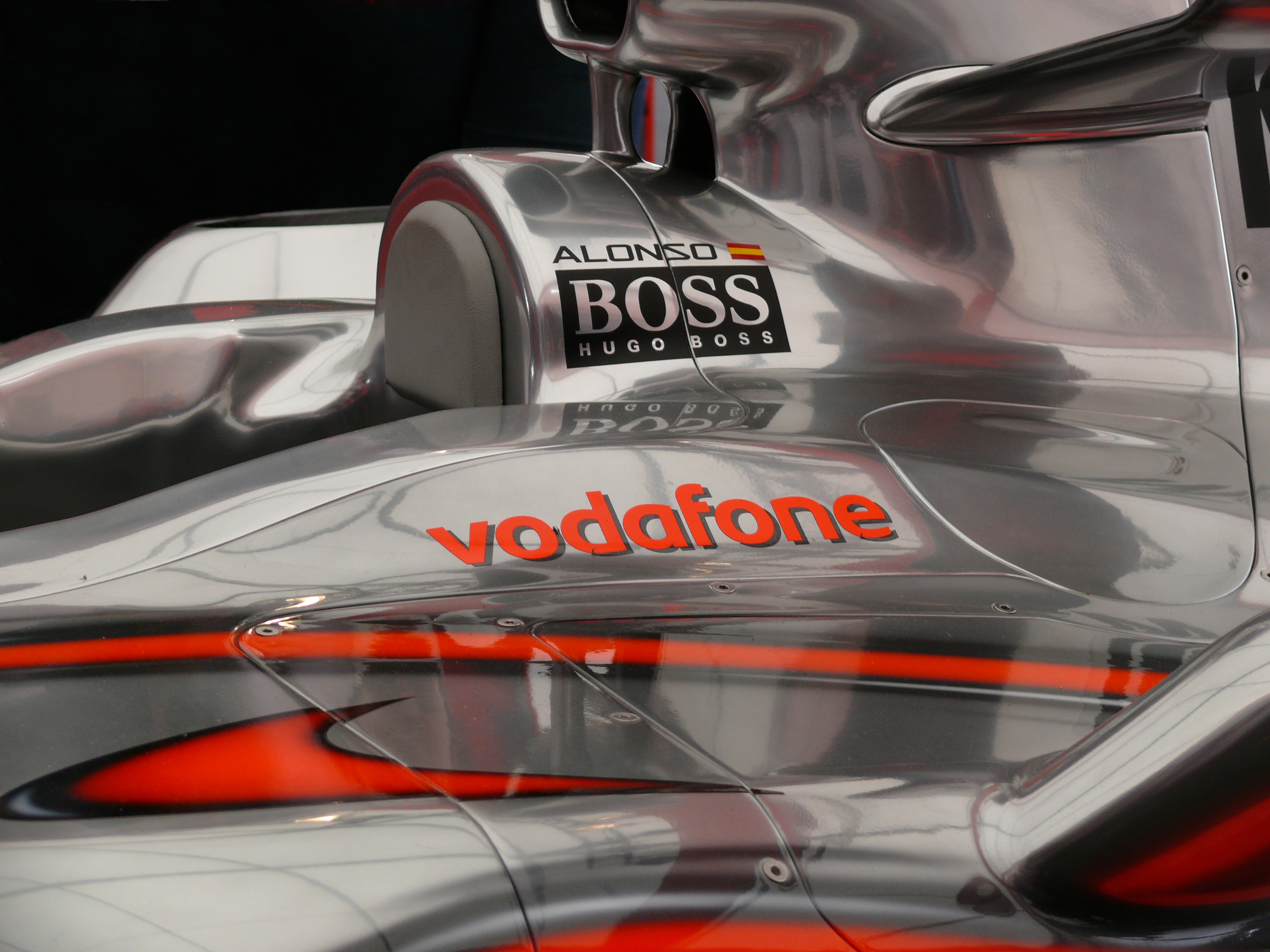
Detalle del MP4/22 en el Circuito de Silverstone.

En Hungría fue sancionado con la pérdida de cinco posiciones en parrilla por haber bloqueado deliberadamente a Lewis Hamilton en los boxes durante la clasificación, evitando que Hamilton diese una vuelta más y pudiera lograr la pole. Durante esos segundos, estaba pidiendo explicaciones a su equipo por qué le montaban neumáticos duros usados, cuando a Hamilton le montaban neumáticos blandos nuevos. Así, Hamilton volvió a ganar, mientras que Alonso solo fue cuarto. El español logró un tercer puesto en Turquía, por detrás de Felipe Massa y Kimi Räikkönen, siendo el británico cuarto. En el Gran Premio de Italia lograba un triplete (pole, vuelta rápida y victoria), por delante de Hamilton y Räikkönen. En Bélgica, terminó tercero, de nuevo delante de su compañero de equipo, quedándose a dos puntos de este.
En el Gran Premio de Japón, Alonso se vio obligado a retirarse tras un violento choque contra el muro que dejó inservible su bólido, debido a la lluvia y la niebla constantes; en China fue su compañero de equipo quien se vio obligado a abandonar, tras haberse salido de la pista en la entrada a boxes, y verse encallado en la gravilla. Alonso terminó segundo, por detrás de Kimi Räikkönen, a solo cuatro puntos del inglés para la última carrera de la temporada.
En el Gran Premio de Brasil de 2007, última cita del campeonato, pudo adelantar a Lewis Hamilton en la salida, quien había sido adelantado también por Räikkönen. Al intentar el inglés recuperar la tercera posición, se salió de pista, perdiendo varias posiciones, y posteriormente, con un problema en su transmisión, fue relegado a la última posición. Tras el adelantamiento de Kimi Räikkönen a Felipe Massa, el finlandés se coronó campeón del mundo con 110 puntos. Alonso acabó la carrera tercero y Hamilton, séptimo. De esta forma, Hamilton y Alonso empataron en el campeonato, pero Hamilton, a pesar de que fue su primera temporada, fue subcampeón por haber conseguido un segundo puesto más que el bicampeón español.
El 2 de noviembre, el representante del piloto hizo pública la rescisión de su contrato con la escudería anglo-alemana, y que ello no le supondría pagar ninguna indemnización.

#### Renault (2008-2009)
El 10 de diciembre de 2007, Alonso anunció su regreso a Renault para la temporada 2008, habiendo firmado un contrato con la escudería francesa. Su compañero de escudería durante 2008 sería el brasileño Nelson Piquet Jr. La duración del contrato se desconocía; diversas fuentes habían asegurado que el contrato con Renault tendría una duración de uno, dos y tres años. En declaraciones a la prensa alemana, el piloto declaró haber firmado un contrato "muy flexible" hasta 2009. Algunos medios afirmaron que Alonso tendría libertad para abandonar el equipo al año siguiente en función de los resultados.
El año 2008 comenzó de forma irregular para el ovetense, ya que consiguió un buen resultado en el Gran Premio de Australia (4.º puesto), pero, en cambio, tras una salida mejorable, no consiguió pasar del 8.º puesto en el Gran Premio de Malasia y solo pudo ser décimo en Baréin. Por lo que se vio hasta entonces, no parecía que pudiera estar entre los mejores pilotos esta temporada, ya que el coche no era lo suficientemente competitivo. Sin embargo, el equipo prometió mejoras para el Gran Premio de España, donde Alonso se clasifica 2.º para acabar rompiendo el motor cuando marchaba tercero. En Turquía, no obstante, confirma la mejoría del R28 y acaba sexto tras una gran salida. En Mónaco, Fernando tiene multitud de problemas bajo la lluvia, además de cometer algún error, y no logra obtener puntos. En Montreal tiene problemas con la caja de cambios, que junto con un trompo le hacen abandonar. En Magny-Cours, tras una buena clasificación, Alonso solo puede ser octavo debido a una mala salida y una estrategia errónea. Aun así, logró sumar su 500.º punto en la F1. La media del asturiano es de 4,46 puntos por carrera, únicamente mejorada por la de Lewis Hamilton, Michael Schumacher y Juan Manuel Fangio. En Silverstone, Alonso logra un buen 6.º puesto, tras realizar un gran trabajo bajo la lluvia. Sin embargo, en Hockenheim, la suerte siguió sin acompañarle y completó un nuevo domingo para el olvido. En el Gran Premio de Hungría, Alonso logra igualar su mejor resultado de la temporada (4.º). Sin embargo, en el Gran Premio de Europa de 2008, el asturiano acusa la falta de adherencia del circuito urbano de Valencia y los defectos del R28 y se queda fuera de la Q3 después de diez carreras. El día de la carrera, Kazuki Nakajima le golpeó por detrás en la primera vuelta destrozándole el alerón trasero, por lo que se vio obligado a abandonar. En el Gran Premio de Bélgica, sin embargo, logra un cuarto puesto. En Monza, el piloto español vuelve a protagonizar una gran actuación y repite cuarto puesto.

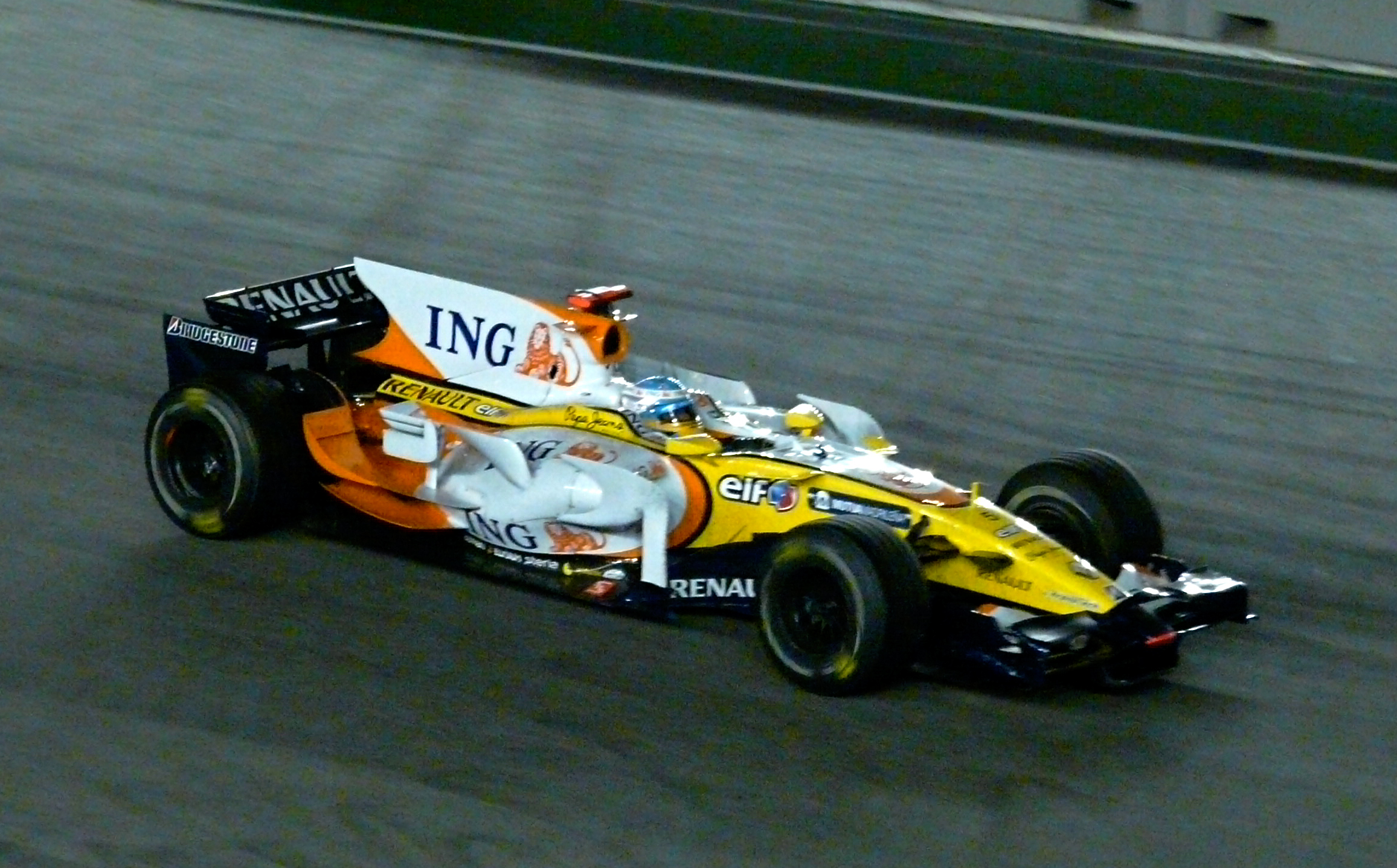
Fernando Alonso durante el Gran Premio de Singapur, que ganó después de un año sin victorias, convirtiéndose en el primer piloto en ganar una carrera nocturna.

En el primer Gran Premio nocturno de la historia, en Singapur, Alonso consiguió la victoria a pesar de salir en el puesto 15.º; gracias al buen comportamiento del monoplaza y haber repostado una gran cantidad de combustible justo antes del accidente de su compañero de equipo, Nelson Piquet Jr., el cual hizo que saliera el coche de seguridad, ganando muchas posiciones cuando otros pilotos entraron al pit lane a repostar. Un año después de la victoria del Español, Piquet Jr, declaró que el choque fue deliberado y ordenado por la cúpula del equipo, en lo que se conoció como Crashgate. La sanción a esta trampa fue la descalificación de Renault por 2 años (la cual quedó en suspenso) y las suspensiones de Pat Symonds (por 5 años) y Flavio Briatore (de por vida) de cualquier evento relacionado con la Fórmula 1.
Repitió victoria en el Gran Premio de Japón, por delante del polaco Robert Kubica (BMW) y del finlandés Kimi Räikkönen (Ferrari). La victoria de Alonso se fraguó prácticamente en la primera curva, cuando los McLaren de Lewis Hamilton y del finlandés Heikki Kovalainen se pasaron de frenada en la primera curva y obligaron a los Ferrari a salirse para evitar la colisión, formándose tras ellos todo un caos. Después mantuvo una dura pugna con Kubica al que entre las paradas de repostaje aventajó en 13 s con un ritmo que le permitió ganar con holgura. Alonso culminó su gran final de temporada con un cuarto puesto en China y un segundo en Brasil, lo que le valió para acabar quinto en la clasificación general. Estos buenos resultados en la recta final, y la imposibilidad de fichar aún por Ferrari, le llevan a anunciar su renovación con la escudería para 2009 y 2010, esta condicionada a los resultados y la posibilidad de ir a la escudería italiana.

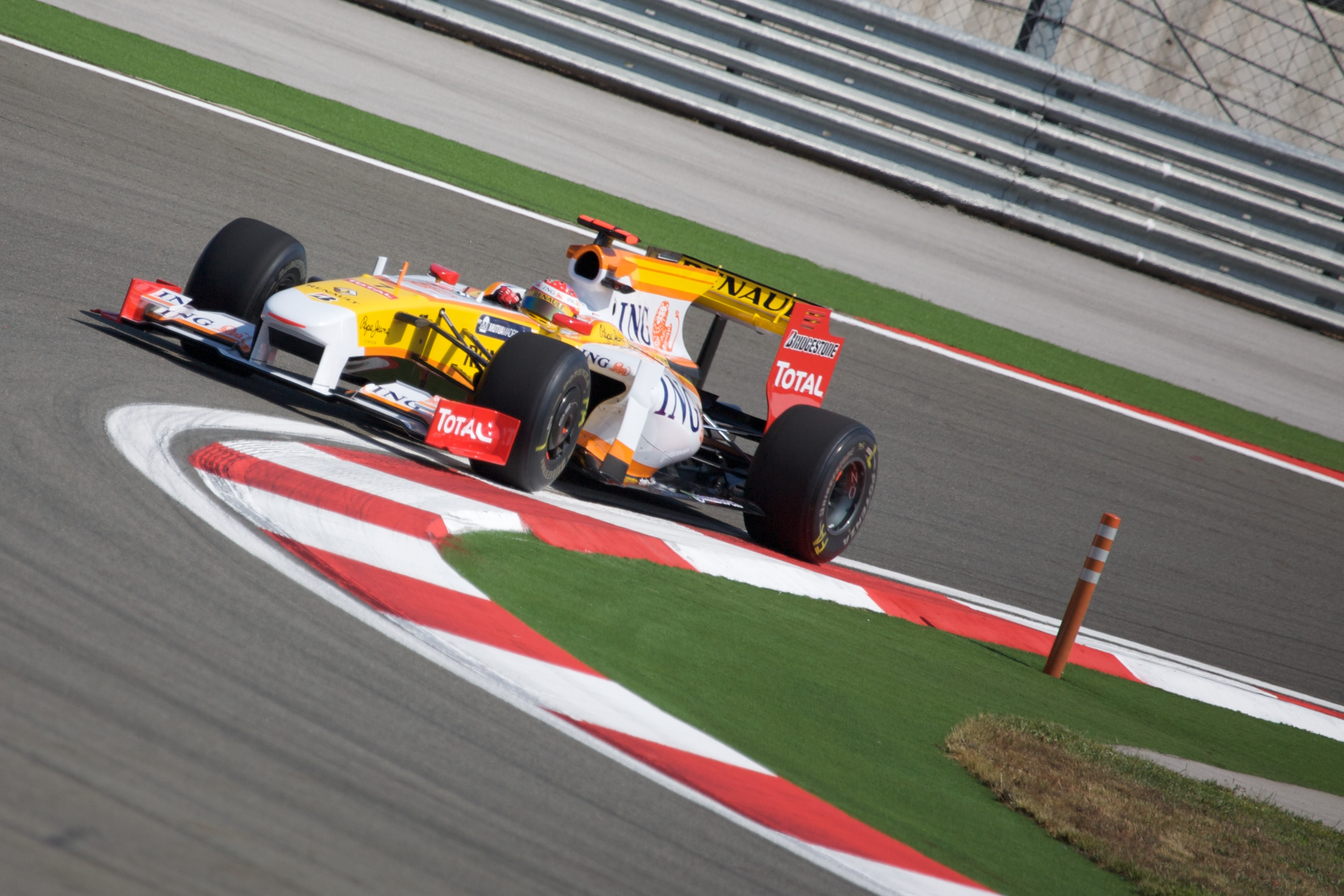
Alonso en el Gran Premio de Turquía de 2009.

Fernando Alonso siguió una temporada más con Renault con Nelson Piquet, Jr. de compañero de equipo. Al inicio del campeonato, Alonso y Renault eran optimistas y el piloto español empezó bien, con un 5.º puesto en Gran Premio de Australia tras haber salido 10.º, pero poco a poco fue perdiendo fuelle tras un 11.º puesto en el lluvioso Gran Premio de Malasia y un 9.º después de un fallo estratégico en el Gran Premio de China. En Baréin volvió a la zona de puntos tras ser 8.º. Después, en Montmeló terminó 5.º y en Mónaco acabó 7.º. Entre este período entre Mónaco y Bélgica, el R29 se muestra irregular, pero acaba mejorando y peleando con los aspirantes al título, aunque dosis de mala suerte y problemas en boxes no le permiten luchar por el podio. Sin embargo, se vio en ocasiones determinadas que el coche sí estaba ahí, como al lograr la pole de Hungaroring o durante la carrera de Spa, donde iba 3.º hasta que un problema con el tapacubos le obligó a abandonar. Después llegó la carrera nocturna de Singapur, que tanta polémica estaba generando tras el accidente de Nelson Piquet (que ya había sido despedido y reemplazado por Romain Grosjean) en 2008. En Singapur, Alonso logró, por fin, el único podio del año en una mala temporada en la que Renault apenas trabajó en evolucionar el monoplaza por la crisis económica.
El 30 de septiembre de 2009, tras numerosas especulaciones, la Scuderia Ferrari emitió un comunicado en su web oficial confirmando el fichaje de Fernando Alonso para las próximas tres temporadas.
Con el futuro resuelto, Alonso se dispuso a terminar de la mejor forma posible su relación con Renault pero no consiguió buenos resultados ni en Japón (10.º), Brasil (abandonó) ni en Abu Dabi (14.º). Así pues, Alonso se despidió tras siete años en Renault sin poder lograr nada significativo en su última temporada con un coche muy poco competitivo. Fue su peor temporada desde la de su debut en Minardi. Para la temporada 2010, tanto él como Grosjean (quien ya había sustituido a Piquet Jr.) fueron reemplazados por Kubica y por el debutante y ganador de GP2 Vitaly Petrov respectivamente.
En el año 2009 la reconocida revista Autosport contactó con doscientos diecisiete pilotos y expilotos de la Fórmula 1 para realizar una votación y crear una clasificación de los mejores pilotos de la historia hasta el momento, de dicho serial, la lista estaba encabezada por Ayrton Senna, con Fernando Alonso ocupando la novena posición.

#### Ferrari (2010-2014)

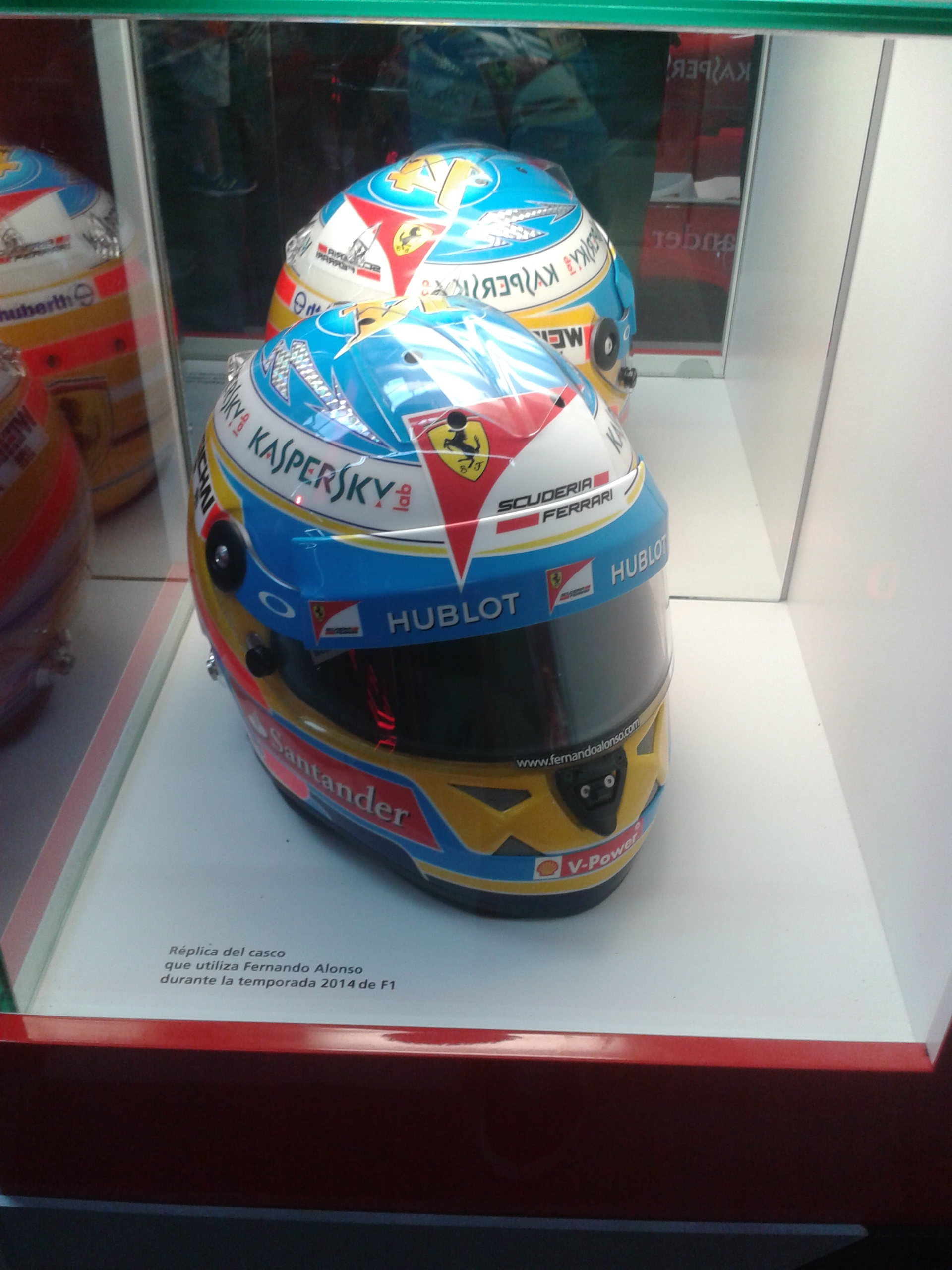
Réplica del casco de Alonso en Ferrari

##### 2010: subcampeón en el debut con Ferrari

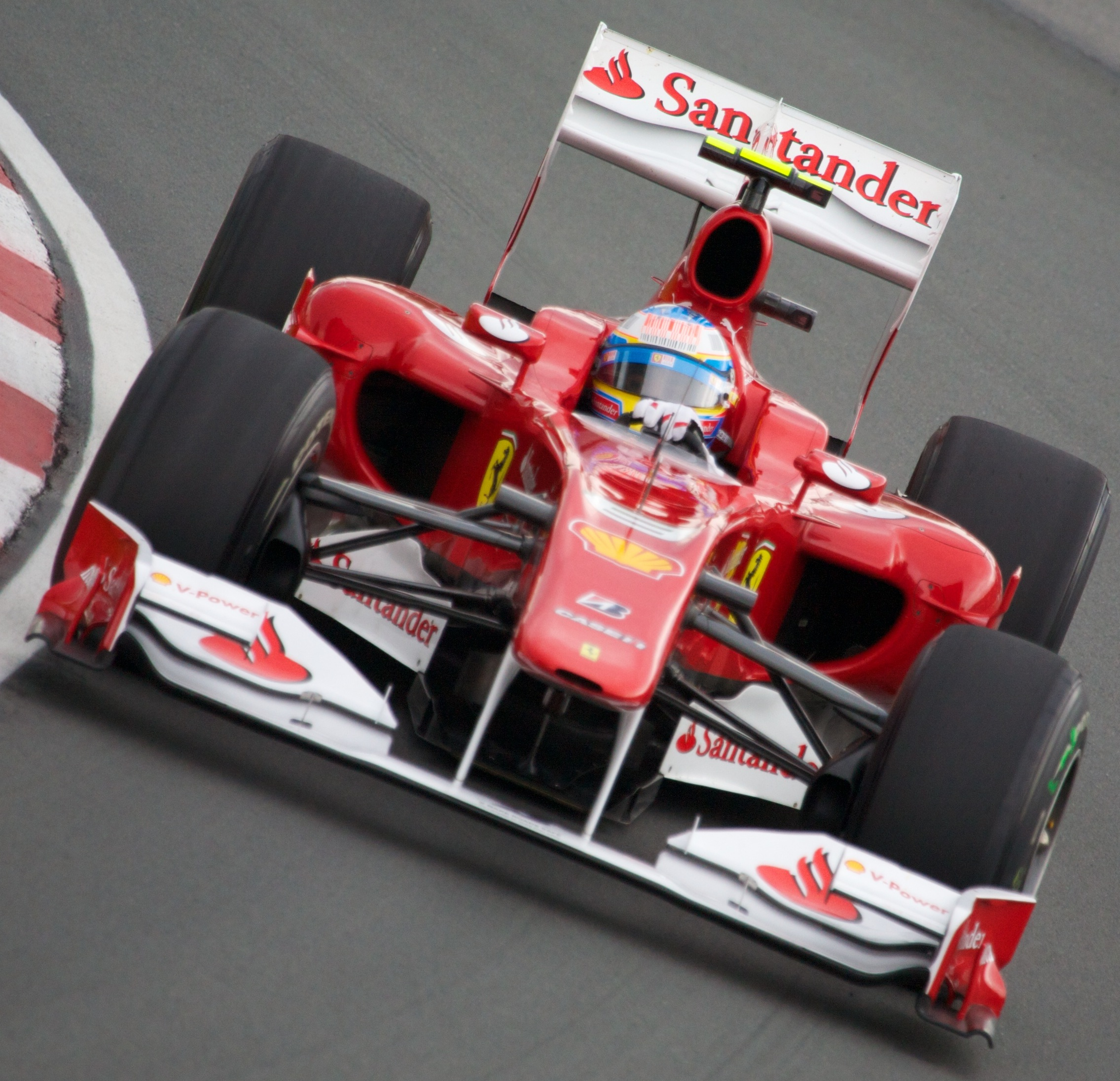
Alonso pilotando el Ferrari F10 en el GP de Canadá.

Fernando Alonso debutó con Ferrari en el Mundial de Fórmula 1 de 2010, terminando en segunda posición.
En su debut con Ferrari en los entrenamientos de pretemporada en el Circuito Ricardo Tormo de Cheste, Fernando marcó el mejor tiempo de la jornada.
En la primera carrera de 2010, en Baréin, Fernando Alonso salió tercero por detrás de su compañero Felipe Massa y Sebastian Vettel. Adelantó a Massa en la curva 2; y en la vuelta 34 le consiguió ganar la posición a Vettel, debido a que el alemán sufrió una pérdida de potencia en el motor Renault de su Red Bull RB6, con lo que ganó su primera carrera con Ferrari, igualando a Mario Andretti, Nigel Mansell y Kimi Räikkönen. En la segunda carrera de la temporada, el GP de Australia, terminó en cuarta posición por detrás de Jenson Button, Robert Kubica y Felipe Massa, tras una remontada de 14 puestos en carrera, motivada por un incidente en la salida con Button. Una semana después vino el GP de Malasia, que no pudo terminar tras sufrir una rotura de motor en la antepenúltima vuelta, provocada por un fallo en el embrague que obligó a Alonso a forzar en exceso el motor. En esta carrera perdió el liderato del mundial, que obtuvo Felipe Massa.
En el Gran Premio de España consiguió clasificarse en 4.ª posición y acabar la carrera en el 2.º puesto por detrás de Mark Webber, gracias al fallo mecánico del Red Bull RB6 de Sebastian Vettel y el abandono de Lewis Hamilton en las últimas vueltas. En Mónaco tuvo que salir último al sufrir un accidente en los entrenamientos libres y no poder salir en la sesión clasificatoria. Arrancó 24.º y acabó 6.º, superando el récord de remontada que estableció Michael Schumacher en el mismo circuito, donde también salió último en 2006. En este caso solo había 22 coches en la parrilla de salida, y finalizó la carrera 5.º. El GP de Turquía llegó 2 semanas después, y fue una carrera en la que el Ferrari F10 no rindió como se esperaba. Salió 12.º y acabó 8.º. En el GP de Canadá, Alonso recuperó la competitividad y casi logra la victoria, pero no le acompaña la fortuna con los doblados y acaba 3.º tras los McLaren de Lewis Hamilton (vencedor) y Jenson Button (2.º).
El GP de Europa en Valencia resultó decepcionante para él. Salía 4.º y durante los primeros giros rodó 3.º. Tras un grave accidente de Webber, en el que salió el coche de seguridad, Alonso se quedó tras este y esto lastró su carrera, ya que el auto de seguridad se intercaló entre Hamilton y Alonso; pero en una maniobra totalmente ilegal, Lewis Hamilton adelantó al coche de seguridad. Finalmente acabó en la 8.ª posición de un polémico GP. En Inglaterra sufre una penalización al saltarse la chicane mientras adelantaba a Kubica, ya que el piloto polaco defendió su posición y le empujó a la escapatoria, sobrepasando los límites del circuito, lo que sumado a la salida de un auto de seguridad le condena a quedarse sin puntos. En el GP de Alemania, salió desde la 2.ª posición de la parrilla, tras realizar una excelente calificación donde quedó a tan solo 2 milésimas de segundo de la pole, que logró Sebastian Vettel. Vettel defendió su posición a Alonso y eso lo aprovechó Felipe Massa para ponerse a liderar la carrera; Fernando Alonso se colocaba segundo en la siguiente curva tras superar finalmente al alemán. Alonso intentó pasar a Massa aprovechando unos doblados, pero tras las quejas del español por lo ridículo de la situación (el posible accidente entre compañeros de equipo), el ingeniero de Massa le dijo a este: "Fernando es más rápido que tú. Confirma que entendiste el mensaje", un mensaje encubierto para que el brasileño cediera su posición sin que hubiera ningún riesgo de incidente entre los compañeros que le pudiera privar del doblete a Ferrari. Massa, a falta de 18 vueltas, se dejó adelantar en la curva 6 reduciendo la velocidad, y Fernando Alonso terminó por llevarse el triunfo con algo más de 4 s sobre su compañero. Posteriormente, la FIA investigó el adelantamiento de Alonso a Massa, y las conversaciones de radio del ingeniero de Massa con su pupilo. Determinaron una sanción económica de 100 000 dólares a la Scuderia Ferrari y una posible modificación en el reglamento en la próxima reunión del Consejo Mundial, en la que finalmente volverían a permitirse las órdenes de equipo a partir de 2011.
En el GP de Hungría, Fernando calificó en la tercera posición, tras los dominantes Vettel y Webber. Acabó la carrera 2.º tras una gran actuación, aguantando a Vettel casi 40 vueltas. En Bélgica, salió décimo después de una mala estrategia de equipo. Remontó tras un incidente en la primera vuelta hasta la 8.ª posición, pero la lluvia le obligó a abandonar tras trompear, chocar contra las protecciones y romperse la suspensión delantera derecha. El asturiano se quedaba en la 5.ª posición a 41 puntos del líder Hamilton y el título parecía una quimera, pero el piloto asturiano dijo que aún podía lograrlo. Fernando llegó al templo de los tifosi en Monza, y no defraudó. Consiguió la primera pole de la temporada tras acabar delante de Jenson Button y su compañero de equipo, Felipe Massa. En la salida, Button le ganó la partida en la primera curva pero luego le adelantó tras hacer una parada en boxes más rápida que la del británico y consiguió superarle. Ganó la carrera y consiguió la tercera victoria de la temporada.

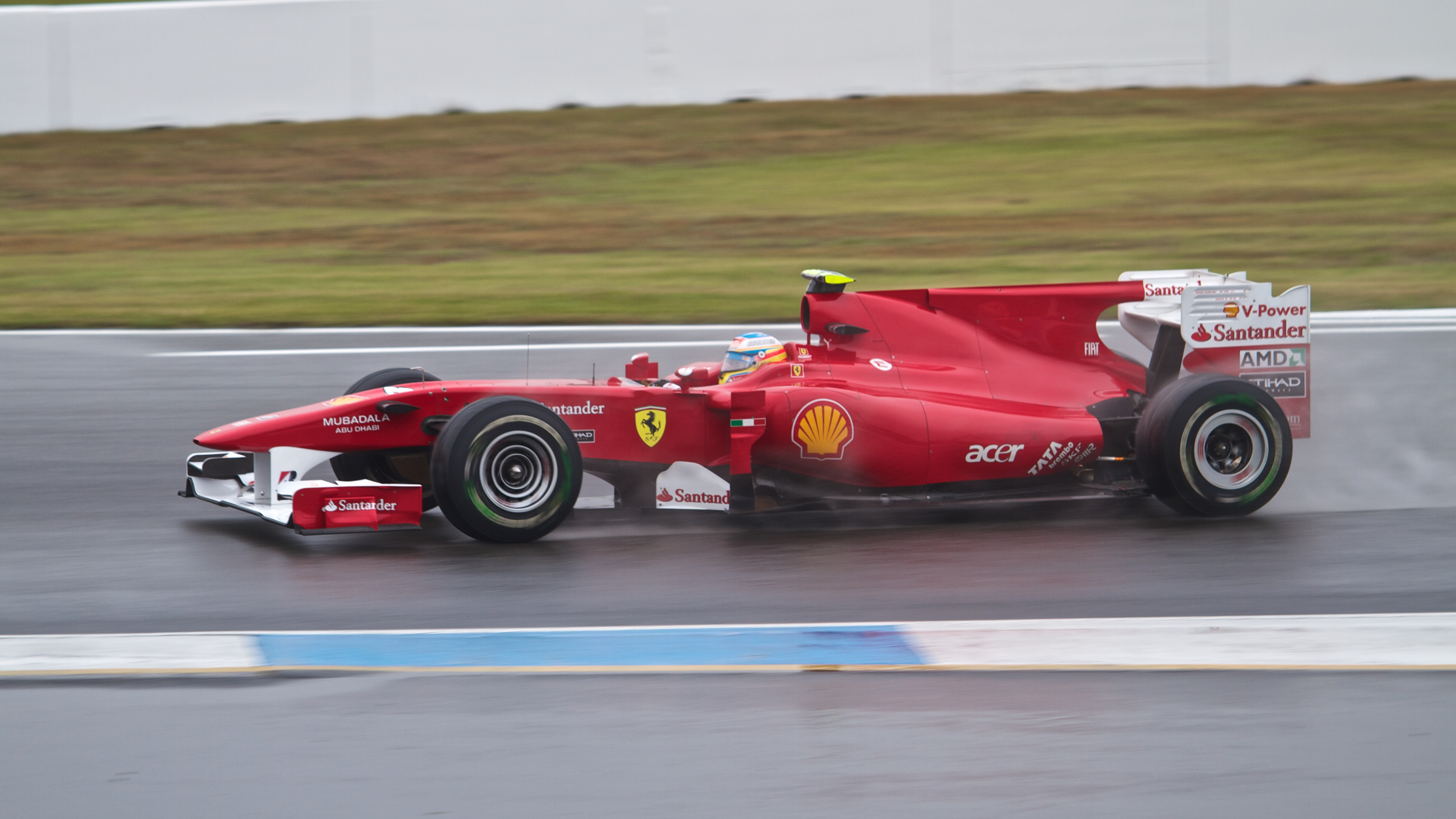
Alonso en el GP de Alemania.

La F1 llegó a Singapur y Alonso consiguió otra pole más tras acabar delante de Sebastian Vettel por 67 milésimas. Tras un Gran Premio muy accidentado, consiguió seguir toda la carrera sin variar su primera posición y conseguir la segunda victoria consecutiva, acompañándola de la vuelta rápida, la pole ya mencionada y el liderato en todas las vueltas, así que Alonso estrenó su casillero de Grand Chelems. El siguiente destino fue Japón, donde el español acabó 3.º, rodando en muchas vueltas al ritmo de los técnicamente superiores Red Bull. Tras todos estos resultados, Fernando se quedaba a 14 puntos del líder Mark Webber, y empatado a puntos con Sebastian Vettel, pero por delante de él por llevar una victoria más. El circo llegó al nuevo circuito de Yeongam para disputar el GP de Corea. De nuevo tras los Red Bull, una carrera lluviosa propició un accidente de Webber y una postrera rotura de motor de Vettel, así que Fernando escaló esas posiciones y acabó ganando la carrera, y además se ponía líder del Mundial, con 11 puntos sobre Webber y 25 sobre Vettel. Alonso podía proclamarse campeón ya en Brasil, pero ese día los Red Bull, de nuevo superiores, no fallaron y se adjudicaron un doblete, con Vettel en primera posición.
La temporada echó el cierre en Abu Dabi, y Fernando Alonso lideraba el Mundial con 8 puntos de ventaja sobre Mark Webber, 15 sobre Sebastian Vettel y 24 sobre Lewis Hamilton, siendo así la primera vez en la historia que 4 pilotos llegaban a la última carrera con opciones de ganar el título. Vettel consiguió la pole y ganó fácilmente la carrera, así que Alonso tenía que ser 4.º o mejor para conseguir el título. Pero una errónea estrategia para marcar a Mark Webber hizo que el español saliera en medio del tráfico. Además, algunos de los coches no tenían que efectuar más pit stops por haber aprovechado el auto de seguridad de la primera vuelta para hacer la parada obligatoria. Así, Alonso se quedó clavado en la estela de Vitaly Petrov y pasó 40 vueltas sin poder adelantarlo. Eso le hundió y provocó que finalizara la carrera en 7.ª posición, resultado que no le valía y propició que Vettel se alzara con el título. Al finalizar el campeonato, se alzó con el Trofeo DHL Vuelta Rápida, el cual se otorga a quien consigue más vueltas rápidas en una temporada de Fórmula 1. Fernando consiguió ese trofeo gracias a 5 vueltas rápidas durante 2010.

##### 2011: segunda temporada en Ferrari e imposibilidad de lucha por el título

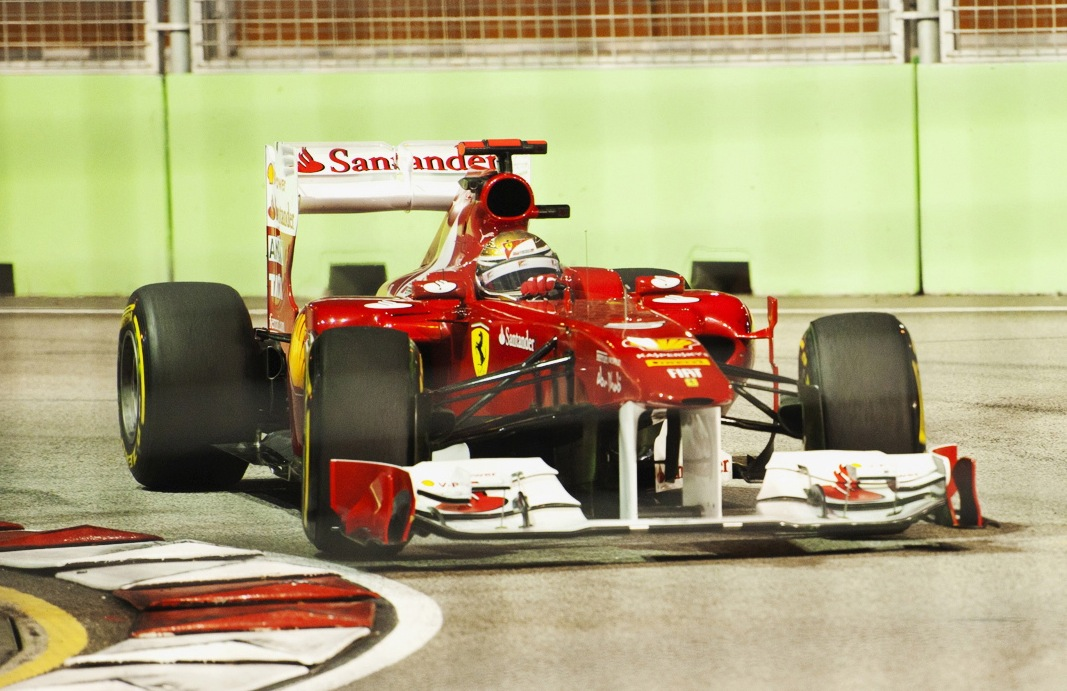
Fernando Alonso en el GP de Singapur.

Después del gran final de la temporada 2010, las expectativas eran altas al principio, pero tras las primeras carreras de 2011 se vio claramente que el Ferrari 150º Italia no era todo lo competitivo que se esperaba.
Fernando Alonso renovó con la Scuderia Ferrari hasta 2016. Con esta renovación, Alonso aprovechó para transmitir que Ferrari "será el último equipo de mi carrera en F1".
En la primera carrera en Australia, Alonso sale quinto. En la salida intenta adelantar a Button, pero este le cierra y cae a la novena plaza. Después de batallar con Massa, Button y Webber y de intentar dar caza al Lotus de Vitaly Petrov, Alonso queda cuarto. En Malasia, Alonso tuvo la oportunidad de hacer su primer podio de la temporada debido a un cuidado excelente con los neumáticos. Pero a pocas vueltas del final, se toca con Hamilton y queda sexto. En China protagonizó un fin de semana flojo y acaba séptimo. Pero en Turquía hizo una carrera brillante y quedó tercero, siendo el único coche capaz de plantar cara a los dos Red Bull. En Montmeló fue el fin de semana donde se vieron las carencias del Ferrari. Clasificó cuarto, una posición que Alonso describió como irreal, ya que decía que máximo podían aspirar a la séptima plaza. En carrera se puso primero en la salida y lideró la carrera hasta la vuelta 20. Pero finalmente el Ferrari se desinfló y acabó quinto y con vuelta perdida, siendo la primera vez desde 2009 que quedaba doblado. En Mónaco adelanta a Webber en la salida y a Button en la estrategia, quien iba a tres paradas por dos de Alonso. El español llegó segundo, pegado a Sebastian Vettel. En Canadá se clasifica 2.º, su mejor clasificación del año, pero en carrera Jenson Button le toca saliendo de boxes y Alonso abandona. En Valencia adelanta a Hamilton en la salida y tras una sofocante lucha con los Red Bull, Alonso llega segundo. En Silverstone, Alonso consigue la victoria debido al problema en los boxes de los dos Red Bull, a un ritmo infernal con los neumáticos blandos y a un cuidado excelente de nuevo con las gomas. En Alemania adelanta a Vettel en la salida, luego se salió, pero consiguió volver a recuperar la posición. Adelanta a Webber en la segunda parada y llega segundo por detrás de Hamilton. En Hungría tuvo un ritmo conservador, pero debido a los diversos problemas de sus rivales, acaba tercero. En Spa clasifica octavo, su peor clasificación de la temporada. Tras una brillante carrera, llega a rodar segundo, pero problemas con el calentamiento de los neumáticos duros le hacen acabar en cuarta posición. En Monza clasifica cuarto, pero hace una grandísima salida y se pone primero. Al final acabó tercero, por detrás de Button y Vettel. En Singapur clasifica quinto. Pero debido a un ritmo flojo en carrera y a una altísima degradación de los neumáticos, Alonso acaba cuarto. En Suzuka hace muy buena carrera y quedó segundo a menos de 1 segundo de Jenson Button, pero Vettel se proclamó campeón del mundo al llegar tercero. En Corea, tras tener problemas en la salida acaba en quinta posición con un ritmo muy bueno, y luchando por el podio las últimas trece vueltas. En la India hace otra buena carrera y acaba tercero gracias a un fallo en el KERS de Mark Webber. En Abu Dhabi, tras el abandono de Sebastian Vettel y pasar en la salida a Webber y en la recta a Button, acaba segundo. En la cita final en Brasil, rodaba en puestos de podio, pero de nuevo la dificultad del Ferrari para calentar los neumáticos duros hizo que Button lo adelantase y este acabase en cuarta posición.

##### 2012: otra vez subcampeón, rozando la gloria

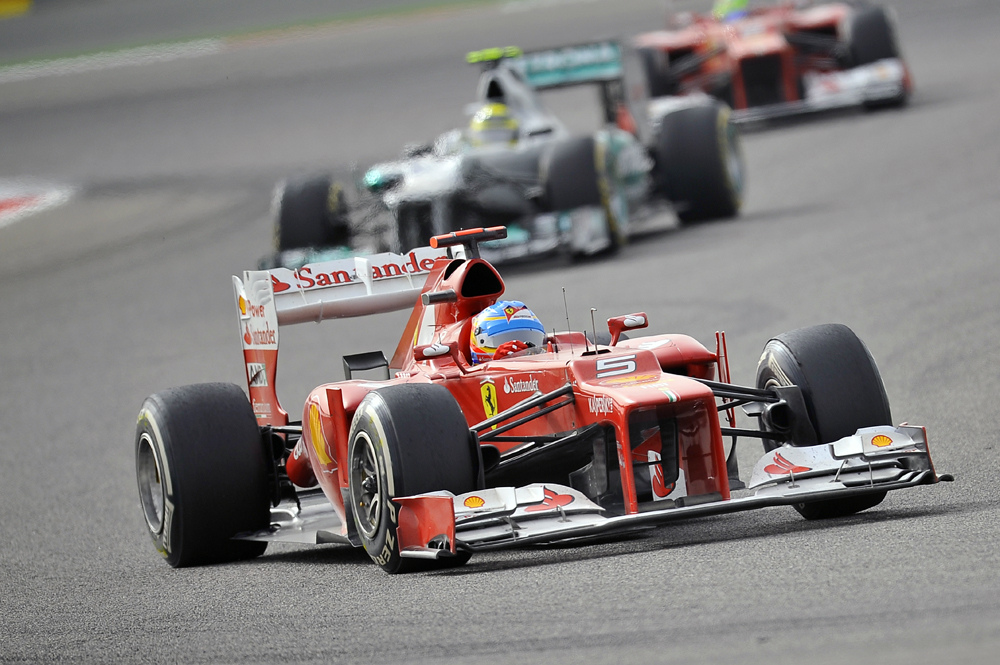
Alonso, en el Gran Premio de Baréin 2012.

La temporada de 2012 empezaba en Australia, y los peores pronósticos se confirmaron: Alonso sólo pudo ser 5.º con un F2012 poco competitivo y lejos de los McLaren y los Red Bull. Pero en el GP de Malasia, Alonso consigue su primera victoria de la temporada en un Ferrari F2012 inferior al resto de sus rivales. Después de un cerrado final el asturiano gana por tan solo 2,2 s de margen sobre el mexicano Sergio Pérez en una carrera que sufrió una interrupción de 51 min por lluvia y en la cual Alonso inició desde el octavo puesto. Seguidamente, continúa en China y en Baréin donde las limitaciones del auto le impiden subir al podio. En el Gran Premio de España, tras previas mejoras del F2012, Alonso consigue la segunda posición por detrás de Pastor Maldonado. Dos semanas después, en el Gran Premio de Mónaco, Alonso sube a la tercera posición del podio y alcanza el liderato del mundial de pilotos. En el Gran Premio de Canadá finaliza en quinta posición tras una estrategia equivocada y un gran desfallecimiento de neumáticos, y gana Lewis Hamilton, que se coloca de esta manera líder del mundial. Transcurren dos semanas más y se disputa el Gran Premio de Europa en el circuito urbano de Valencia, donde Alonso se alza con la victoria tras salir desde la undécima posición en parrilla. Ese triunfo, unido a los abandonos de Sebastian Vettel, Romain Grosjean y Lewis Hamilton, vuelven a darle el liderato del campeonato. Más tarde, en el Gran Premio de Gran Bretaña el piloto español consigue la pole position en un Gran Premio pasado por agua. En la carrera que finalmente se disputó en seco, Alonso se mantuvo líder hasta que fue superado por Mark Webber a 4 vueltas del final, pero el asturiano logró un nuevo podio que le mantenía líder.
En la carrera de Hockenheim (Alemania) Alonso logra partir desde la pole, lograda en agua, y consigue una victoria muy trabajada por la Scuderia Ferrari debido al acierto en la estrategia. Vettel fue sancionado a bajar hasta la 5.ª posición por realizar un adelantamiento ilegal por fuera de la pista a Jenson Button, que acabó segundo. En el último Gran Premio antes del parón estival, en Hungría, Alonso tuvo una calificación en la que no consiguió poner su F2012 a la altura de los McLaren, Red Bull e incluso los Lotus, y se adjudicó la 6.ª posición de la parrilla. Ya en carrera gracias a una acertada estrategia consiguió finalizar en la 5.ª posición, acumulando así 164 puntos y aumentando su liderato en 40 puntos con respecto a Mark Webber, el segundo clasificado, con 124.
En el Gran Premio de Bélgica de 2012, sale en la 5.ª posición de parrilla, tras la sanción a Pastor Maldonado. Sin embargo, tras una salida en la que se coloca 4.º, Romain Grosjean embiste a Lewis Hamilton, y los dos a su vez golpean y hacen volar el coche de Alonso en uno de los peores accidentes de su carrera. El piloto español salió ileso, aunque abandonó el Gran Premio debido a ese accidente.
La semana siguiente se disputó el Gran Premio de Italia de 2012. Tras conseguir el mejor tiempo tanto en la Q1 como en la Q2, un problema con la barra estabilizadora trasera del coche de Alonso provocó que se clasificara en décimo lugar. Consiguió terminar la carrera en tercer lugar, aunque alcanzó el segundo debido al abandono de Button y al sobrepasar a su compañero Massa, pero lo perdió ante el Sauber de Pérez. Con este podio, Alonso igualó a Ayrton Senna en ochenta y se colocó el tercero de la historia de la F1 con más podios.
En Abu Dabi consigue un segundo puesto después de salir sexto, su undécimo podio del año, el número 31 con Ferrari, es la temporada con Ferrari con más podios desde que llegó a la escudería italiana. En el trazado de Austin de Estados Unidos, Fernando Alonso termina tercero logrando así un podio para soñar con un Mundial que se decidiría en Brasil. El asturiano estaba a 13 puntos de Vettel, un Vettel que se quedó sin triunfo en Texas tras ser adelantado por Lewis Hamilton.
En el último Gran Premio de la temporada en Brasil, Alonso no consiguió arrebatarle el Mundial a Vettel por 3 puntos a pesar de acabar en segundo puesto. No obstante, días después circuló por la red un vídeo en el que se veía cómo Vettel supuestamente adelantaba ilegalmente a otro competidor, acción que, tras ser investigada por la FIA, se dictaminó que el adelantamiento era totalmente legal ya que existían banderas verdes en el lugar del adelantamiento.

##### 2013: Subcampeón muy lejos de Red Bull

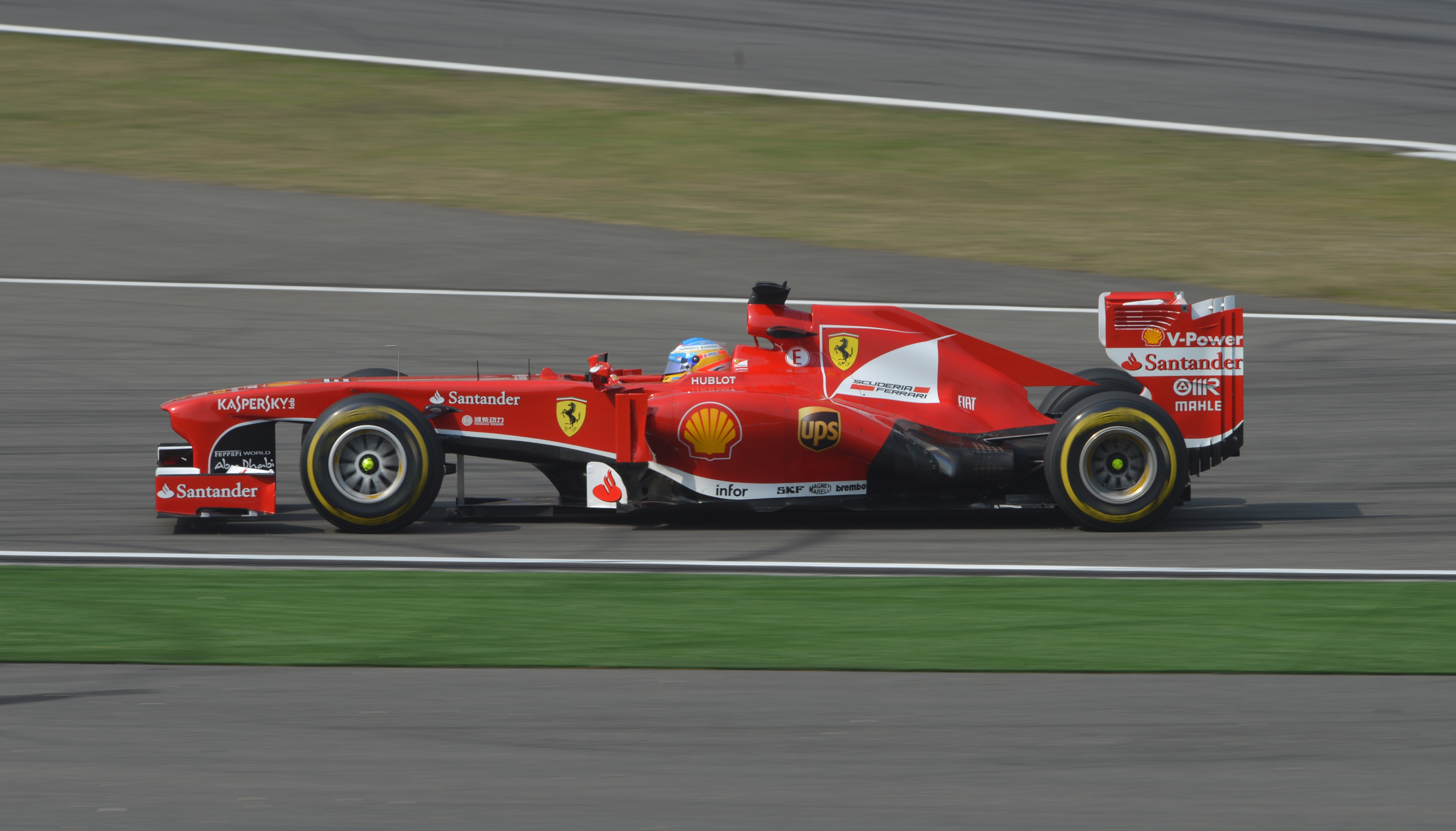
Fernando Alonso 2013 China.

Alonso comenzó la temporada clasificándose quinto en Australia, aunque al final de la primera vuelta había ascendido a la tercera plaza. Al adelantar su parada en boxes, pudo superar a Vettel y a Massa. Alonso terminó en segundo puesto hasta el final de la carrera.
En Malasia, Alonso se clasificó en tercer lugar. Al entrar en la segunda curva golpeó la parte trasera de Vettel y dañó su alerón delantero, el equipo le dijo que se quedara fuera en vez de entrar y cambiarlo, con la esperanza de que el ala no se rompería, por lo que Alonso sería capaz de entrar en boxes para poner neumáticos en el momento apropiado. Sin embargo, al pasar por la recta principal en el inicio de la segunda vuelta, el alerón delantero se rompió y se fue debajo de su coche enviándolo a la grava y poniendo fin a su carrera.
En China, Alonso vuelve a clasificarse tercero, en la salida adelanta a Kimi Räikkönen alcanzando el segundo puesto, y cinco vueltas después al poleman Lewis Hamilton. A partir de ahí gobernó el Gran Premio uniendo un gran ritmo en carrera con el cuidado de las gomas, obteniendo así la victoria número 31 de su carrera y la primera de la temporada.
En Baréin, Fernando vuelve a partir desde la tercera posición delante de él Sebastian Vettel y Nico Rosberg, nada más apagarse el semáforo adelanta a Vettel, pero el alemán le devuelve la partida pocas curvas después. En la vuelta 8 el coche de Alonso presenta un problema mecánico en el DRS lo que le obliga a una entrada prematura a boxes ya que perdía mucho tiempo en la zona revirada del circuito. Tras la parada Fernando y su equipo decidieron arriesgarse a volver a abrir el DRS. Este se volvió a quedar abierto y Alonso tuvo que volver a hacer una parada. Al final de las 57 vueltas Fernando queda en octava posición.
El fin de semana del 10 al 12 de mayo se disputó el Gran Premio de España de 2013, donde Alonso se quedó a medio segundo del primer clasificado, Nico Rosberg, marcando un tiempo de 1:21.218 que le valía para una quinta posición. Alonso consiguió remontar en carrera y consiguió ganar su segunda carrera de la temporada.

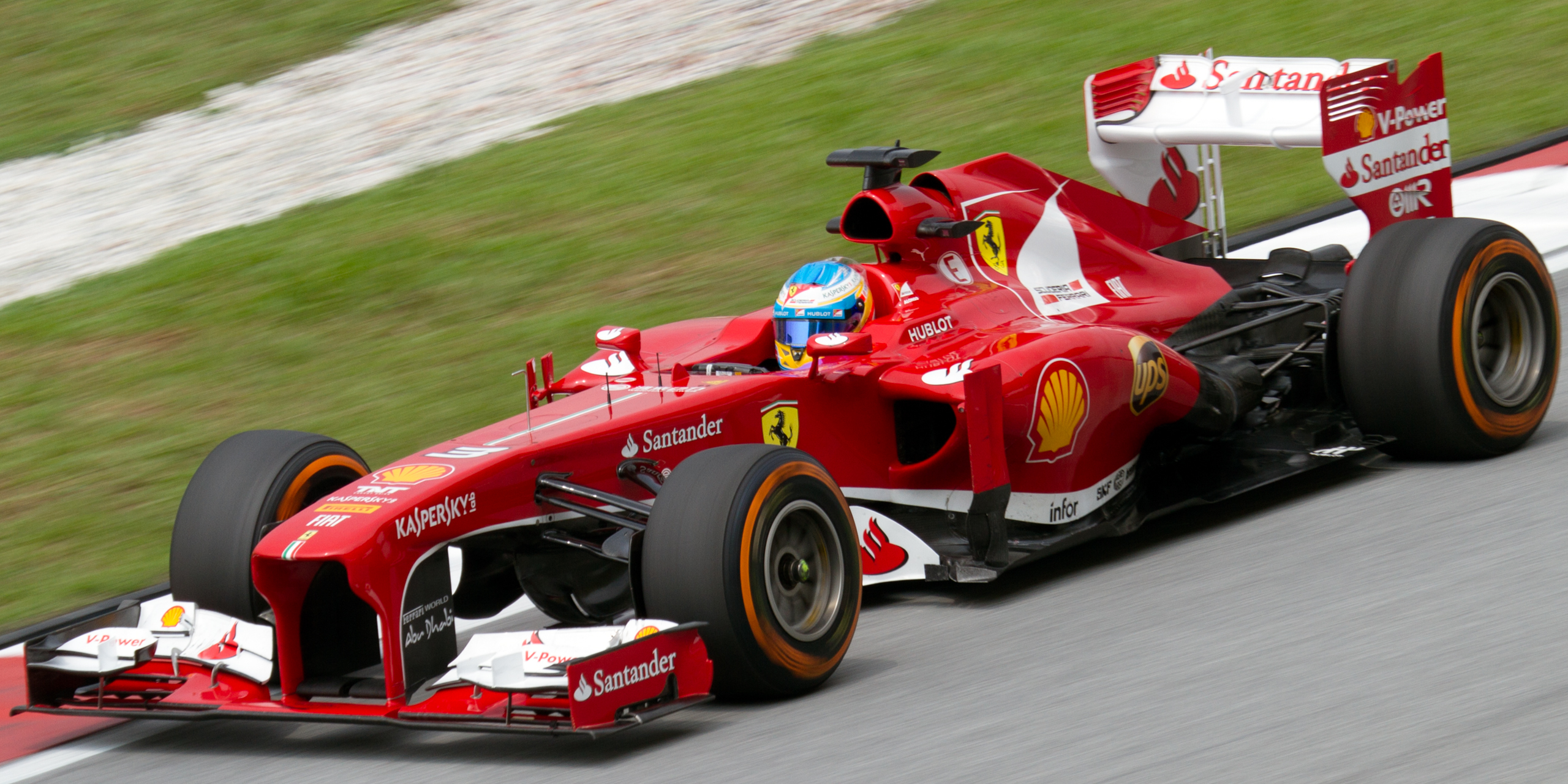
Fernando Alonso, FP2 del GP de Malasia 2013.

En el Principado de Mónaco, Alonso salía sexto, aunque fue adelantado en varias ocasiones. Primero fue adelantado por Sergio Pérez. Después perdió otra posición con Adrian Sutil en la curva de Loews. Gracias a la colisión, Sergio Pérez y Kimi Räikkönen logró ganar dos posiciones, aunque un trozo de alerón del mexicano se coló bajo su coche y le hizo perder puntos de aerodinámica. En esa misma vuelta Jenson Button consiguió rebasarle. De esta forma Fernando acabó en séptimo lugar, perdiendo una posición respecto a su lugar de partida.
En el Gran Premio de Canadá, Alonso partía desde la sexta posición debido a la mala vuelta sobre mojado que hizo en calificación. Haciendo una salida tranquila, empezó a adelantar a Bottas, Webber, y a los dos pilotos de Mercedes, quedando así en segunda posición.
Sus principales rivales por la lucha del título, Sebastian Vettel y Kimi Räikkönen quedaron respectivamente primero (25 puntos) y noveno (2 puntos), Alonso subió de la tercera a la segunda posición en la clasificación general, estando en este punto Vettel con 132 puntos, Alonso con 96 y Räikkönen con 88. Vettel ostentaba cómoda ventaja de 36 puntos sobre Alonso. El resto de la temporada (especialmente las nueve últimas carreras, en las cuales Vettel ganó) fueron un paseo de Vettel, por lo cual Alonso volvió a ser subcampeón.

##### 2014: último año en Ferrari

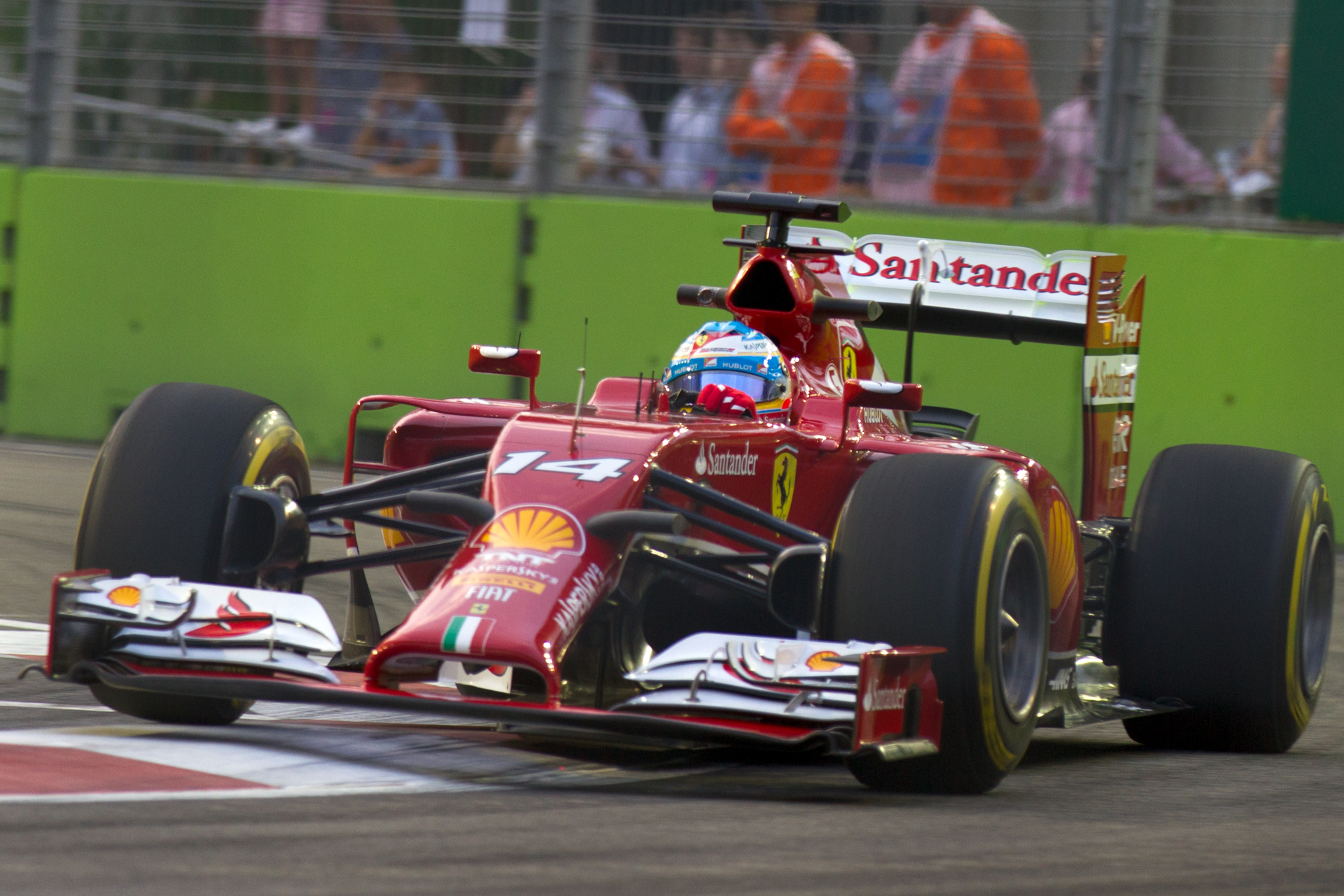
Fernando Alonso en el GP de Singapur de 2014.

En 2014, la Fórmula 1 entraba en una nueva era, con la introducción de los motores V6 turboalimentados. Ferrari y Alonso confiaban en que eso les ayudaría a volver a tener un coche ganador, después de haber sufrido en los últimos años, donde la aerodinámica era lo principal, aspecto en el que siempre iban a remolque de Red Bull. Sin embargo, de nuevo el equipo comenzó la temporada en inferioridad de condiciones; esta vez, de Mercedes, cuyos propulsores demostraron ser los mejores de los tres fabricantes. La escudería anglo-alemana y su piloto Lewis Hamilton ganarían el campeonato con una enorme superioridad.
El 20 de noviembre de 2014, Alonso confirma su marcha de Ferrari al término de la temporada. Finaliza la temporada sexto, con dos podios y ninguna victoria en su haber, lo que supone su tercer peor resultado en una temporada de Fórmula 1 tras 2009 y su temporada inaugural con Minardi en 2001.

#### McLaren (2015-2018)

##### 2015: regreso a McLaren

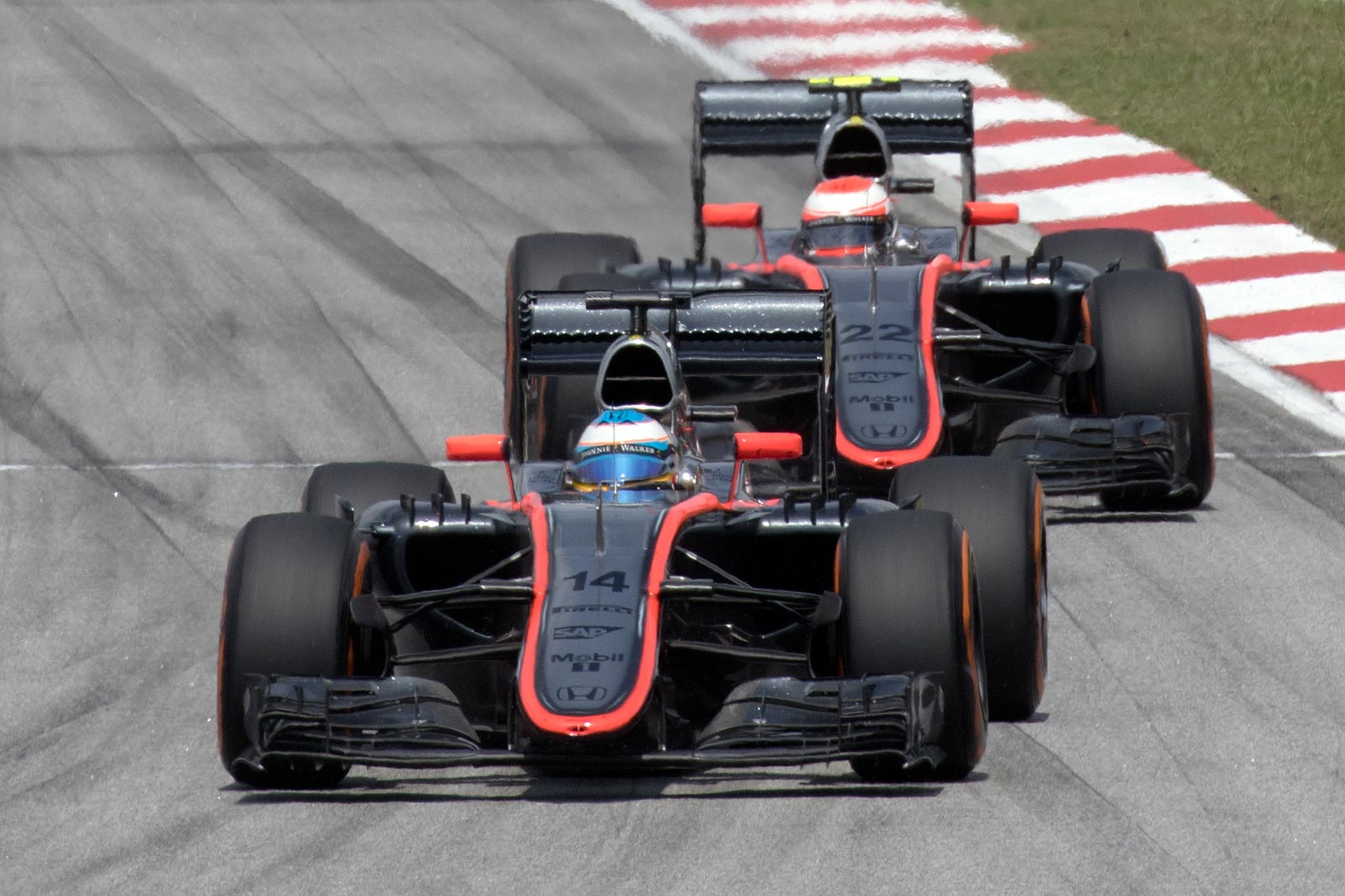
Fernando Alonso delante de su compañero Jenson Button en Malasia 2015.

El 11 de diciembre de 2014, McLaren-Honda reveló el regreso de Fernando Alonso al equipo y la estadía de Jenson Button, dejando a Kevin Magnussen como piloto de pruebas. Tras un fuerte accidente en las pruebas invernales de Barcelona, el piloto español no pudo disputar el primer GP de la temporada, disputado en Australia, por recomendación médica. El inicio de temporada fue muy complicado debido a los problemas de fiabilidad y de potencia del McLaren-Honda y del jovencísimo motor Honda.
Alonso vive una de sus peores temporadas en la F1, ya que abandonó en 5 de las 7 primeras carreras por problemas mecánicos. Finalmente, Fernando obtuvo un 10.º puesto en el Gran Premio de Gran Bretaña firmando una gran actuación en mojado y valiéndose de varios acontecimientos en carrera que provocaron que sus rivales perdieran tiempo. Esta posición suponía el primer punto de la temporada. Posteriormente, en Hungría, uno de sus circuitos favoritos, acabó 5.º delante de ambos Mercedes en una carrera loca, donde su compañero Jenson Button también puntuó, siendo esta la primera vez que puntúan los dos McLaren-Honda en un Gran Premio en toda la temporada. Alonso pese a los claros "déficits" de potencia su motor Honda esta temporada demuestra ser un campeón en las formas, mostrándose siempre humilde y optimista aunque en ciertas ocasiones presionó a Honda públicamente de manera indirecta para que mejorara su motor. Sin embargo tanto Fernando como Jenson Button protagonizaron en algunas acciones con cierta ironía hacia la situación del equipo, como por ejemplo subirse al podio del Gran Premio de Brasil después de que finalizara para ellos la clasificación o ponerse a tomar el sol en el circuito después de que el motor de su McLaren MP4/30 fallara en la sesión de clasificación.

##### 2016
La temporada comienza oficialmente con el anuncio de la destitución de Yasuhisa Arai, el hasta entonces jefe de Honda para la Fórmula 1. Las pruebas de pretemporada celebrados en el circuito de Montmeló han resultado ser esperanzadores para el equipo anglo-nipón, los problemas de fiabilidad ya están solventados y superan claramente a Manor, Sauber y Haas y se muestra superior a Renault y cerca de Red Bull y Williams lo que sitúa al equipo en media parrilla, como el séptimo equipo de once con grandes posibilidades de superar a más escuderías, algo muy positivo teniendo en cuenta que en la temporada 2015 tan solo pudieron superar a Manor y estar a la par de Sauber.
En la primera carrera del año (Gran Premio de Australia) el rendimiento del MP4/31 está por encima del año anterior y mejor de lo esperado, consiguiendo Fernando colocarse en el top 10 en los dos primeros entrenamientos libres de la temporada firmando un buen inicio. Sin embargo Alonso es consciente de que ni en clasificación ni en carrera podrán estar tan arriba, lo que se confirma en la clasificación, donde Alonso solo puede ser duodécimo. En carrera Alonso firma una gran salida, haciendo una gran carrera y estando o rozando siempre los puntos, pero en la vuelta 18, después de una errónea maniobra intentando adelantar a Esteban Gutiérrez, toca la rueda trasera izquierda del Haas del mexicano, pierde el control del coche e impacta contra el muro a más de 300 km/h y sufre uno de los peores accidente de su carrera deportiva. Las imágenes del accidente son impactantes, con el coche de Alonso destrozado boca abajo (quedando chasis y cockpit) pero, paradójicamente, el piloto logra salir por su propio pie del monoplaza. Debido a este accidente, y a sus lesiones, los médicos no le dejan correr en la segunda carrera del año, el Gran Premio de Baréin. Tras sustituirle el joven Stoffel Vandoorne en Baréin, Alonso vuelve en el Gran Premio de China, donde confirma que el MP4/31 es un coche de mitad de tabla, clasificando 12.º. En carrera no es capaz de avanzar de su posición de salida, y termina 12.º. Dos semanas después, en el Gran Premio de Rusia, pese a no poder entrar en la Q3, efectúa una gran salida y manteniendo un gran ritmo logra el 6.º puesto final, aunque lejos de los equipos de arriba. La llegada a Europa le viene bien a Fernando, que en España tiene un buen rendimiento entrando a Q3, pero en carrera se ve obligado a retirarse por un fallo en el motor. En Mónaco, se preveía un buen resultado, ya que el chasis del MP4/31 tapaba las deficiencias del motor Honda. Logra de nuevo entrar en Q3 (10.º) y el día siguiente, el Circuito de Mónaco amanece bajo la lluvia. Alonso hace un auténtico carreron, tal de grandes pilotos, logrando el 5.º puesto después de aguantar buena parte de la carrera a Nico Rosberg con el superior Mercedes, y a Nico Hülkenberg. Aunque se pudo ver beneficiado por una o dos retiradas, su ritmo y su conducción bajo la lluvia y la resistencia a Rosberg con un coche inferior, Alonso demostró sus cualidades como piloto.

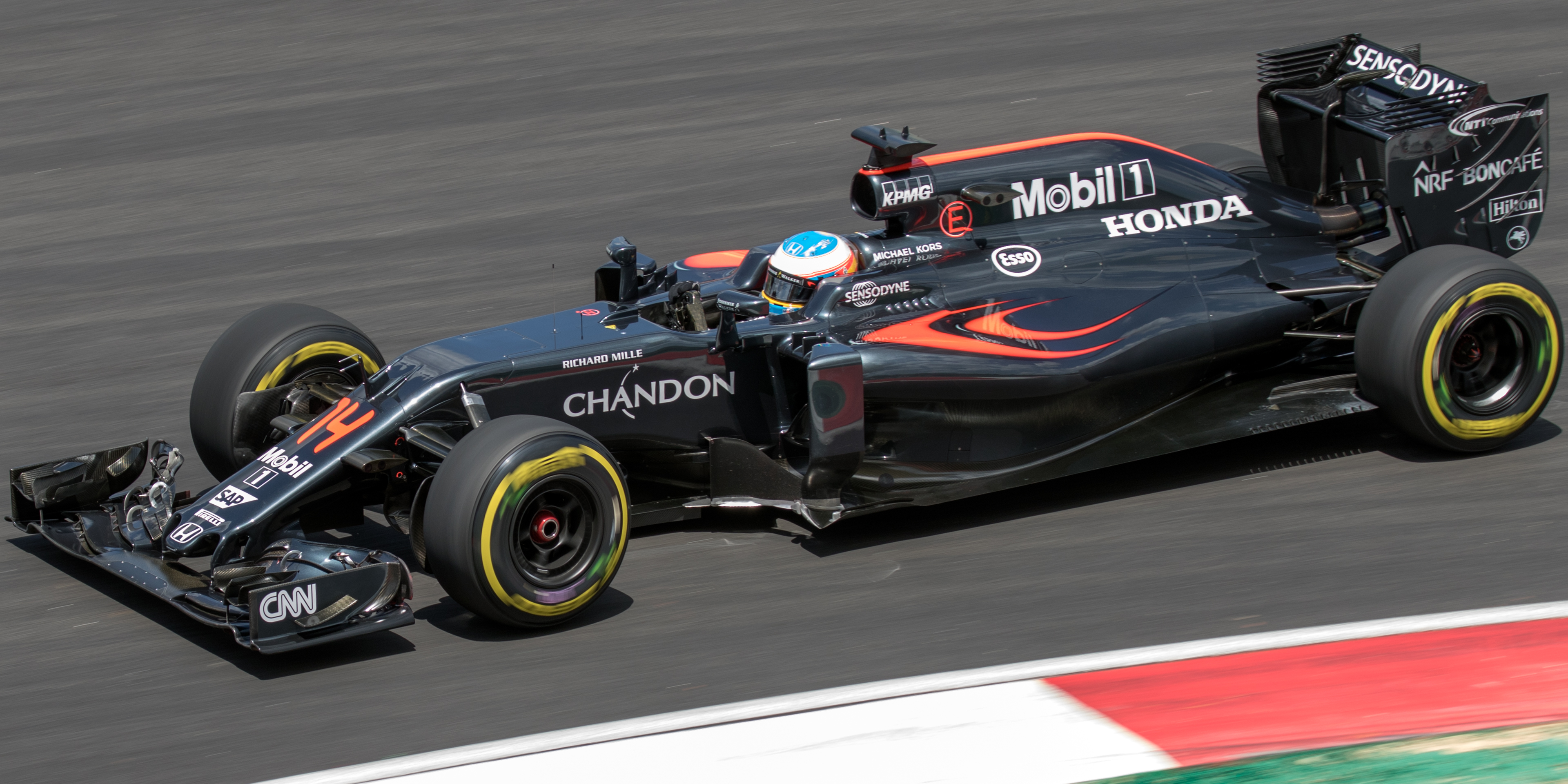
Fernando Alonso en el Gran Premio de Malasia de 2016.

En Canadá, Honda introdujo una mejora en su motor, logrando cuatro carreras consecutivas en Q3; en carrera, pese a la mejora de Honda, las deficiencias en su motor en el Circuito Gilles Villeneuve (circuito de motor) afloran y logra un 11.º puesto. El comienzo de la gira europea no es bueno para Alonso; dos carreras seguidas con circuitos de motor (Azerbaiyán y Austria) no le vienen bien al coche de Alonso, y de hecho este, se tiene que retirar en las dos. En Gran Bretaña, casa de McLaren, Fernando logra meterse en Q3, pero en carrera se quedó de nuevo fuera de los puntos, encadenando cuatro carreras sin puntuar. En Hungría, el buen chasis del MP4/31 y una clasificación un poco loca, dejan a Alonso clasificar 7.º (mejor clasificación) y a su compañero Button 8.º. En carrera supo mantener la posición y consiguió un 7.º puesto. Antes de terminar la gira europea, Alonso logra puntuar en Bélgica, donde Honda introdujo una importante mejora en su motor, ayudando a Alonso lograr otro 7.º puesto. En Alemania e Italia, no tuvo tan buena suerte, aunque en Italia logró la vuelta rápida, parando en las últimas vueltas, forzando su coche y dejando ver el máximo rendimiento de este. En Singapur y Malasia, después de casi corroborar el ser el 4.º equipo de la parrilla, Alonso logró otros dos 7.º puestos. En Japón, casa de Honda, donde todos creían a Alonso y McLaren entre el 5.º y el 7.º puesto, se llevaron una decepción; un inexplicable pobre rendimiento y una complicada carrera le dejaron conseguir un tan solo 16.º puesto. En Estados Unidos, el rendimiento del coche era parecido al de Singapur y Malasia, y después de un final de carrera impecable e impresionante, logró un 5.º puesto, el mejor de la temporada 2016 con McLaren-Honda. En unas pocas vueltas recortó una diferencia de 5 segundos con Sainz y Massa, y en una maniobra super agresiva y al borde de la legalidad adelantó al brasileño. Unas vueltas después, Alonso adelantó a Sainz y logró el ya mencionado 5.º puesto.

##### 2017: último año con Honda e Indy 500

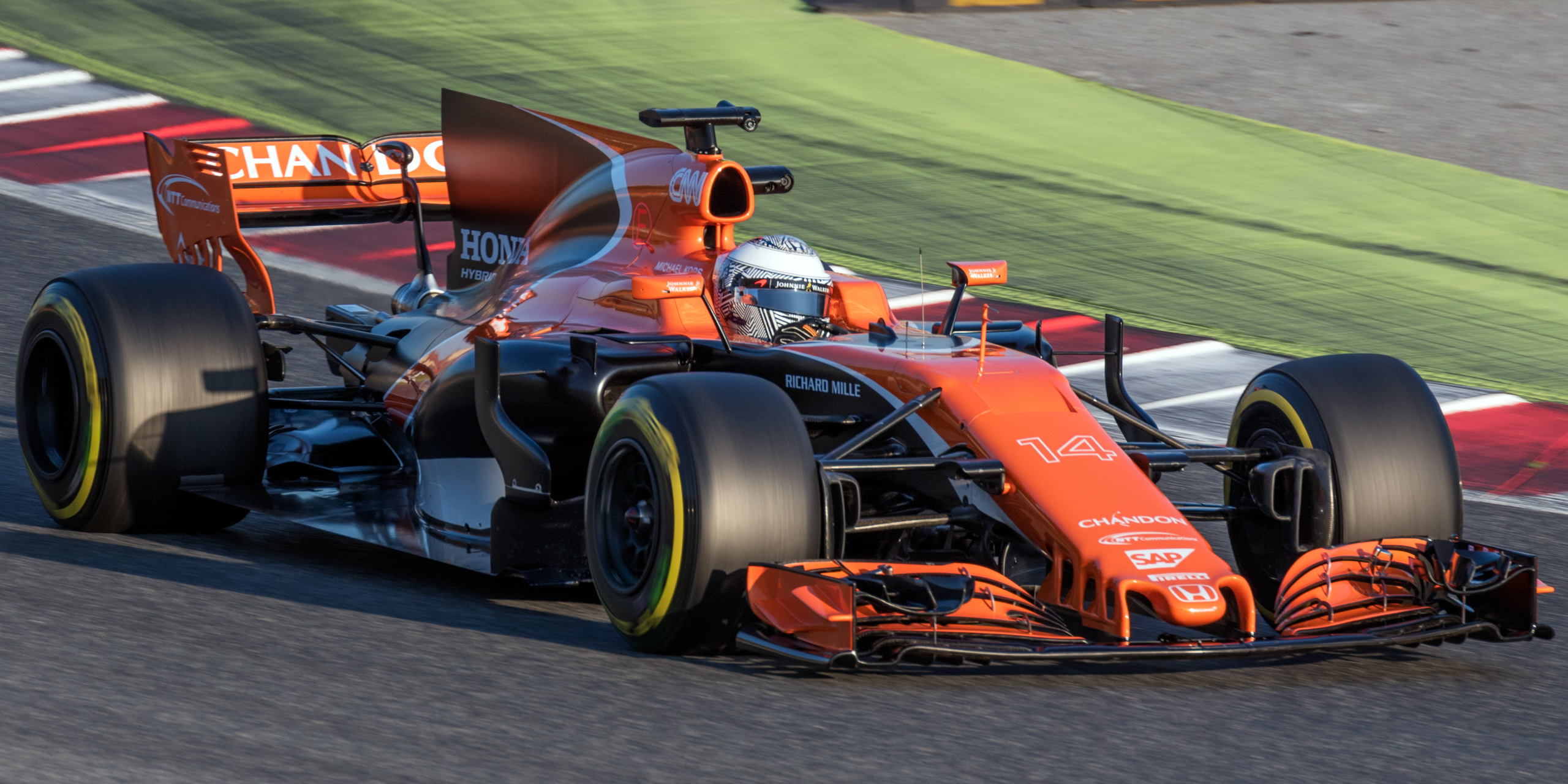
Fernando Alonso conduciendo el MCL-32 en las pruebas de pretemporada.

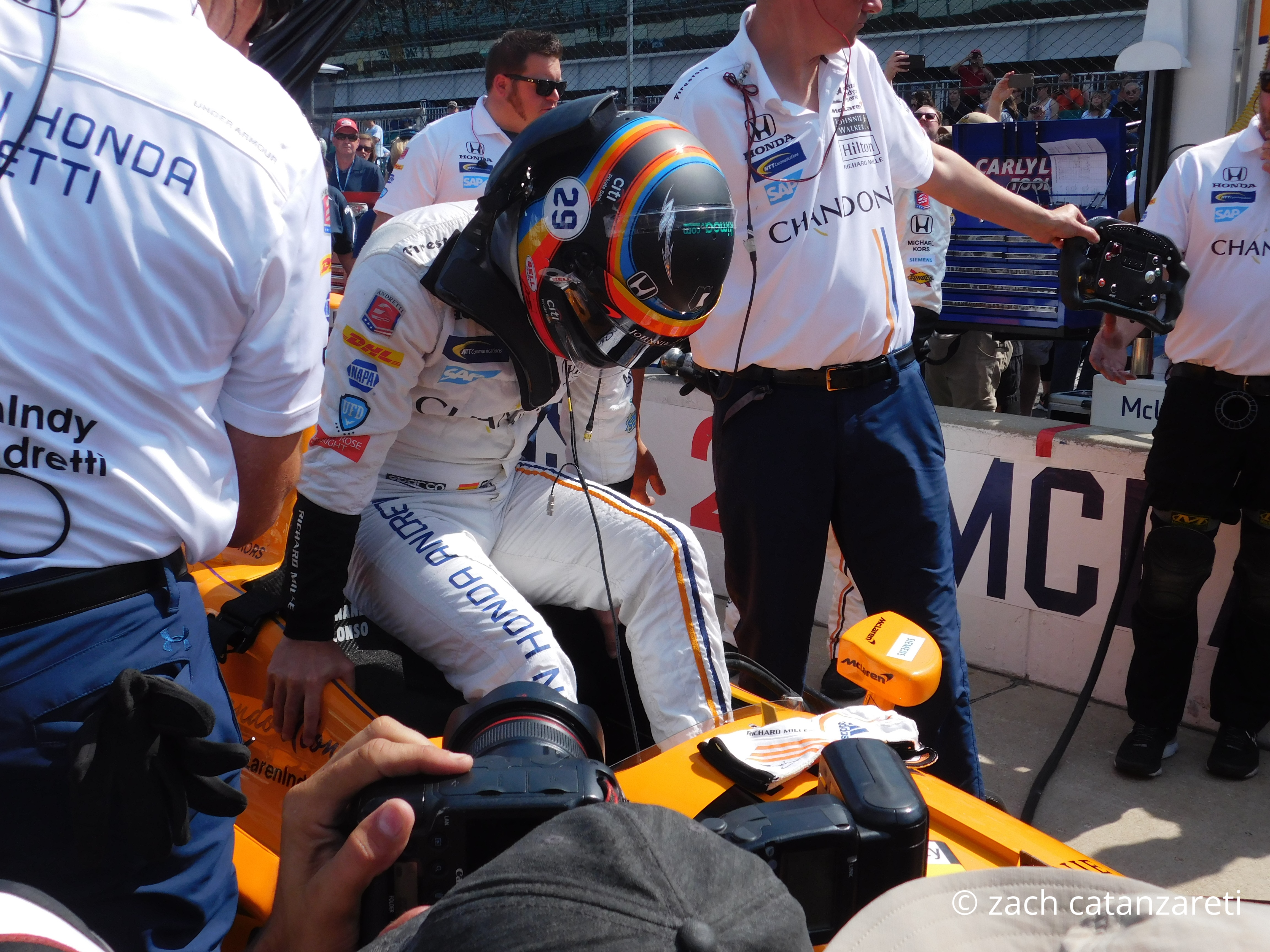
Alonso en la 500 Millas de Indianápolis de 2017.

En 2017 seguirá corriendo en McLaren y como compañero de equipo tendrá a Stoffel Vandoorne. Debido al bajo rendimiento del coche de Fórmula 1. La mala pretemporada realizada por el equipo McLaren, lastrada debido a las deficiencias en el diseño del motor, han provocado que Fernando haya tenido que abandonar en las cuatro primeras carreras del mundial.
Fernando Alonso no compitió en el Gran Premio de Mónaco el 28 de mayo y fue sustituido por Jenson Button. Sin embargo, sí compitió el mismo día en las 500 Millas de Indianápolis. En los primeros entrenamientos de la Indy del día 15 de mayo, Alonso concluyó primero, y el día 18 obtuvo el cuarto mejor tiempo. El día 27 quedó quinto en el Carb Day, es decir, en el último entrenamiento antes de la carrera de Indianápolis. Finalmente el día 28 compitió en las 500 Millas de Indianápolis. Lideró la carrera durante varias vueltas y su ritmo era bueno. Sin embargo, a 21 vueltas para el final, cuando Alonso se encontraba en la séptima posición, se rompió el motor de su McLaren Honda Andretti Autosport y se vio obligado a interrumpir la carrera.
Antes de iniciar el periodo de descanso, Alonso anuncia que en el mes de septiembre hablará sobre su futuro en McLaren Honda. Ya ha afirmado en varias ocasiones que el año que viene tiene intención de ganar carreras y esto prácticamente asegura su salida del equipo motorizado por Honda. Aunque luego, nos sorprendió a todos. Gracias a todas sus quejas por el mal funcionamiento del motor Honda, McLaren decidió romper con Honda e irse con una marca muy conocida por Alonso, Renault. McLaren fue a pasar motorizado por Renault en 2018 y eso hizo que Fernando cambiara su decisión. Por 36.000.000 de euros a final de temporada, Fernando decidió quedarse un año más con McLaren a ver si con el nuevo motor, podía progresar y ganar su tercer mundial que tanto desea. Antes del final de la temporada de Fórmula 1 2017, el 19 de noviembre de 2017, Fernando Alonso hizo el test de "rookies" para el Toyota TS050 Hybrid, de las 24 horas de Le Mans. Estuvo en el Circuito de Sakhir, en Baréin, donde dio 113 vueltas siendo el que piloto que más vueltas hizo. Hizo la quinta mejor marca por vuelta.

##### 2018: primer año de McLaren-Renault y WEC

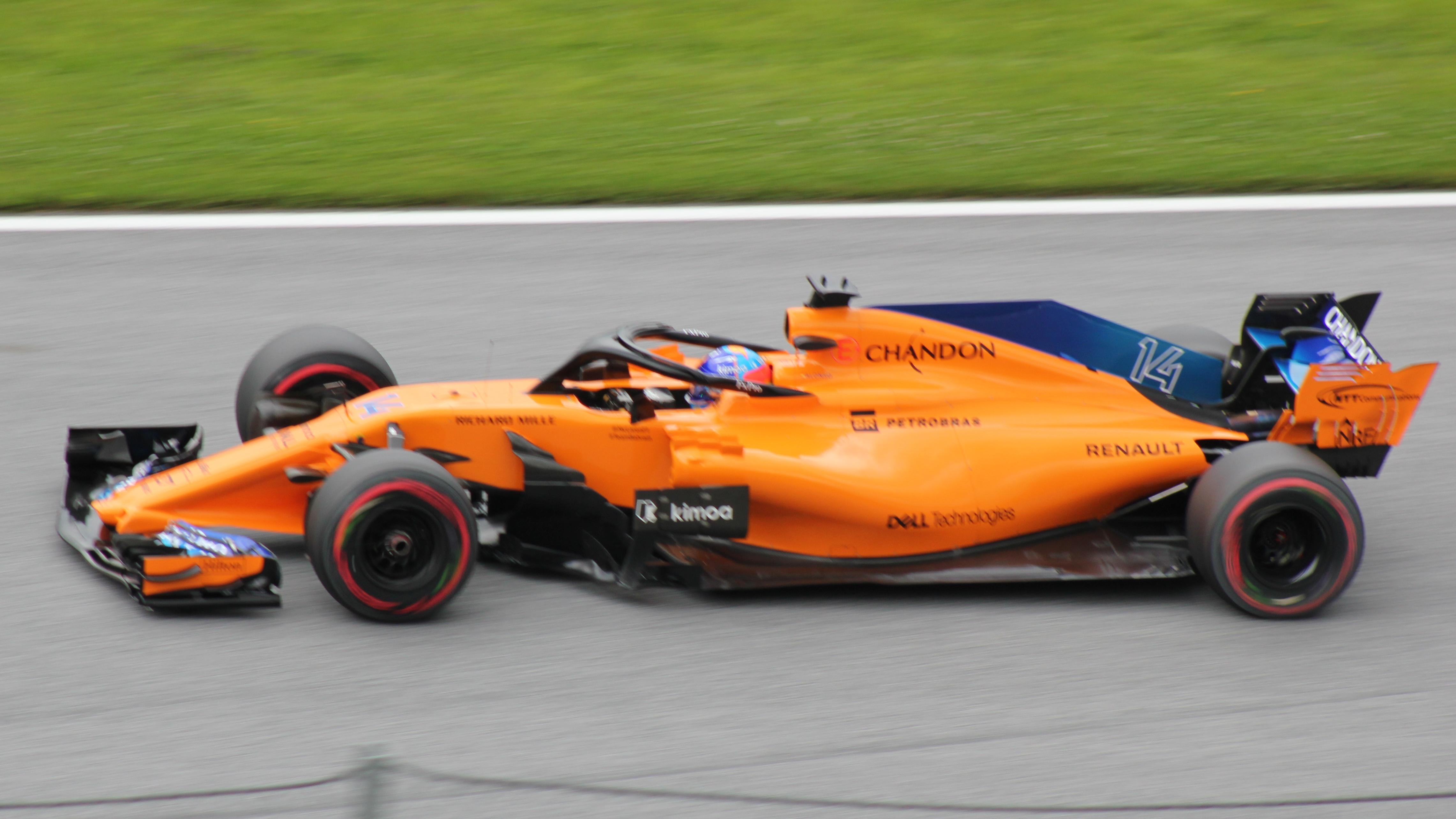
Fernando Alonso durante el Gran Premio de Austria, en 2018

Las primeras carreras de la temporada 2018 de Fórmula 1 han supuesto un paso adelante en cuanto a rendimiento del McLaren se refiere. Gracias a la motorización de Renault, esto les ha permitido tanto a él como a su compañero de equipo Stoffel Vandoorne. En Melbourne, supo aguantar el tipo ante un Max Verstappen que venía desatado y de otros pilotos para acabar en quinta posición, sumando así los primeros 10 puntos.
En las siguientes carreras, y gracias a la suma de factores en las carreras, Alonso acumula tres séptimas posiciones seguidas en Baréin, China y Azerbaiyán. En esta última, en la primera vuelta se puso en paralelo con Sergey Sirotkin y acabó siendo golpeado por el Williams del ruso, pinchando las dos ruedas derechas. Fernando Alonso condujo hasta el box con el monoplaza en malas condiciones y luego remontó desde la posición 17.
En las 6 Horas de Spa-Francorchamps del WEC, después de una descalificación del Toyota #7 el viernes de calificación, el coche #8 en el que Alonso, junto a sus compañeros Buemi y Nakajima, se dispuso a salir desde la primera posición para el certamen belga. El número 8 alcanzó la bandera a cuadros y ganó así la primera carrera para Toyota esta temporada. En su caso, suponía su primera victoria en este campeonato, su primera victoria en cualquier certamen desde el Gran Premio de España de 2013 y su primer podio desde el Gran Premio de Hungría de 2014. Toyota hizo doblete después del contratiempo del coche #7, lo que los lleva a ser líderes destacados del Mundial de Resistencia.
En F1, en el GP de España clasificó y finalizó en la octava posición, sumando su quinta carrera consecutiva en puntos, cosa que no lograba desde su época en Ferrari.
A mediados de agosto de 2018, Alonso a través de Twitter anunció su retirada de Fórmula 1, siendo la temporada de dicho año la última en la que participó.
El 6 de septiembre de 2018 asistió al Barber Motorsports Park de Birmingham, Alabama, para probar en circuito mixto un IndyCar de Andretti Autosport.
Justo tras finalizar la temporada de Fórmula 1 en Abu Dabi, realizó un intercambio de vehículos en el circuito de Sakhir, en el país vecino de Baréin, con la leyenda de la NASCAR Jimmie Johnson, aumentando los rumores de una futura participación del ovetense en las próxima edición de las 500 Millas de Daytona o del calendario completo de la NASCAR en un futuro, aunque el propio Fernando descartaría esta opción, centrándose en 2019 en conseguir ganar el Campeonato Mundial de Resistencia y las 500 Millas de Indianápolis.

### Después de la Fórmula 1

#### 2019: 24 Horas de Daytona, campeón del WEC y debut en rally raids
Tras retirarse de la Fórmula 1 en 2018, Fernando Alonso siguió compitiendo en el automovilismo, con la intención de participar en «carreras icónicas». El 26 y 27 de enero, Fernando Alonso ganó las 24 Horas de Daytona con el equipo Konica Minolta Cadillac, en su segunda participación en esta competición. Esta victoria le hace acreedor de un nuevo récord, se convierte en el primer y único piloto en tener en su palmarés el Gran Premio de Mónaco de Fórmula 1, las 24 Horas de Le Mans y las 24 Horas de Daytona. Asimismo, se convirtió en el primer campeón del mundo de F1 en ganar las 24 Horas de Daytona (Phil Hill ganó en 1964 pero en formato 2000 km y Mario Andretti en 1972 en formato 6 horas, esta última edición reducida de horas debido a la crisis del petróleo de 1973) y tan solo el sexto piloto ganador de, al menos, un Gran Premio de Fórmula 1 y las 24 Horas de Daytona.
La temporada 2018-19 del WEC prosiguió en 2019, Fernando Alonso ganó las 1000 Millas de Sebring el 15 de marzo logrando el récord de vuelta rápida al mítico circuito estadounidense (albergó, en 1952, la primera carrera de resistencia disputada en Estados Unidos) en la clasificación disputada el día anterior, y las 6 Horas de Spa el 4 de mayo. El 1 de mayo anuncia que no seguirá en el WEC la temporada 2019-20, por lo que las 24 Horas de Le Mans 2019 sería su última carrera en este campeonato.
En marzo de 2019, y aprovechando su relación con Toyota Gazoo Racing comenzada en el WEC, Alonso se desplazó a Sudáfrica, a la zona de Bokhara, para probar el Toyota Hilux con el experimentado piloto de raids y ganador del Dakar 2009, el local Giniel de Villiers. Los test tuvieron una duración de dos días.
En las 500 Millas de Indianápolis, no logró clasificarse para disputar la carrera.
El 5 de junio de 2019, a través de unas respuestas a sus seguidores en la red social Instagram, desvela parte de su futuro para la segunda mitad de 2019 diciendo que "correrá 8 carreras más este año". Unos días más tarde, en una entrevista para el Diario AS previa a las 24 Horas de Le Mans 2019, dio más pistas acerca de su futuro para el resto de 2019 y 2020.
El 16 de junio de 2019 reedita la victoria en las 24 Horas de Le Mans, junto a sus compañeros Sébastien Buemi y Kazuki Nakajima, logrando además el título de campeón mundial de resistencia y varios récords. Tras ganar este campeonato se convirtió en el primer piloto de la historia en conseguir el Campeonato Mundial de Fórmula 1 y Campeonato Mundial de Resistencia. Asimismo, se convirtió en el segundo piloto debutante en ganar 2 veces consecutivas las 24 Horas de Le Mans después de que lo consiguiera el británico Woolf Barnato en 1929. Es uno de los tres pilotos con pleno de victorias en todas sus participaciones en esta prueba habiendo participado más de una vez (los otros dos son el propio Woolf Barnato y Jean-Pierre Wimille). También se convirtió en segundo piloto de la historia que ha logrado títulos mundiales de la FIA en campeonatos diferentes tras el noruego Petter Solberg.
A finales de agosto, Alonso se desplaza hasta Namibia, dónde el 20 de agosto empieza el 2.º test con el Toyota Hilux, completando casi 1000 km de test. Los rumores de que va a disputar el Rally Dakar de 2020 se disparan, así como que su copiloto será el 5 veces vencedor del Rally Dakar en moto, el español Marc Coma. Unos días más tarde, a principios de septiembre, Alonso se desplaza hasta Polonia, para realizar un test de 700 km dónde unos días antes se había disputado la Baja a Polonia, perteneciente a la Copa Mundial de Bajas Cross-Country de la FIA.
En septiembre después de su test en Polonia, se confirman los rumores de que Marc Coma será copiloto de Alonso en el debut del piloto español en los raids, pero se sigue sin confirmar su participación en el Dakar 2020. Al mismo tiempo se confirmó la participación de Alonso y Coma en la Lichtenburg 400, quinta prueba del South African Cross Country Series (SACCS), lo que supone el debut en competición del piloto asturiano en Rally Raids, aunque lo harán de forma no competitiva corriendo como coche 0.
El 13 de septiembre de 2019, Alonso y Coma participan en la primera etapa de la Lichtenburg 400 con el dorsal 331 a pesar de que en principio no iban a participar de forma competitiva, finalmente se inscribieron. La primera etapa era una etapa corta de 55 km, dónde Alonso y Coma quedaron en tercera posición. Completaron el recorrido en 37 minutos y 24 segundos, quedando a 5.5 segundos del segundo clasificado, Giniel de Villiers, y a 32 segundos del vencedor, Henk Lategan. El segundo día de competición constaba de dos especiales, una por la mañana y otra por la tarde. Ambas especiales se hacían sobre un mismo recorrido de 187 km. En la primera pasada, tuvieron un vuelco en el que perdieron 8 minutos. Más adelante deberían parar para retirar el parabrisas, terminando la etapa con gafas de motocross para tener visibilidad. Así completaron la primera pasada con un tiempo de 2 horas 19 minutos y 54 segundos, perdiendo más de 25 minutos con De Villiers. En la segunda pasada, pincharon una rueda y golpearon a una gallina de Guinea; así y todo, mejoraron sus registros, con un tiempo de 1 hora 57 minutos y 56 segundos, perdiendo unos 7 minutos con el vencedor de esta 3.ª especial. En la general, terminaron en 16.ª posición, con un tiempo total de 4 horas 55 minutos y 14 segundos, a más de media hora del vencedor, Giniel de Villiers, que completó la prueba en 4 horas 23 minutos y 20 segundos. Nada más terminar, Alonso voló a Doha dónde realizó un test con el catarí Nasser Al-Attiyah con buggies SxS.
Del 5 al 9 de octubre de 2019, participa en el Rally raid de Marruecos perteneciente a la Copa Mundial de Rally Cross-Country de la FIA con el equipo Toyota Gazoo Racing, presumiblemente como preparación para su participación en el Rally Dakar de 2020. En las 2 primeras etapas sufre varios pinchazos y contratiempos, así como problemas de visibilidad por el polvo producido por otros participantes perdiendo 45 y 31 minutos, respectivamente, respecto al vencedor de estas dos etapas, Al-Attiyah. En la etapa 3 rompe la suspensión y abandona, tras un fallo en el libro de ruta por el que también se ven afectados otros participantes como Bernhard ten Brinke. Tras 8 horas de reparación y una penalización de 70 horas por reengancharse, sigue su participación en el Rally. En las 2 últimas etapas consigue meterse en el Top-10, finalizando el Rally en la 21.ª posición final.
El 24 de octubre de 2019, en el marco del Rally Cataluña, se confirma su participación en la próxima edición del Rally Dakar, la primera vez que se disputará en Arabia Saudita. Aprovecha su estancia allí para realizar un test de 500 km por las provincias de Barcelona y Tarragona.
El mes de noviembre trajo otra prueba de cara al Rally Dakar de 2020, el Ula-Neom Rally perteneciente al Saudi Desert Rally Championship, disputado en Arabia Saudí sobre el mismo terreno que se disputará el Dakar en el próximo mes de enero. La relevancia de esta participación en el Ula-Neom Rally viene dada por la prohibición de realizar test alguno en el mismo país en el que se disputa el Dakar aunque sí está permitido participar en una competición oficial. En la primera etapa, de 211 km de especial cronometrada, Alonso y su copiloto, el español Marc Coma, acaban en 4.ª posición a 7 minutos y 43 segundos del saudí Yasir Bin Seaidan, líder del campeonato. En la segunda etapa, también de 211 km contra el crono, repiten 4.ª posición, perdiendo 7 minutos y 35 segundos respecto al ganador del día, el saudí Yazeed Al-Rajhi. En la tercera etapa, de 231 km cronometrados, consiguen la 3.ª posición, perdiendo 1 minuto y 55 segundos respecto a Yazeed Al-Rajhi y solamente 17 segundos respecto al primer clasificado en la clasificación general, Yasir Bin Seaidan. En la cuarta y última etapa, de 175 km contra el cronómetro, repiten 3.ª posición, perdiendo 5 minutos y 35 segundos con el ganador del día, Al-Rajhi quien acabó imponiéndose en la clasificación general por delante de Bin Seaidan y en 3.ª posición se posicionan Alonso y Coma, beneficiándose de una penalización y posterior abandono del emiratí Khalid Al Qassimi al término de la etapa 3. Este supone el primer podio de Alonso en una competición de rally raid.
El lunes 11 de noviembre prueba un Toyota Corolla STC2000 de competición en un acto promocional en el Autódromo Oscar y Juan Gálvez, el coche con el que Toyota participa en el campeonato de turismos argentino Súper TC 2000. Según los presentes, marcó muy buenos tiempos y dejó buenas sensaciones.
El último test de preparación para el Rally Dakar, lo realizó en Abu Dhabi, durante tres días (8, 9 y 10 de diciembre) dónde completaron más de 600 km. La siguiente ocasión en la que el español se suba al coche será para comenzar el rally.

#### 2020: Rally Dakar y las 500 Millas de Indianápolis
Con su participación en el Rally Dakar de 2020, Fernando Alonso pasa a engrosar una lista de pilotos de Fórmula 1 que también probaron la prueba dakariana (solamente dos pudieron alzarse con la victoria: el belga Jacky Ickx que fue subcampeón del mundo de Fórmula 1, participó 14 veces en el Rally Dakar y ganó en 1983 y el francés Jean-Louis Schlesser que participó en un Gran Premio de Fórmula 1, consiguió la victoria en 1999 y 2000). Además, Fernando se convierte en el primer campeón mundial de Fórmula 1 en correr el Rally Dakar. Terminó en la posición 13.
En febrero de este año, fue confirmada la participación por tercera vez de Alonso en las 500 Millas de Indianápolis con la escudería Arrow McLaren SP.
La pandemia de enfermedad por coronavirus obligó a retrasar la 104.ª edición de las 500 Millas de Indianápolis al día 23 de agosto. Fernando solo pudo clasificar en la posición 26 y logró acabar la carrera por primera vez en su vida, tras el fallo de motor en su primera participación y la no clasificación en su segundo intento, aunque fue doblado y acabó en la posición 21 en la victoria del japonés Takuma Satō.

### Regreso a la Fórmula 1

#### Alpine (2021-2022)

##### 2021: El regreso

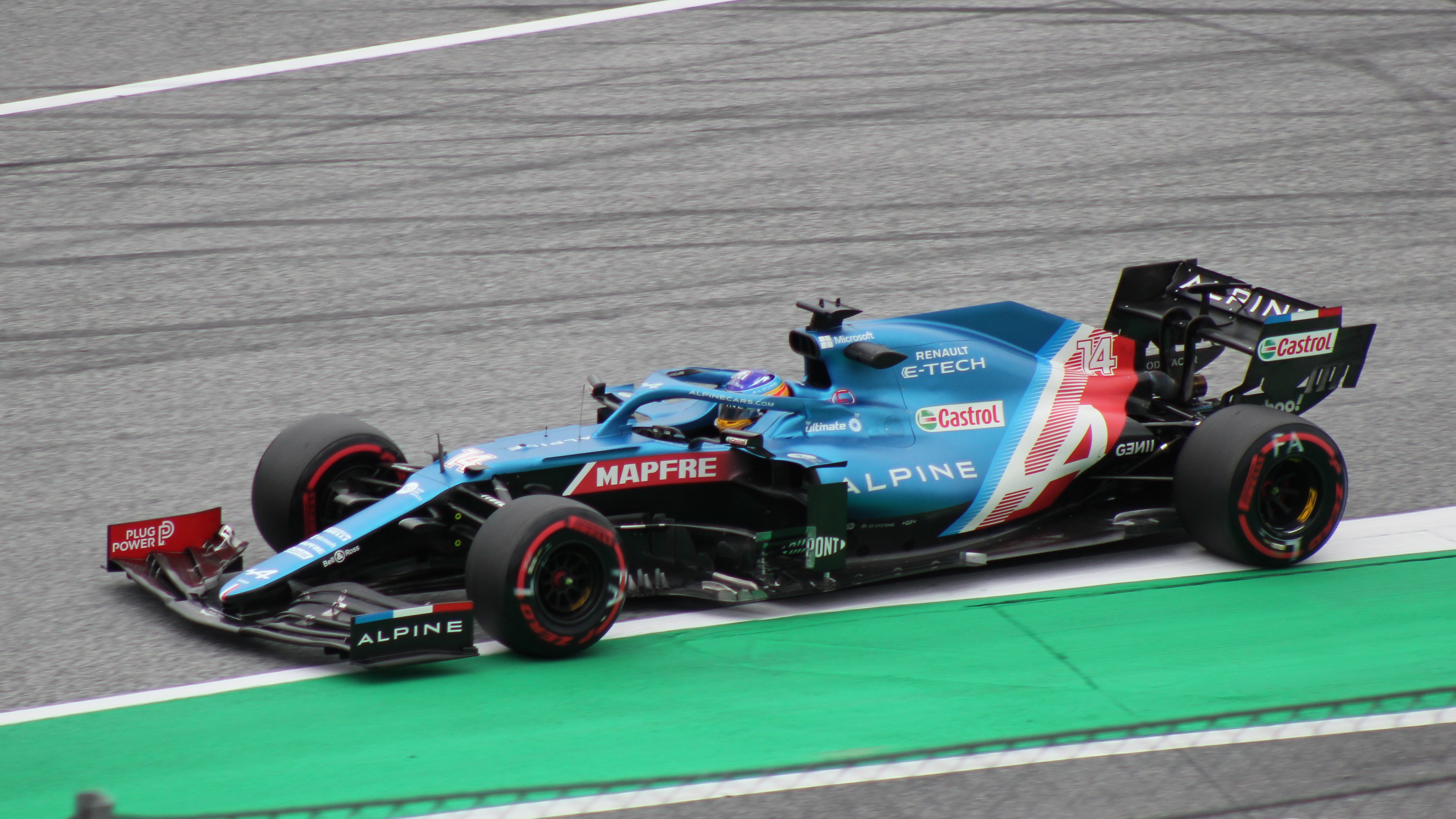
Fernando Alonso pilotando el Alpine A521 en el Red Bull Ring

En julio de 2020, se anuncia su regreso a la «máxima categoría» junto a Renault (posteriormente Alpine F1 Team) en reemplazo de Daniel Ricciardo para la temporada 2021. Durante el transcurso del año, Alonso manejó el Renault R.S.20 en el circuito de Barcelona-Cataluña. Debido a las pruebas limitadas, Renault optó por utilizar su segundo filming-day, que permite 100 km de funcionamiento del monoplaza actual con neumáticos promocionales de Pirelli. En noviembre, el español disputó 2 días de pruebas. Completó 93 vueltas cada día en el circuito Internacional de Baréin al mando del Renault R.S.18 del año 2018. Volvió a conducir el R.S.18 nuevamente durante una prueba de 2 días en Yas Marina, completando 190 vueltas. Previo al Gran Premio de Abu Dabi, Alonso giró cinco vueltas con el Renault R25, monoplaza con el cual logró su primer título. Dos días más tarde, previo a su regreso a la Fórmula 1, participó en los entrenamientos postemporada, donde logró el mejor tiempo de la sesión.
El 11 de febrero de 2021, Alonso fue arrollado por un coche cuando practicaba ciclismo cerca de Lugano. Fue hospitalizado con fractura de mandíbula y algunos dientes rotos, aunque sin lesiones de gravedad. Después de realizar una cirugía dental, la cual fue un éxito, continuó con su preparación para la pretemporada de la temporada 2021. El equipo Alpine F1 Team, indicó que por recomendación médica y por continuar con su recuperación, Alonso no podría viajar al Reino Unido para presentar el Alpine A521 el 3 de marzo, por lo que la primera vez que se le verá públicamente en un evento oficial será en los test de Baréin.
Ya recuperado de su accidente, Alonso inició su regreso a la Fórmula 1 en los test de pretemporada. Al igual que los pilotos que ingresaron a un equipo nuevo en la temporada 2021 de Fórmula 1, Alonso se vio afectado por la falta de ritmo no solo con su nuevo A521, sino por el hecho de estar dos años fuera de la categoría. Además, el propio equipo Alpine admitió no haber realizado grandes cambios en el monoplaza respecto al del año anterior, centrándose en la temporada de 2022 debido al cambio de reglamento que ocurrirá en dicho año. Aun así, en la primera carrera en Baréin, Alonso consiguió pasar a la Q3 y superar a su compañero de equipo Esteban Ocon. Sin embargo, ya en la carrera, a pesar de la buena estrategia de su equipo y conseguir un buen ritmo, Alonso se vio obligado a abandonar por una envoltura de sándwich que se atascó en sus ductos de freno, lo que provocó que se sobrecalentaran. Para el Gran Premio de Emilia-Romaña, Alonso fue superado en clasificación y carrera por su compañero. Aun así, gracias a las penalizaciones recibidas por Lance Stroll y Kimi Räikkönen, Alonso consiguió su primer punto en su regreso a la máxima categoría. Una vez pasado este GP, se sembraron muchas dudas sobre el estado de forma de Fernando y se cuestionó su nivel. La Fórmula 1 llegó a Portimão para la 3.a carrera y afrontar el Gran Premio de Portugal. Alpine mostró una mejoría en los entrenamientos libres que se tradujo en buenos tiempos tanto de Alonso, como de su compañero. Llegó la clasificación el sábado y Alonso no pudo pasar de la Q2, partiendo en la posición 13 para el domingo, mientras que Ocon lo hizo en la posición 6, sembrando dudas otra vez sobre el rendimiento de Fernando. Sin embargo, en la carrera del domingo, Alonso hizo una muy buena carrera, alargando mucho su primer stint con el neumático medio, lo que lo hizo escalar muchas posiciones. De esta manera, cuando Alonso realizó su parada y con neumático duro nuevo y rodando a un gran ritmo, logró adelantar en pista a Pierre Gasly, Daniel Ricciardo y su compatriota Carlos Sainz Jr.. Alonso consiguió unas muy buenas vueltas y le faltaron otras para adelantar a su compañero de equipo que terminó en la posición 7, mientras Alonso fue octavo. Luego de dos malas carreras en España y Mónaco, donde terminó fuera de los puntos, en Azerbaiyán Alonso acabó sexto, adelantando a varios coches en la última vuelta y obteniendo el mejor resultado desde su regreso a la Fórmula 1. El resultado fue aún mejor en Hungría, donde acabó cuarto tras batallar con Lewis Hamilton, lo cual permitió que Ocon se llevara su primera victoria en la categoría. Antes del Gran Premio de Bélgica, el equipo Alpine prorrogó su contrato por un año más, manteniéndolo en la escudería francesa hasta finales de 2022. En las siguientes tres carreras, Alonso obtuvo otros tantos puntos, llegando sexto, octavo y sexto respectivamente en Holanda, Italia y Rusia. En Turquía, tras conseguir el quinto mejor tiempo en la clasificación, se quedó fuera de los puntos por un contacto con Pierre Gasly en la primera curva. En Estados Unidos, el equipo tiene su peor fin de semana, con ambos coches retirados. Posteriormente, en Catar, volvió al podio después de 7 años, terminando tercero. Alonso acabó la temporada en la décima posición de la clasificación de pilotos con un total de 81 puntos, 7 más que su compañero Esteban Ocon.

##### 2022: Mala fiabilidad

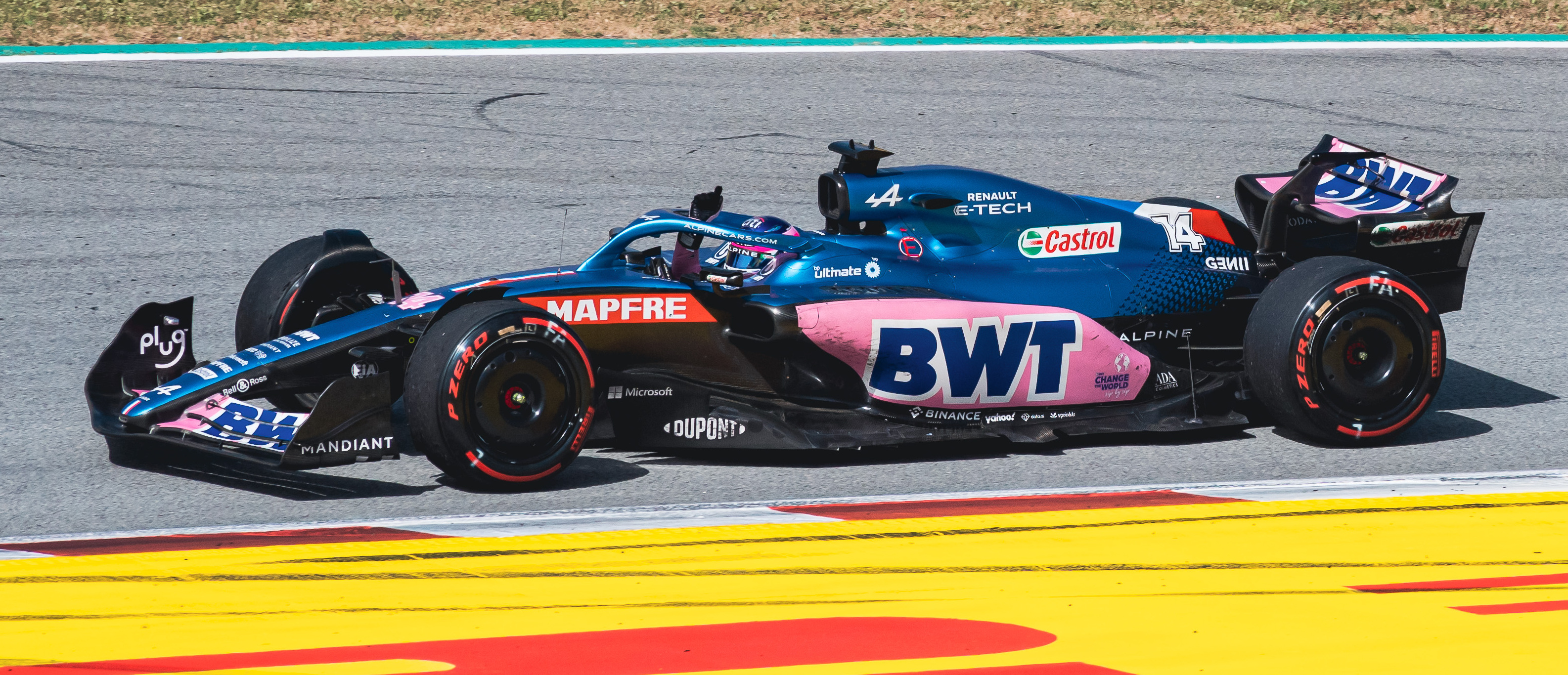
Alonso saludando a la grada en el Gran Premio de España.

En pretemporada, pese a algunos problemas con la fiabilidad, el equipo y Alonso se mostraron conformes con el coche para el arranque de año en Baréin. En carrera, suma los primeros puntos, al terminar noveno. En Arabia Saudita, tuvo un enfrentamiento en carrera con su compañero de equipo Esteban Ocon quien ofreció una agresiva defensa ante el avance del asturiano, quien terminaría abandonando en la vuelta 36 por un paro de motor. Llegado el Gran Premio de Australia, Alonso presentaba chances serias de clasificarse entre los mejores, pero la fiabilidad del coche le volvería a fallar con un problema hidráulico que lo llevó a estrellarse contra las barreras y terminar sin marcar tiempo. Problemas con las estrategias y la degradación de los neumáticos lo dejaron relegado al final de la parrilla en carrera. La mala suerte le sigue en Imola, donde termina abandonando en la vuelta 6 por daños en la carrocería de su monoplaza. En Miami, terminaba en octavo lugar, pero fue sancionado en carrera con 5 segundos por una colisión con Pierre Gasly en la vuelta 39, y posteriormente, recibe la misma sanción por salirse de pista y ganar ventaja en la penúltima vuelta, quedándose sin puntos en el undécimo puesto. Vuelve como piloto local, al Gran Premio de España, luego de su última participación en 2018. Tras salir último en la clasificación, termina noveno en la carrera, iniciando así, durante las siguientes 9 competiciones, una serie de buenos resultados con puntuación regular. Llegado el Gran Circo a Canadá, sorprende en una clasificación sobre mojado al terminar segundo detrás de Verstappen. Sin embargo, en carrera, problemas con las estrategias y con el motor de su monoplaza lo llevaron a caer al séptimo lugar y, posteriormente, recibe una penalización de tiempo por defensa agresiva contra Bottas, que lo degrada al noveno lugar. En Gran Bretaña, logra su mejor resultado, con un quinto puesto en carrera. En Francia, el asturiano supo contener detrás a Norris, tras advertirle por radio que sus neumáticos sufrirían si el británico trataba de adelantarlo, y finaliza sexto. Con ambos Alpine terminando delante de los McLaren, el equipo se posiciona cuarto en el campeonato. En Bélgica, protagoniza un incidente con Hamilton en la largada, al sufrir una colisión en la primera curva que obliga a abandonar al británico, mientras que Alonso logra terminar la carrera en quinto lugar. Los problemas con la fiabilidad regresan en Italia y Singapur, donde abandona por fallos de motor. Consultado al respecto, el asturiano calculó que se habían perdido alrededor de 60 puntos en el año, algo que consideraba "inaceptable". Tras un intenso duelo con Sebastian Vettel en el final del GP de Japón, termina séptimo a 11 milésimas del alemán. En Austin, partía desde la decimocuarta posición tras penalizar por cambio de motor, con buenas expectativas para la carrera. Sin embargo en la vuelta 22, se proponía adelantar a Stroll, y este bloquea de forma agresiva el intento del español, provocando que ambos pilotos choquen. Mientras que Stroll abandonó de forma inmediata, Alonso pudo llegar a boxes, donde realizaron las reparaciones pertinentes y logró remontar hasta el séptimo puesto. Tras la carrera, el equipo Haas presentó una protesta a los comisarios, por considerar al monoplaza de Alonso como inseguro por los daños sufridos, con lo cual fue penalizado con 30 segundos, rebajándolo al decimoquinto puesto. Alpine decide apelar por esta sanción, y el 28 de octubre, la FIA restituye la posición y los puntos de Alonso. Nuevamente sufre un percance con su motor, esta vez en México, acabando al fondo de la parrilla. En Brasil, pese a incidentes en la carrera sprint con su compañero de equipo, cierra con buen resultado al terminar quinto. Cierra el año amargamente en Abu Dabi con otro abandono a mitad de carrera. Se ubica noveno en el campeonato con 81 puntos y el equipo asciende al cuarto puesto.

#### Aston Martin (2023-)

##### 2023: Regreso de la ilusión

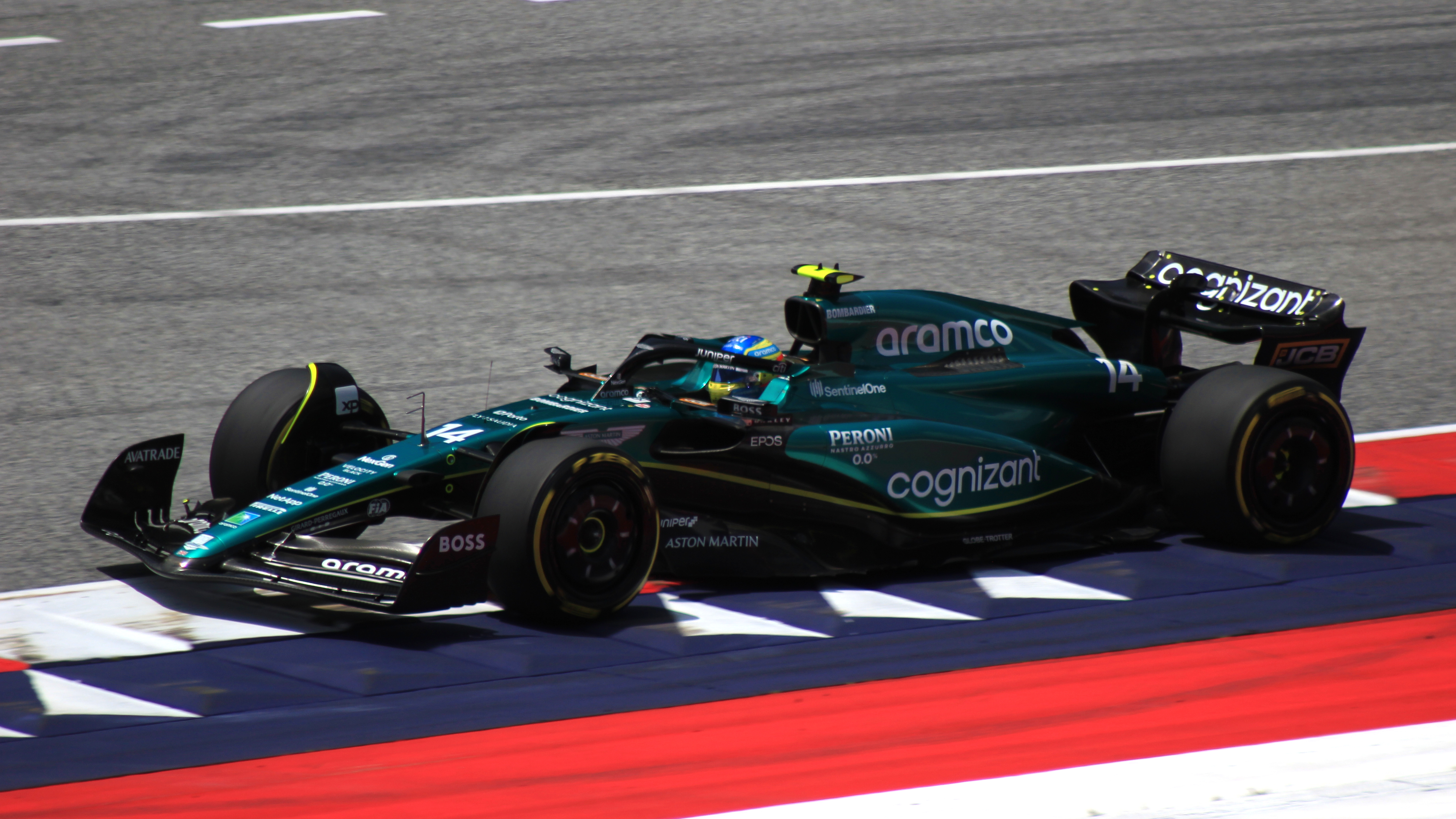
Fernando Alonso al mando del AMR23 en el Gran Premio de Austria.

El 1 de agosto de 2022, el equipo Aston Martin había anunciado en un comunicado oficial, el fichaje de Alonso para la temporada 2023, en reemplazo del tetracampeón Sebastian Vettel quien se retiraba de la categoría.
Para la temporada 2023, se generaron muchas expectativas sobre el AMR23 de Aston Martin, que prometía un coche capaz de competir con los equipos dominantes. Esto se confirmó, tras unos buenos resultados de pretemporada, en la primera carrera del año en Baréin, donde Alonso logró finalizar en 3° lugar detrás de los Red Bull y siendo nombrado piloto del día, siendo este su podio número 99. Mismo resultado obtuvo en los circuitos de Yeda y Albert Park. El 11 de abril, Aston Martin anunció la renovación de Alonso hasta la temporada 2026. En el Gran Premio de Azerbaiyán cosechó buenos puntos para su equipo junto a su compañero Lance Stroll, ambos finalizaron en la zona de puntos en la carrera sprint y en la carrera principal del domingo. Alonso volvió a subir al podio en Miami, donde quedó en 3° lugar, y en Mónaco, donde una clasificación mano a mano contra Max Verstappen que se decidió en el último sector, le permitió finalizar segundo en la carrera, posición donde clasificó. Mismo resultado repitió en Canadá. En este momento, el coche retrocedió por rendimiento ante sus competidores y no logró asegurar podios de manera constante, aunque siguió clasificando en Q3 y puntuando regularmente. En una caótica carrera con lluvia en Zandvoort, vuelve al podio, terminando en segundo lugar y con vuelta rápida. Abandona de forma consecutiva en Estados Unidos y México. Logra en Brasil su último podio de la temporada, terminando tercero. Pese a haberse mantenido tercero en el campeonato durante la primera mitad del año; para la ronda final en Abu Dabi definia su posición con Leclerc, Sainz y Norris, con una margen de 12 puntos. Con un séptimo puesto logrado, iguala a Leclerc con 206 puntos y, por mayor cantidad de podios, se queda con el cuarto puesto. Por su parte, Aston Martin se había posicionado segundo en los primeros meses del año, pero fue cediendo ante sus competidores, acabando quinto el campeonato.
2024: Líder de la zona media

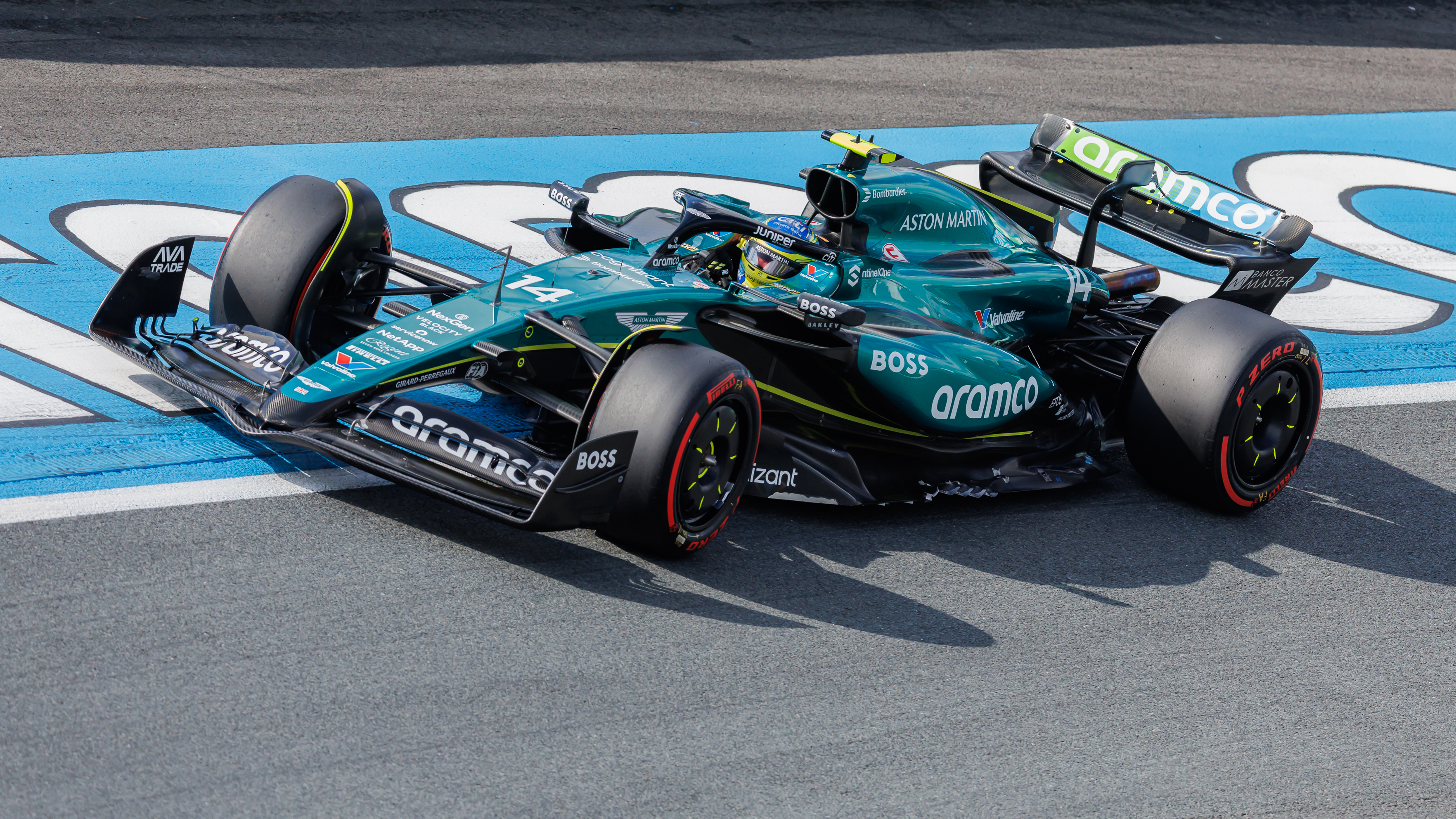
Alonso con el Aston Martin AMR24 en Zandvoort

Pese a las mejoras implementadas en el AMR24, el equipo no se mostró competitivo en la primera ronda en Baréin, terminando Alonso y Stroll en novena y décima posición respectivamente. En Arabia Saudita logra un meritorio quinto puesto. En Australia termina en sexto puesto, sin embargo, es penalizado con 20 segundos y tres puntos de licencia por conducción agresiva luego del accidente de George Russell, degradandoló al octavo puesto. Sigue sumando puntos en Japón, con un sexto puesto. Con el regreso del GP de China, llega también la primera carrera sprint del año, donde el asturiano arranca en tercera posición, mas no logra finalizar luego de enfrentarse a las Ferraris y sufrir una pinchadura. Vuelve a clasificar tercero para la carrera, pero en el último tramo de la carrera, le toca remontar desde el duodécimo puesto por estrategias de equipo. Termina con buenas sensaciones en el séptimo puesto y con vuelta rápida. Sufre en la segunda sprint en Miami, una colisión con Hamilton y Stroll, y luego de una mala clasificación termina noveno en carrera. Durante la segunda parte de la temporada, sufriría más debido a los problemas de fiabilidad del AMR24. Terminaría noveno el campeonato de pilotos con 70 puntos.
2025: Sufriendo en la zona media 
El año 2025 comenzaría mal para Alonso, ya que en las dos primeras carreras abandonaría, en Australia por un accidente y en China por problemas en los frenos. Hasta la novena carrera del año, en España, no lograría sumar puntos. Sin embargo las mejoras implementadas en el AMR25 permitirían al equipo dar un salto de rendimiento en el coche, llegando en Hungría a luchar por la Pole Position en la clasificación. Finalmente Alonso clasificaría quinto en el Gran Premio, mismo resultado que tuvo en la carrera.

## Controversias

### Cuentas en Suiza y aparición en la Lista Falciani
En el año 2015, Fernando Alonso apareció en la Lista Falciani como cliente del HSBC con cuentas en Suiza con un saldo  de 42 millones de dólares entre 2006 y 2007. El piloto habría abierto sus cuentas a partir del año 2002, un año después de obtener su asiento en la Fórmula 1. Alonso amenazó a la prensa y a los periodistas con querellas judiciales, presentándolas ese mismo año.
En 2016, la justicia desestimó sus demandas contra los medios de comunicación que difundieron la noticia, calificando a la misma de «veraz».

### Denuncia por agresión a un fotógrafo
En el año 2013 un fotógrafo presentó una denuncia por agresión contra el piloto ante los Mozos de Escuadra. El incidente, ocurrido a las afueras de un hotel en Barcelona, fue relatado por el agredido: «Estaba esperando que [Alonso] saliera del hotel y en cuanto me ha visto me ha empujado contra la pared», escribió en su cuenta de Twitter, afirmando que hubo testigos de la agresión. Publicó más acusaciones en la red social: «Para mañana prepara una excusa cuando te llamen los Mossos para declarar por haberme roto la cámara cuando me has empujado». «¡Que sepa quién es Fernando Alonso! El pasado verano intentó atropellar con el coche a unos compañeros y hoy me agrede al salir del hotel». «A ver si con esta denuncia la próxima vez respetas más a la prensa. No es la primera vez que tienes un altercado con periodistas». Afirmó en una declaración que: «Ha venido directamente hacia mí, me ha increpado diciéndome que no se me ocurriese fotografiar a su novia, me ha dado un empujón y la cámara ha impactado contra la pared. Pero es que otra persona, el fisioterapeuta de Ferrari, se ha sumado y me ha cogido del cuello». «La reparación [de la cámara] no sé lo que me va a costar, pero hablamos de un equipo de 6 000 euros».

### Denuncia de presiones a familias de 'niños piloto' tras el fallecimiento de un niño en su circuito
En el año 2017, el diario El Confidencial hizo públicas las denuncias de varias familias de 'niños piloto' participantes en el Campeonato de España de Karts. En una de ellas, un padre publicó una declaración en la que afirmaba:  «El entorno de Fernando Alonso está presionando para que nuestros hijos corran en su circuito este fin de semana. Es un trazado muy peligroso que se niegan a reformar, en el que murió un niño de diez años el 23 de abril y donde hubo otro accidente el sábado pasado». La publicación fue compartida por decenas de familias en grupos de Whatsapp y cadenas de correos electrónicos entre gran indignación. El Circuito Fernando Alonso, construido con dinero público, llevaba tiempo denunciado por escrito a la Real Federación Española de Automovilismo (RFEA) al considerar que «es muy peligroso en varios puntos. Especialmente en tres: un muro de cemento al final de una recta, una curva de 90 grados que imita a la desaparecida curva del Jarama y una ‘chicane’ inspirada en un antiguo tramo de Monza que también fue reformado en su día por las quejas de los pilotos».

### Controversias deportivas
- En el Gran Premio de Hungría de 2006, durante una vuelta rápida en los entrenamientos, encuentra delante a Robert Doornbos, que le hace perder algo de tiempo. Alonso, enfurecido, lo supera en la recta principal y lo encierra girando a la derecha, obligando a Doornbos a girar para evitar chocar con él. Inmediatamente después, en la primera curva, Alonso frena excesivamente, ralentizando su R26 de forma inesperada para desquitarse con Doornbos. Los comisarios consideraron las maniobras del asturiano como «innecesarias, inaceptables y peligrosas», y fue sancionado con la adición de un segundo a cada uno de sus tiempos de clasificación.[233]
- En el Gran Premio de Italia de 2006, fue sancionado por «bloquear intencionadamente al coche de Felipe Massa en su vuelta rápida».[234] El asturiano, que consideraba que no había entorpecido en ningún momento al brasileño, declaró que «ya no consideraba más la Fórmula 1 un deporte».[235] El día de la carrera, realizó un adelantamiento a Nick Heidfeld en la 2.ª vuelta saltándose la primera chicana, pero la Federación no investigó el incidente.
- En la clasificación del Gran Premio de Hungría de 2007, cuando ambos McLaren entraban a boxes, Alonso estuvo detenido unos segundos de más, haciendo que Lewis Hamilton perdiera tiempo, impidiendo así que pudiera dar una nueva vuelta. Según la política de reparto de papeles en la clasificación del equipo McLaren, en esa carrera le tocaba al asturiano dar una vuelta de clasificación más que Lewis Hamilton, quien no aceptó ese pacto. Alonso fue retrasado con 5 posiciones en la parrilla por este incidente.[236][237]
- Tras el Gran Premio de Hungría de 2007, Ron Dennis dijo que había mantenido una discusión con Alonso y que el ovetense lo amenazó con hacer pública la existencia de pruebas en el caso de espionaje a Ferrari. Dennis declaró haber llamado a la FIA y haberles informado de la existencia de las nuevas pruebas. Sin embargo, Alonso declaró que la versión de Dennis era falsa, y que fue él quien habló a la FIA de la existencia de las pruebas.[238][239]
- En 2007, Alonso supo que McLaren tenía información secreta de Ferrari, pero no informó de ello. Sin embargo, cuando la FIA pidió a Fernando Alonso, Lewis Hamilton y Pedro de la Rosa que enviasen cualquier información relativa al caso de espionaje, bajo pena de que, si encontraban información que les implicara, se les retiraría la superlicencia, los españoles enviaron copias de correos electrónicos en los que comentaban diferentes aspectos como la distribución de peso de los Ferrari, sistema de frenos, neumáticos, fondo del monoplaza, etc. Estos correos electrónicos eran anteriores a la fecha en la que el ingeniero de la Scuderia Ferrari entregó el dosier confidencial a su homólogo de McLaren.[240]

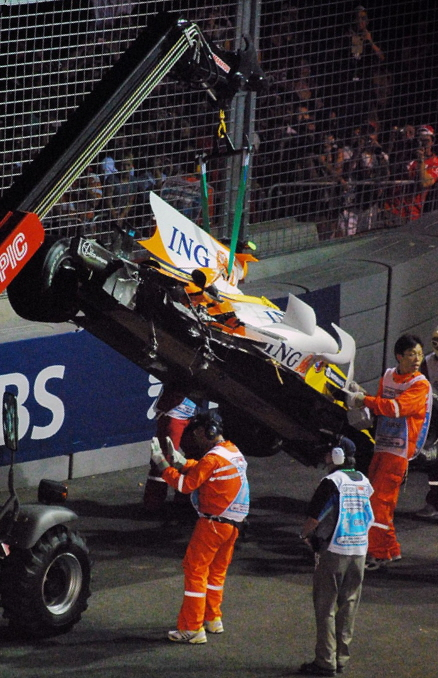
Coche de Nelson Piquet, Jr. tras el accidente.

- El Gran Premio de Singapur de 2008 fue ganado por Fernando Alonso, después de que, tras marchar último después de repostar, su entonces compañero Nelson Piquet se estrellara e hiciera salir al coche de seguridad, colocando a Alonso en primera posición. Tras el Gran Premio de Bélgica de 2009, una vez despedido Nelson Piquet (que mantenía una mala relación con Flavio Briatore), se confirmó que el accidente del piloto brasileño en el Gran Premio de Singapur respondía a una posible estrategia del equipo para que el piloto español se hiciera con la victoria. La FIA aceptó la hipótesis de que ni Fernando Alonso ni sus ingenieros estuvieron al tanto de tal estrategia.[241] Este episodio fue llamado «Crashgate», y es considerado uno de los mayores escándalos de la historia de la Fórmula 1.
- En el Gran Premio de Hungría de 2009, la rueda delantera derecha del coche de Alonso fue mal puesta tras su primer pit-stop. Cuando rodaba por el circuito, la rueda se desprendió y saltó por los aires. Alonso tuvo que regresar a boxes, pero decidió abandonar por los daños que le ocasionó rodar sin la rueda y por problemas en la bomba de combustible. La FIA decidió sancionar al equipo Renault por «atentar deliberadamente contra la seguridad de pilotos y público» privándoles de correr en el Gran Premio de Europa,[242] aunque el día 17 de agosto, la FIA se reunió con el equipo Renault y la sanción se transformó en una multa de 50 000 dólares (unos 36 000 euros).[243]
- Gran Premio de Europa de 2010: Alonso acusó públicamente a la FIA de haber manipulado la carrera. Días después, se disculpó por su acusación y aseguró que fue una «reacción emocional».[244]
- En el Gran Premio de Alemania de 2010, la carrera era liderada por Felipe Massa, pero el ritmo de Alonso era más rápido que el del brasileño y este se mantuvo en su cola, mientras Massa defendía la posición. Alonso le comunica a su equipo por la radio «Guys, this is ridiculous» («esto es ridículo»). Posteriormente, el ingeniero de Massa Rob Smedley le comunica a Felipe «Fernando is faster than you, can you confirm you understood that message?» («Fernando es más rápido que tú, ¿puedes confirmar que has entendido el mensaje?»).[245] Poco después, en la vuelta 48, Massa reduce y permite que Alonso le adelante en un acto deliberado, mostrando la orden de equipo. En 2010, las órdenes de equipo estaban prohibidas, por lo tanto Ferrari fue sancionada con 100 000 USD, pero la controversia de la acción dio que hablar hasta el final de temporada, puesto que los puntos obtenidos por la victoria lo metían de lleno en la lucha por el campeonato y en la prensa inglesa calificaron esta victoria como una «victoria sucia», al igual que en el Gran Premio de Singapur de 2008. Sin embargo, posteriormente el campeonato quedaría en manos de Sebastian Vettel.[246]

## Balance con compañeros de equipo en Fórmula 1
| Año     | Compañero            | Clasificación | Carrera | Puntos  |
| ------- | -------------------- | ------------- | ------- | ------- |
| 2001    | Tarso Marques        | 12-2          | 6-4     | 0-0     |
| 2001    | Alex Yoong           | 3-0           | 2-0     | 0-0     |
| 2003    | Jarno Trulli         | 8-8           | 9-6     | 55-33   |
| 2004    | Jarno Trulli         | 7-8           | 6-8     | 45-46   |
| 2004    | Jacques Villeneuve   | 2-1           | 3-0     | 14-0    |
| 2005    | Giancarlo Fisichella | 14-5          | 14-3    | 133-58  |
| 2006    | Giancarlo Fisichella | 12-6          | 14-3    | 134-72  |
| 2007    | Lewis Hamilton       | 7-10          | 10-7    | 109-109 |
| 2008    | Nelson Piquet, Jr.   | 18-0          | 13-3    | 61-19   |
| 2009    | Nelson Piquet, Jr.   | 9-1           | 8-2     | 13-0    |
| 2009    | Romain Grosjean      | 7-0           | 5-1     | 13-0    |
| 2010    | Felipe Massa         | 15-4          | 14-5    | 252-144 |
| 2011    | Felipe Massa         | 15-4          | 16-3    | 257-118 |
| 2012    | Felipe Massa         | 17-3          | 18-2    | 278-122 |
| 2013    | Felipe Massa         | 11-8          | 17-2    | 242-112 |
| 2014    | Kimi Räikkönen       | 16-3          | 16-3    | 161-55  |
| 2015    | Jenson Button        | 10-8          | 6-8     | 11-16   |
| 2016    | Jenson Button        | 15-6          | 12-8    | 54-21   |
| 2017    | Stoffel Vandoorne    | 16-3          | 9-9     | 17-13   |
| 2018    | Stoffel Vandoorne    | 21-0          | 12-9    | 50-12   |
| 2021    | Esteban Ocon         | 11-11         | 11-10   | 81-74   |
| 2022    | Esteban Ocon         | 12-10         | 8-8     | 81-92   |
| 2023    | Lance Stroll         | 19-3          | 17-3    | 206-74  |
| 2024    | Lance Stroll         | 19-5          | 17-7    | 70-24   |
| Fuente: |                      |               |         |         |

| N.º   | Compañero            | Clasificación | Carrera | Puntos    |
| ----- | -------------------- | ------------- | ------- | --------- |
| 1     | Tarso Marques        | 12-2          | 6-4     | 0-0       |
| 2     | Alex Yoong           | 3-0           | 2-0     | 0-0       |
| 3     | Jarno Trulli         | 15-16         | 15-14   | 100-79    |
| 4     | Jacques Villeneuve   | 2-1           | 3-0     | 14-0      |
| 5     | Giancarlo Fisichella | 26-11         | 28-6    | 267-130   |
| 6     | Lewis Hamilton       | 7-10          | 10-7    | 109-109   |
| 7     | Nelson Piquet, Jr.   | 27-1          | 21-5    | 74-19     |
| 8     | Romain Grosjean      | 7-0           | 5-1     | 13-0      |
| 9     | Felipe Massa         | 58-19         | 65-12   | 1029-496  |
| 10    | Kimi Räikkönen       | 16-3          | 16-3    | 161-55    |
| 11    | Jenson Button        | 25-14         | 18-16   | 65-37     |
| 12    | Stoffel Vandoorne    | 37-3          | 21-18   | 67-25     |
| 13    | Esteban Ocon         | 23-21         | 19-18   | 162-166   |
| 14    | Lance Stroll         | 38-8          | 34-10   | 276-98    |
| Total |                      | 296-109       | 263-114 | 2337-1214 |

## Resumen de carrera
| Temporada | Categoría                                          | Equipo                                         | Carreras          | Victorias         | Poles             | VR                | Podios            | Puntos            | Pos.              |
| --------- | -------------------------------------------------- | ---------------------------------------------- | ----------------- | ----------------- | ----------------- | ----------------- | ----------------- | ----------------- | ----------------- |
| 1999      | Euro Open by Nissan                                | Campos Motorsport                              | 15                | 6                 | 6                 | 5                 | 8                 | 164               | 1.º               |
| 2000      | Fórmula 3000 Internacional                         | Team Astromega                                 | 9                 | 1                 | 1                 | 2                 | 2                 | 17                | 4.º               |
| 2001      | Fórmula 1                                          | European Minardi F1 Team                       | 17                | 0                 | 0                 | 0                 | 0                 | 0                 | 23.º              |
| 2002      | Fórmula 1                                          | Mild Seven Renault F1 Team                     | Piloto de pruebas | Piloto de pruebas | Piloto de pruebas | Piloto de pruebas | Piloto de pruebas | Piloto de pruebas | Piloto de pruebas |
| 2003      | Fórmula 1                                          | Mild Seven Renault F1 Team                     | 16                | 1                 | 2                 | 1                 | 4                 | 55                | 6.º               |
| 2004      | Fórmula 1                                          | Mild Seven Renault F1 Team                     | 18                | 0                 | 1                 | 0                 | 4                 | 59                | 4.º               |
| 2005      | Fórmula 1                                          | Mild Seven Renault F1 Team                     | 19                | 7                 | 6                 | 2                 | 15                | 133               | 1.º               |
| 2006      | Fórmula 1                                          | Mild Seven Renault F1 Team                     | 18                | 7                 | 6                 | 5                 | 14                | 134               | 1.º               |
| 2007      | Fórmula 1                                          | Vodafone McLaren Mercedes                      | 17                | 4                 | 2                 | 3                 | 12                | 109               | 3.º               |
| 2008      | Fórmula 1                                          | ING Renault F1 Team                            | 18                | 2                 | 0                 | 0                 | 3                 | 61                | 5.º               |
| 2009      | Fórmula 1                                          | ING Renault F1 Team                            | 17                | 0                 | 1                 | 2                 | 1                 | 26                | 9.º               |
| 2010      | Fórmula 1                                          | Scuderia Ferrari Marlboro                      | 19                | 5                 | 2                 | 5                 | 10                | 252               | 2.º               |
| 2011      | Fórmula 1                                          | Scuderia Ferrari                               | 19                | 1                 | 0                 | 1                 | 10                | 257               | 4.º               |
| 2012      | Fórmula 1                                          | Scuderia Ferrari                               | 20                | 3                 | 2                 | 0                 | 13                | 278               | 2.º               |
| 2013      | Fórmula 1                                          | Scuderia Ferrari                               | 19                | 2                 | 0                 | 2                 | 9                 | 242               | 2.º               |
| 2014      | Fórmula 1                                          | Scuderia Ferrari                               | 19                | 0                 | 0                 | 0                 | 2                 | 161               | 6.º               |
| 2015      | Fórmula 1                                          | McLaren Honda                                  | 18                | 0                 | 0                 | 0                 | 0                 | 11                | 17.º              |
| 2016      | Fórmula 1                                          | McLaren Honda                                  | 20                | 0                 | 0                 | 1                 | 0                 | 54                | 10.º              |
| 2017      | Fórmula 1                                          | McLaren Honda                                  | 19                | 0                 | 0                 | 1                 | 0                 | 17                | 15.º              |
| 2017      | IndyCar Series                                     | McLaren-Honda-Andretti                         | 1                 | 0                 | 0                 | 0                 | 0                 | 47                | 29.º              |
| 2017      | 500 Millas de Indianápolis                         | McLaren-Honda-Andretti                         | 1                 | 0                 | 0                 | 0                 | 0                 | N/A               | 24.º              |
| 2018      | Fórmula 1                                          | McLaren F1 Team                                | 21                | 0                 | 0                 | 0                 | 0                 | 50                | 11.º              |
| 2018      | WeatherTech SportsCar Championship - P             | United Autosports                              | 1                 | 0                 | 0                 | 0                 | 0                 | 18                | 58.º              |
| 2018      | 24 Horas de Daytona - P                            | United Autosports                              | 1                 | 0                 | 0                 | 0                 | 0                 | N/A               | 13.º              |
| 2018      | 24 Horas de Le Mans - LMP1                         | Toyota Gazoo Racing                            | 1                 | 1                 | 1                 | 0                 | 1                 | N/A               | 1.º               |
| 2018-19   | Campeonato Mundial de Resistencia de la FIA - LMP1 | Toyota Gazoo Racing                            | 8                 | 5                 | 4                 | 2                 | 7                 | 198               | 1.º               |
| 2019      | 24 Horas de Le Mans - LMP1                         | Toyota Gazoo Racing                            | 1                 | 1                 | 0                 | 0                 | 1                 | N/A               | 1.º               |
| 2019      | WeatherTech SportsCar Championship - DPi           | Konica Minolta Cadillac                        | 1                 | 1                 | 0                 | 0                 | 1                 | 35                | 27.º              |
| 2019      | 24 Horas de Daytona - DPi                          | Konica Minolta Cadillac                        | 1                 | 1                 | 0                 | 0                 | 1                 | N/A               | 1.º               |
| 2019      | IndyCar Series                                     | McLaren Racing                                 | 1                 | 0                 | 0                 | 0                 | 0                 | 0                 | NC                |
| 2019      | 500 Millas de Indianápolis                         | McLaren Racing                                 | 1                 | 0                 | 0                 | 0                 | 0                 | N/A               | NC                |
| 2019      | Fórmula 1                                          | McLaren F1 Team                                | Piloto de pruebas | Piloto de pruebas | Piloto de pruebas | Piloto de pruebas | Piloto de pruebas | Piloto de pruebas | Piloto de pruebas |
| 2020      | Rally Dakar                                        | Toyota Gazoo Racing                            | 1                 | 0                 | 0                 | 0                 | 0                 | N/A               | 13.º              |
| 2020      | IndyCar Series                                     | Ruoff Mortgage Arrow McLaren SP                | 1                 | 0                 | 0                 | 0                 | 0                 | 18                | 31.º              |
| 2020      | 500 Millas de Indianápolis                         | Ruoff Mortgage Arrow McLaren SP                | 1                 | 0                 | 0                 | 0                 | 0                 | N/A               | 21.º              |
| 2020      | Fórmula 1                                          | Renault DP World F1 Team                       | Piloto de pruebas | Piloto de pruebas | Piloto de pruebas | Piloto de pruebas | Piloto de pruebas | Piloto de pruebas | Piloto de pruebas |
| 2021      | Fórmula 1                                          | Alpine F1 Team                                 | 22                | 0                 | 0                 | 0                 | 1                 | 81                | 10.º              |
| 2022      | Fórmula 1                                          | BWT Alpine F1 Team                             | 22                | 0                 | 0                 | 0                 | 0                 | 81                | 9.º               |
| 2022      | Fórmula 1                                          | Aston Martin Aramco Cognizant Formula One Team | Piloto de pruebas | Piloto de pruebas | Piloto de pruebas | Piloto de pruebas | Piloto de pruebas | Piloto de pruebas | Piloto de pruebas |
| 2023      | Fórmula 1                                          | Aston Martin Aramco Cognizant Formula One Team | 22                | 0                 | 0                 | 1                 | 8                 | 206               | 4.º               |
| 2024      | Fórmula 1                                          | Aston Martin Aramco Formula One Team           | 24                | 0                 | 0                 | 2                 | 0                 | 70                | 9.º               |
| 2025      | Fórmula 1                                          | Aston Martin Aramco Formula One Team           | Disputándose      | Disputándose      | Disputándose      | Disputándose      | Disputándose      | Disputándose      | Disputándose      |
| Fuente:   |                                                    |                                                |                   |                   |                   |                   |                   |                   |                   |

## Resultados

### Euro Open by Nissan
(Clave) (negrita indica pole position) (cursiva indica vuelta rápida)

| Año  | Equipo            | 1         | 2       | 3         | 4         | 5         | 6       | 7         | 8         | 9       | 10        | 11    | 12      | 13      | 14      | 15      | 16      | Pos. | Puntos |
| ---- | ----------------- | --------- | ------- | --------- | --------- | --------- | ------- | --------- | --------- | ------- | --------- | ----- | ------- | ------- | ------- | ------- | ------- | ---- | ------ |
| 1999 | Campos Motorsport | ALB 1 Ret | ALB 2 1 | JER 1 Ret | JER 2 DNS | JAR 1 Ret | JAR 2 1 | MNZ 1 Ret | MNZ 2 Ret | JAR 1 2 | JAR 2 Ret | DON 1 | DON 2 1 | BAR 1 7 | BAR 2 1 | VAL 1 2 | VAL 2 1 | 1.º  | 164    |

### Fórmula 3000 Internacional
(Clave) (negrita indica pole position) (cursiva indica vuelta rápida)

| Año  | Equipo         | 1     | 2      | 3      | 4       | 5     | 6       | 7     | 8       | 9     | 10    | Pos. | Puntos |
| ---- | -------------- | ----- | ------ | ------ | ------- | ----- | ------- | ----- | ------- | ----- | ----- | ---- | ------ |
| 2000 | Team Astromega | IMO 9 | SIL EX | CAT 15 | NÜR Ret | MON 8 | MAG Ret | A1R 6 | HOC Ret | HUN 2 | SPA 1 | 4.º  | 17     |

### Fórmula 1
(Clave) (negrita indica pole position) (cursiva indica vuelta rápida)

| Año     | Escudería                                      | 1       | 2       | 3       | 4       | 5       | 6       | 7       | 8       | 9       | 10      | 11      | 12      | 13      | 14      | 15      | 16      | 17      | 18      | 19      | 20      | 21     | 22      | 23    | 24    | Pos. | Puntos |
| ------- | ---------------------------------------------- | ------- | ------- | ------- | ------- | ------- | ------- | ------- | ------- | ------- | ------- | ------- | ------- | ------- | ------- | ------- | ------- | ------- | ------- | ------- | ------- | ------ | ------- | ----- | ----- | ---- | ------ |
| 2001    | European Minardi F1 Team                       | AUS 12  | MYS 13  | BRA Ret | SMR Ret | ESP 13  | AUT Ret | MON Ret | CAN Ret | EUR 14  | FRA 17† | GBR 16  | GER 10  | HUN Ret | BEL DNS | ITA 13  | USA Ret | JPN 11  |         |         |         |        |         |       |       | 23.º | 0      |
| 2003    | Mild Seven Renault F1 Team                     | AUS 7   | MYS 3   | BRA 3   | SMR 6   | ESP 2   | AUT Ret | MON 5   | CAN 4   | EUR 4   | FRA Ret | GBR Ret | GER 4   | HUN 1   | ITA 8   | USA Ret | JPN Ret |         |         |         |         |        |         |       |       | 6.º  | 55     |
| 2004    | Mild Seven Renault F1 Team                     | AUS 3   | MYS 7   | BHR 6   | SMR 4   | ESP 4   | MON Ret | EUR 5   | CAN Ret | USA Ret | FRA 2   | GBR 10  | GER 3   | HUN 3   | BEL Ret | ITA Ret | CHN 4   | JPN 5   | BRA 4   |         |         |        |         |       |       | 4.º  | 59     |
| 2005    | Mild Seven Renault F1 Team                     | AUS 3   | MYS 1   | BHR 1   | SMR 1   | ESP 2   | MON 4   | EUR 1   | CAN Ret | USA DNS | FRA 1   | GBR 2   | GER 1   | HUN 11  | TUR 2   | ITA 2   | BEL 2   | BRA 3   | JPN 3   | CHN 1   |         |        |         |       |       | 1.º  | 133    |
| 2006    | Mild Seven Renault F1 Team                     | BHR 1   | MYS 2   | AUS 1   | SMR 2   | EUR 2   | ESP 1   | MON 1   | GBR 1   | CAN 1   | USA 5   | FRA 2   | GER 5   | HUN Ret | TUR 2   | ITA Ret | CHN 2   | JPN 1   | BRA 2   |         |         |        |         |       |       | 1.º  | 134    |
| 2007    | Vodafone McLaren Mercedes                      | AUS 2   | MYS 1   | BHR 5   | ESP 3   | MON 1   | CAN 7   | USA 2   | FRA 7   | GBR 2   | EUR 1   | HUN 4   | TUR 3   | ITA 1   | BEL 3   | JPN Ret | CHN 2   | BRA 3   |         |         |         |        |         |       |       | 3.º  | 109    |
| 2008    | ING Renault F1 Team                            | AUS 4   | MYS 8   | BHR 10  | ESP Ret | TUR 6   | MON 10  | CAN Ret | FRA 8   | GBR 6   | GER 11  | HUN 4   | EUR Ret | BEL 4   | ITA 4   | SIN 1   | JPN 1   | CHN 4   | BRA 2   |         |         |        |         |       |       | 5.º  | 61     |
| 2009    | ING Renault F1 Team                            | AUS 5   | MYS 11  | CHN 9   | BHR 8   | ESP 5   | MON 7   | TUR 10  | GBR 14  | GER 7   | HUN Ret | EUR 6   | BEL Ret | ITA 5   |         |         |         |         |         |         |         |        |         |       |       | 9.º  | 26     |
| 2009    | Renault F1 Team                                |         |         |         |         |         |         |         |         |         |         |         |         |         | SIN 3   | JPN 10  | BRA Ret | ABU 14  |         |         |         |        |         |       |       | 9.º  | 26     |
| 2010    | Scuderia Ferrari Marlboro                      | BHR 1   | AUS 4   | MYS 13† | CHN 4   | ESP 2   | MON 6   | TUR 8   | CAN 3   | EUR 8   | GBR 14  | GER 1   | HUN 2   | BEL Ret | ITA 1   | SIN 1   | JPN 3   | RCO 1   | BRA 3   | ABU 7   |         |        |         |       |       | 2.º  | 252    |
| 2011    | Scuderia Ferrari Marlboro                      | AUS 4   | MYS 6   | CHN 7   | TUR 3   | ESP 5   | MON 2   | CAN Ret | EUR 2   |         |         |         |         |         |         |         |         |         |         |         |         |        |         |       |       | 4.º  | 257    |
| 2011    | Scuderia Ferrari                               |         |         |         |         |         |         |         |         | GBR 1   | GER 2   | HUN 3   | BEL 4   | ITA 3   | SIN 4   | JPN 2   | RCO 5   | IND 3   | ABU 2   | BRA 4   |         |        |         |       |       | 4.º  | 257    |
| 2012    | Scuderia Ferrari                               | AUS 5   | MYS 1   | CHN 9   | BHR 7   | ESP 2   | MON 3   | CAN 5   | EUR 1   | GBR 2   | GER 1   | HUN 5   | BEL Ret | ITA 3   | SIN 3   | JPN Ret | RCO 3   | IND 2   | ABU 2   | USA 3   | BRA 2   |        |         |       |       | 2.º  | 278    |
| 2013    | Scuderia Ferrari                               | AUS 2   | MYS Ret | CHN 1   | BHR 8   | ESP 1   | MON 7   | CAN 2   | GBR 3   | GER 4   | HUN 5   | BEL 2   | ITA 2   | SIN 2   | RCO 6   | JPN 4   | IND 11  | ABU 5   | USA 5   | BRA 3   |         |        |         |       |       | 2.º  | 242    |
| 2014    | Scuderia Ferrari                               | AUS 4   | MYS 4   | BHR 9   | CHN 3   | ESP 6   | MON 4   | CAN 6   | AUT 5   | GBR 6   | GER 5   | HUN 2   | BEL 7   | ITA Ret | SIN 4   | JPN Ret | RUS 6   | USA 6   | BRA 6   | ABU 9   |         |        |         |       |       | 6.º  | 161    |
| 2015    | McLaren Honda                                  | AUS     | MYS Ret | CHN 12  | BHR 11  | ESP Ret | MON Ret | CAN Ret | AUT Ret | GBR 10  | HUN 5   | BEL 13  | ITA 18† | SIN Ret | JPN 11  | RUS 11  | USA 11  | MEX Ret | BRA 15  | ABU 17  |         |        |         |       |       | 17.º | 11     |
| 2016    | McLaren Honda                                  | AUS Ret | BHR     | CHN 12  | RUS 6   | ESP Ret | MON 5   | CAN 11  | EUR Ret | AUT Ret | GBR 13  | HUN 7   | GER 12  | BEL 7   | ITA 14  | SIN 7   | MYS 7   | JPN 16  | USA 5   | MEX 13  | BRA 10  | ABU 10 |         |       |       | 10.º | 54     |
| 2017    | McLaren Honda                                  | AUS Ret | CHN Ret | BHR 14  | RUS DNS | ESP 12  | MON     | CAN 16† | AZE 9   | AUT Ret | GBR Ret | HUN 6   | BEL Ret | ITA 17† | SIN Ret | MYS 11  | JPN 11  | USA Ret | MEX 10  | BRA 8   | ABU 9   |        |         |       |       | 15.º | 17     |
| 2018    | McLaren F1 Team                                | AUS 5   | BHR 7   | CHN 7   | AZE 7   | ESP 8   | MON Ret | CAN Ret | FRA 16† | AUT 8   | GBR 8   | GER 16† | HUN 8   | BEL Ret | ITA Ret | SIN 7   | RUS 14  | JPN 14  | USA Ret | MEX Ret | BRA 17  | ABU 11 |         |       |       | 11.º | 50     |
| 2021    | Alpine F1 Team                                 | BHR Ret | EMI 10  | POR 8   | ESP 17  | MON 13  | AZE 6   | FRA 8   | EST 9   | AUT 10  | GBR 7   | HUN 4   | BEL 11  | NED 6   | ITA 8   | RUS 6   | TUR 16  | USA Ret | MEX 9   | SÃO 9   | QAT 3   | ARA 13 | ABU 8   |       |       | 10.º | 81     |
| 2022    | BWT Alpine F1 Team                             | BHR 9   | ARA Ret | AUS 17  | EMI Ret | MIA 11  | ESP 9   | MON 7   | AZE 7   | CAN 9   | GBR 5   | AUT 10  | FRA 6   | HUN 8   | BEL 5   | NED 6   | ITA Ret | SIN Ret | JPN 7   | USA 7   | MEX 19† | SÃO 5  | ABU Ret |       |       | 9.º  | 81     |
| 2023    | Aston Martin Aramco Cognizant Formula One Team | BHR 3   | ARA 3   | AUS 3   | AZE 46  | MIA 3   | MON 2   | ESP 7   | CAN 2   | AUT 5   | GBR 7   | HUN 9   | BEL 5   | NED 2   | ITA 9   | SIN 15  | JPN 8   | QAT 68  | USA Ret | MEX Ret | SÃO 3   | LVG 9  | ABU 7   |       |       | 4.º  | 206    |
| 2024    | Aston Martin Aramco Formula One Team           | BHR 9   | ARA 5   | AUS 8   | JPN 6   | CHN 7   | MIA 9   | EMI 19  | MON 11  | CAN 6   | ESP 12  | AUT 18  | GBR 8   | HUN 11  | BEL 8   | NED 10  | ITA 11  | AZE 6   | SIN 8   | USA 13  | MEX Ret | SÃO 14 | LVG 11  | QAT 7 | ABU 9 | 9.º  | 70     |
| 2025*   | Aston Martin Aramco Formula One Team           | AUS Ret | CHN Ret | JPN 11  | BHR 15  | ARA 11  | MIA 15  | EMI 11  | MON Ret | ESP 9   | CAN 7   | AUT 7   | GBR 9   | BEL 17  | HUN 5   | NED     | ITA     | AZE     | SIN     | USA     | MEX     | SÃO    | LVG     | QAT   | ABU   | 11.º | 26     |
| Fuente: |                                                |         |         |         |         |         |         |         |         |         |         |         |         |         |         |         |         |         |         |         |         |        |         |       |       |      |        |

- * Temporada en progreso.

### IndyCar Series
(Clave) (negrita indica pole position) (cursiva indica vuelta rápida)

| Año     | Equipo                          | Motor     | 1   | 2   | 3   | 4   | 5   | 6        | 7       | 8    | 9    | 10  | 11  | 12  | 13  | 14  | 15  | 16  | 17  | Pos. | Puntos |
| ------- | ------------------------------- | --------- | --- | --- | --- | --- | --- | -------- | ------- | ---- | ---- | --- | --- | --- | --- | --- | --- | --- | --- | ---- | ------ |
| 2017    | McLaren-Honda-Andretti          | Honda     | STP | LBH | ALA | PHX | IMS | INDY 24  | DET     | DET  | TEX  | ROA | IOW | TOR | MDO | POC | GAT | WGL | SNM | 29.º | 47     |
| 2019    | McLaren Racing                  | Chevrolet | STP | COA | ALA | LBH | IMS | INDY DNQ | DET     | DET  | TEX  | ROA | TOR | IOW | MDO | POC | GAT | POR | LAG | NC   | 0      |
| 2020    | Ruoff Mortgage Arrow McLaren SP | Chevrolet | TEX | IMS | ROA | ROA | IOW | IOW      | INDY 21 | GTW1 | GTW2 | MDO | MDO | IMS | IMS | STP |     |     |     | 31.º | 18     |
| Fuente: |                                 |           |     |     |     |     |     |          |         |      |      |     |     |     |     |     |     |     |     |      |        |

#### 500 Millas de Indianápolis
| Año     | N.º | Inicio | Velocidad clasificación (mph) | Final | Vueltas completadas | Vueltas lideradas | Estado       | Chasis  | Motor     | Neu. |
| ------- | --- | ------ | ----------------------------- | ----- | ------------------- | ----------------- | ------------ | ------- | --------- | ---- |
| 2017 R  | 29  | 5      | 231.300                       | 24    | 179                 | 27                | Mecánico     | Dallara | Honda     | F    |
| 2019    | 66  | DNQ    | 227.353                       | DNQ   | 0                   | 0                 | No clasificó | Dallara | Chevrolet | F    |
| 2020    | 66  | 26     | 228.768                       | 21    | 199                 | 0                 | +1 vuelta    | Dallara | Chevrolet | F    |
| Fuente: |     |        |                               |       |                     |                   |              |         |           |      |

| Estadísticas        | Estadísticas |
| ------------------- | ------------ |
| Participaciones     | 3            |
| Comenzadas          | 2            |
| Vueltas completadas | 378          |
| Poles               | 0            |
| Primeras líneas     | 0            |
| Victorias           | 0            |
| Top 5               | 0            |
| Top 10              | 0            |
| Carreras lideradas  | 1            |
| Vueltas lideradas   | 27           |
| Retiradas           | 1            |

### IMSA WeatherTech SportsCar Championship
(Clave) (negrita indica pole position) (cursiva indica vuelta rápida)

| Año  | Equipo                  | Clase | Chasis           | Motor                 | 1      | 2   | 3   | 4   | 5   | 6   | 7   | 8   | 9   | 10  | Pos. | Puntos |
| ---- | ----------------------- | ----- | ---------------- | --------------------- | ------ | --- | --- | --- | --- | --- | --- | --- | --- | --- | ---- | ------ |
| 2018 | United Autosports       | P     | Ligier JS P217   | Gibson GK428 4.2 L V8 | DAY 13 | SEB | LBH | MOH | BEL | WGL | MOS | ELK | LGA | ATL | 58.º | 18     |
| 2019 | Konica Minolta Cadillac | DPi   | Cadillac DPi-V.R | Cadillac 5.5 L V8     | DAY 1  | SEB | LBH | MOH | BEL | WGL | MOS | ELK | LGA | ATL | 27.º | 35     |

### 24 Horas de Daytona
| Año     | Equipo                  | Copilotos                                          | Automóvil                 | Clase | Vueltas | Pos. | Pos. Clase |
| ------- | ----------------------- | -------------------------------------------------- | ------------------------- | ----- | ------- | ---- | ---------- |
| 2018    | United Autosports       | Philip Hanson Lando Norris                         | Ligier JS P217-Gibson     | P     | 718     | 38.º | 13.º       |
| 2019    | Konica Minolta Cadillac | Kamui Kobayashi Jordan Taylor Renger van der Zande | Cadillac DPi-V.R-Cadillac | DPi   | 593     | 1.º  | 1.º        |
| Fuente: |                         |                                                    |                           |       |         |      |            |

### Campeonato Mundial de Resistencia de la FIA
(Clave) (negrita indica pole position) (cursiva indica vuelta rápida)

| Año     | Escudería           | Clase | Automóvil           | 1   | 2   | 3   | 4   | 5   | 6   | 7   | 8   | Pos. | Puntos | Ref.    |
| ------- | ------------------- | ----- | ------------------- | --- | --- | --- | --- | --- | --- | --- | --- | ---- | ------ | ------- |
| 2018-19 | Toyota Gazoo Racing | LMP1  | Toyota TS050 Hybrid | SPA | LMS | SIL | FUJ | SHA | SEB | SPA | LMS | 1.º  | 198    | [ 257 ] |
| 2018-19 | Toyota Gazoo Racing | LMP1  | Toyota TS050 Hybrid | 1   | 1   | DSQ | 2   | 2   | 1   | 1   | 1   | 1.º  | 198    | [ 257 ] |

### 24 Horas de Le Mans
| Año  | Equipo              | Copilotos                       | Automóvil           | Clase | Vueltas | Pos. | Pos. Clase |
| ---- | ------------------- | ------------------------------- | ------------------- | ----- | ------- | ---- | ---------- |
| 2018 | Toyota Gazoo Racing | Sébastien Buemi Kazuki Nakajima | Toyota TS050 Hybrid | LMP1  | 388     | 1.º  | 1.º        |
| 2019 | Toyota Gazoo Racing | Sébastien Buemi Kazuki Nakajima | Toyota TS050 Hybrid | LMP1  | 385     | 1.º  | 1.º        |

### Rally Dakar
| Año  | Clase  | Equipo              | Copiloto  | Vehículo     | Posición |
| ---- | ------ | ------------------- | --------- | ------------ | -------- |
| 2020 | Coches | Toyota Gazoo Racing | Marc Coma | Toyota Hilux | 13.º     |

| 1  | Jeddah - Al Wajh                                 | 319             | 433             | 11.º            | 03:34:31 (+00:15:27) | 11.º            | 03:34:31 (+00:15:27) |
| 2  | Al Wajh - Neom                                   | 367             | 26              | 63.º            | 06:11:58 (+02:34:38) | 47.º            | 09:46:29 (+02:38:53) |
| 3  | Neom - Neom                                      | 427             | 77              | 4.º             | 03:54:15 (+00:06:14) | 32.º            | 13:40:44 (+02:40:24) |
| 4  | Neom - Al-Ula                                    | 453             | 219             | 13.º            | 04:30:55 (+00:26:21) | 20.º            | 18:11:39 (+02:59:27) |
| 5  | Al-Ula - Hail                                    | 353             | 211             | 7.º             | 04:04:24 (+00:12:23) | 18.º            | 22:16:03 (+03:11:50) |
| 6  | Hail - Riad                                      | 477             | 353             | 6.º             | 04:35:13 (+00:07:56) | 16.º            | 26:51:16 (+03:18:13) |
| -  | Descanso (Riad)                                  | Descanso (Riad) | Descanso (Riad) | Descanso (Riad) | Descanso (Riad)      | Descanso (Riad) | Descanso (Riad)      |
| 7  | Riad - Wadi Al-Dawasir                           | 546             | 195             | 6.º             | 04:24:00 (+00:07:49) | 15.º            | 31:15:16 (+03:26:02) |
| 8  | Wadi Al-Dawasir - Wadi Al-Dawasir                | 477             | 239             | 2.º             | 03:52:27 (+00:04:04) | 13.º            | 35:07:43 (+03:10:51) |
| 9  | Wadi Al-Dawasir - Haradh                         | 410             | 476             | 9.º             | 03:21:34 (+00:13:03) | 10.º            | 38:29:17 (+03:17:23) |
| 10 | Haradh - Shubaytah                               | 534 (223)       | 74              | 56.º            | 03:21:16 (+01:17:33) | 14.º            | 41:50:33 (+04:34:56) |
| 11 | Shubaytah - Haradh                               | 379             | 365             | 8.º             | 04:30:36 (+00:16:25) | 13.º            | 46:21:09 (+04:43:18) |
| 12 | Haradh - Qiddiya                                 | 374 (167)       | 73 (262)        | l4.º            | 01:20:55 (+00:03:25) | 13.º            | 47:42:04 (+04:42:47) |
| -  | Qiddiya (Grand Prix de Qiddiya - Qiddiya Trophy) | 20              | 20              |                 |                      |                 |                      |

## Palmarés

### Fórmula 1
- 2 campeonatos mundiales: 2005, 2006.
- 3 subcampeonatos mundiales: 2010, 2012, 2013.
- 2 campeonatos mundiales de constructores: Renault: 2005, 2006.
- 32 victorias.
- 22 poles.
- 26 vueltas rápidas.
- 106 podios.
- 1 grand chelem.

### Campeonato Mundial de Resistencia de la FIA
- 1 Campeonato Mundial de Resistencia de la FIA: 2018-19.
- 5 victorias.
- 4 poles.
- 2 vueltas rápidas.
- 7 podios.

### 24 Horas de Le Mans
- 2 victorias: 2018, 2019.
- 1 pole.
- 2 podios.

### 24 Horas de Daytona
- 1 victoria: 2019.
- 1 podio.

### IndyCar Series
- Novato del Año 500 Millas de Indianápolis: 2017.

### Campeonato Mundial de Karting
- 1 Campeonato Mundial de Karting: 1996.

### Euro Open by Nissan
- 1 Campeonato de Euro Open by Nissan: 1999.
- 6 victorias.
- 6 poles.
- 5 vueltas rápidas.
- 8 podios.

## Alonsomanía

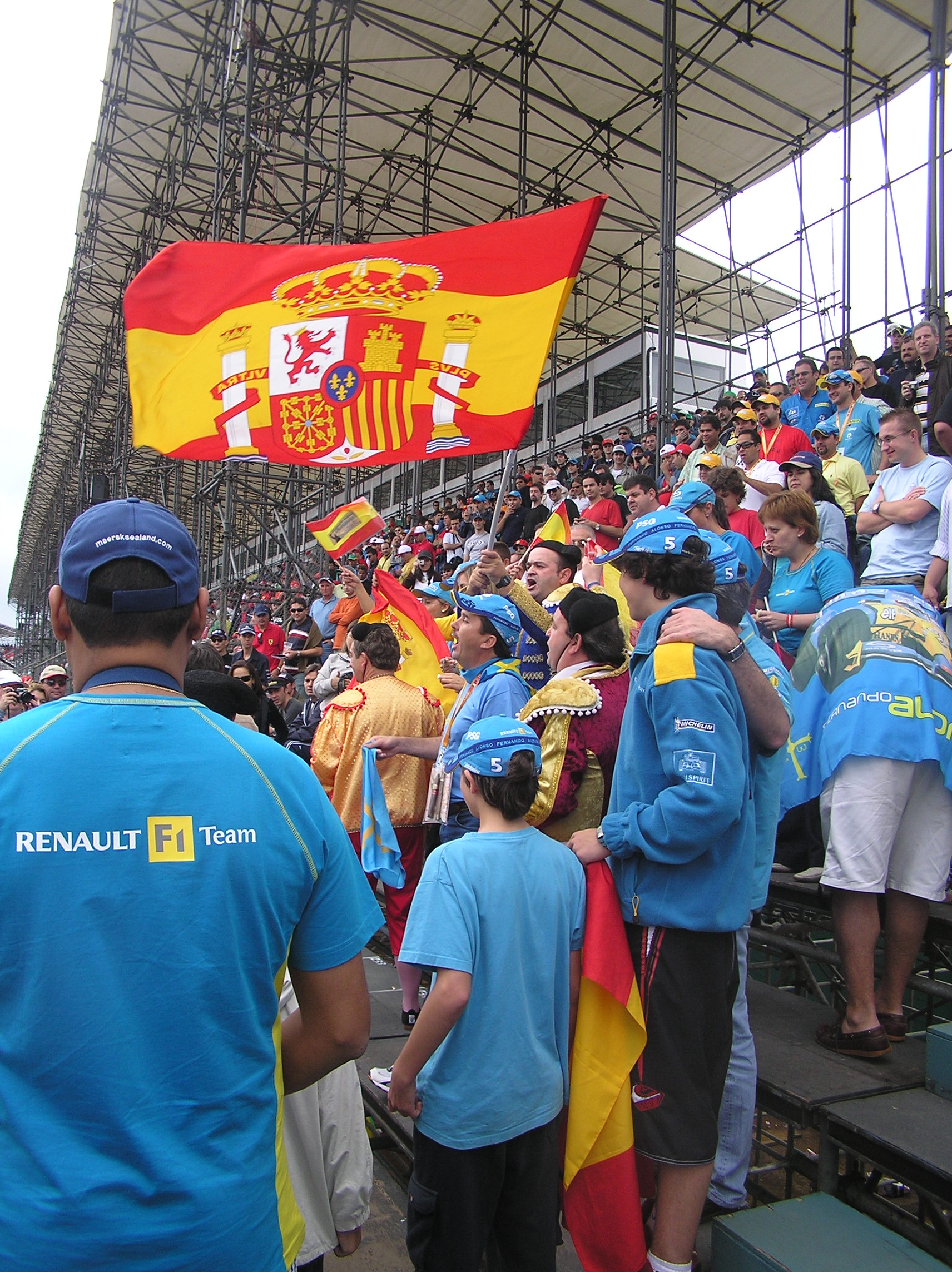
Seguidores de Alonso en el Gran Premio de Brasil de 2005 (25 de septiembre de 2005).

En España se conoce popularmente como Alonsomanía el fenómeno fan generado alrededor de la figura de Fernando Alonso. La irrupción del piloto asturiano en los circuitos ha supuesto un auge sin precedentes en el interés por la Fórmula 1 en España. En televisión, las carreras de Alonso se han convertido en las retransmisiones deportivas con más audiencia del país, a veces incluso por encima del fútbol. Por ejemplo, el Gran Premio de Brasil de 2006 tuvo una audiencia de 9,3 millones, con una cuota de pantalla del 60,6% (80,2% en Asturias). En tanto, el Gran Premio de Brasil de 2007 tuvo una audiencia de 9,0 millones, con una cuota del 77,8% en Asturias y 69,2% en Madrid.
Los aficionados de Alonso suelen identificarse con los colores azul claro y amarillo de la bandera de Asturias. Casualmente, son los mismos colores que la escudería Renault tenía hasta la temporada 2006, con la que el piloto logró sus primeros títulos.
La Alonsomanía volvió cuando el 2021, se anunció del regreso de Alonso a la categoría reina después de dos años fuera. Se comenzó a utilizar el término "El Plan" haciendo referencia a las posibilidades que tenía de lograr el tercer mundial. Esta locura colectiva aumento en la pretemporada de 2023, año en el cual Alonso llegó a Aston Martin. Durante la pretemporada se creó mucha especulación al ver que el coche corría, y Fernando tenía posibilidades de lograr grandes cosas. Se popularizó el uso del 33 en cualquier contexto cotidiano, en referencia a la posible 33.ª victoria de Alonso en un Gran Premio de F1, y se comenzaron a usar frases tales como: "¿Me repites ese numerín?" o "¿Cómo que 33?" cuando alguien mencionaba dicho número. Con el paso de los meses la expectación se convirtió en realidad, ya que Fernando se subió al podio en casi todas las primeras carreras de la temporada. El momento cúspide fue el Gran Premio de Mónaco de 2023, cuando en plena pugna por la victoria con Max Verstappen, por culpa de un error de estrategia del equipo (poner neumáticos medios de seco en lugar de intermedios, con la lluvia aumentando de intensidad), Alonso se quedó a las puertas de lograr la tan ansiada 33. De esta carrera surgió otra frase emblema de la Alonsomanía actual; "Eran intermedios...".
Esta nueva Alonsomanía hizo aumentar las audiencias de la Formula 1 en la televisión, y aumentó notablemente la asistencia a los Grandes Premios de España. 

## Vida privada
Fernando Alonso tiene una hermana mayor, Lorena. El padre de Alonso, José Luis Alonso, un piloto amateur de karts, quería transmitir su pasión a sus hijos por lo que construyó un kart que originalmente sería para Lorena, de ocho años, aunque esta no mostraría interés por la competición. Quien sí lo hizo fue su hermano Fernando, que por aquel entonces tenía tres años.
Desde los cuatro años hasta los catorce, Alonso estudió EGB en el colegio Santo Ángel de la Guarda, en Oviedo. Más tarde, estudiaría en el instituto Leopoldo Alas "Clarín" de Oviedo dejando los estudios en el año 2000, para dedicarse únicamente al automovilismo. Como curiosidad, Alonso compartió clase con el cantante español Melendi.
En lo sentimental, en 2005 comenzó una relación con Raquel del Rosario, vocalista de la banda española de pop El sueño de Morfeo, tras conocerse en un homenaje que realizó la cadena de radio SER junto con miles de fanes del piloto en Madrid y en el que la banda interpretó algunas canciones de su álbum debut. Al año siguiente, contrajeron matrimonio de forma muy discreta y procuraron mantenerse, desde entonces, alejados de la prensa del corazón. El 20 de diciembre de 2011 ambos anunciaron la separación del matrimonio de mutuo acuerdo mediante un comunicado en sus webs oficiales. Tras su divorcio, Fernando Alonso inició una relación con la modelo rusa Dasha Kapustina que se rompió a finales de 2014 y, posteriormente, mantuvo otra con la periodista Lara Álvarez hasta 2016. En 2017 empezó en una relación con la modelo italiana Linda Morselli, que se manutvo hasta 2022. Meses más tarde anuncia su relación con la periodista austriaca especializada en Fórmula 1 Andrea Schlager. En abril de 2023 Alonso confirma su ruptura con Andrea Schlager. A mediados de 2023, comienza una relación con la periodista española Melissa Jiménez.
En 2006, el piloto español fue nombrado Embajador de buena voluntad de UNICEF.
Alonso residió en Oxford (Inglaterra) hasta 2006, momento en que se mudó a Lugano (Tesino, Suiza).
En 2007, el piloto asturiano creó la Fundación Fernando Alonso para fomentar y promocionar el automovilismo y proyectos destinados a la educación vial. Su sede es el Complejo Deportivo Fernando Alonso, ubicado en Asturias, que cuenta con una pista de karting y una escuela de conducción. En 2015 inaugura su museo en la misma sede de la Fundación, donde expone recuerdos de toda su trayectoria automovilística desde cascos hasta coches.
El 6 de abril de 2008, apoyado por su principal patrocinador, Alonso publicó un anuncio clasificado en la prensa española ofreciendo un puesto de empleo como "aficionado profesional" a uno de sus seguidores, para que este le acompañase en todos los Grandes Premios de la temporada y mantuviese un blog que le permitiera al piloto estar en contacto directo con su afición. En apenas cuatro días, había 24 000 seguidores de Alonso inscritos a la oferta de empleo en aficionadoprofesional.com, el sitio web que tramitaba el proceso de selección.
En 2011, Alonso regresó a vivir a España en su ciudad natal, Oviedo, lo que le hará pagar un tercio de su sueldo (el cual es de unos 55 millones de euros), a lo que el piloto declaró «Es genial irme a casa. Estoy contento por pagar ese dinero. No soy pobre, sólo un poco menos rico ahora».
Alonso practica ciclismo, tenis, natación y fútbol, siendo sus equipos preferidos el Real Madrid C. F., club del que es Socio de Honor, y el Real Oviedo.
Alonso es habitualmente apodado El Nano. Pese a ello, Antonio Lobato, comentarista de Fórmula 1, hizo que también fuera conocido como Magic, al igual que Ayrton Senna (aunque por motivos distintos). También suele ser apodado como Padre por ser el piloto de mayor edad en la F1 desde 2022.

## Otros proyectos

### Fernando Alonso en el cine
- En 2006, Fernando Alonso prestó su voz para doblar a uno de los personajes de la película Cars, de la compañía Pixar.[293]
- En la secuela de Cars, Cars 2, hay un personaje basado en Alonso y también doblado por él.[294][295]
- En la tercera entrega de Cars, Cars 3, Alonso aparece como asistente de voz de la protagonista "Cruz Ramírez".[296]
- Amazon Prime Video produce en 2020 la serie documental de Fernando Alonso llamada: Fernando.
- En 2025, aparece como el mismo en la película dramática de acción deportiva F1: La película, protagonizada por Brad Pitt.[297]

### Negociaciones para la compra del Euskaltel Euskadi
El día 2 de septiembre del año 2013, se anunció que se había adquirido un principio de acuerdo para comprar la licencia del equipo ciclista Euskaltel Euskadi, que pocas semanas antes había anunciado su desaparición al no haber podido encontrar un patrocinador que apoyara el proyecto. Tras el acuerdo y de cara a la temporada 2014, la sede del equipo ciclista se trasladaría de Euskadi a Asturias y contaría con el liderazgo sobre la carretera de Samuel Sánchez, corredor asturiano que defendió los colores del conjunto vasco durante toda su carrera deportiva. Con esta adquisición, Alonso buscaba seguir con los contratos de los corredores del equipo para 2014, y también fichar nuevos ciclistas de talla mundial, contrastando con lo que acostumbraba el equipo vasco, para poner la guinda al proyecto. Además, se habló sobre la posibilidad de fichar a Alberto Contador, amigo del propio Alonso. Finalmente, varias semanas de negociaciones, sin llegar a un acuerdo, terminaron con las conversaciones entre el equipo y el piloto, por lo que el proyecto no se llevó a cabo.

### Campus de karting y FA Kart
En junio de 2015 se inaugura el Museo y Circuito Fernando Alonso en Llanera (Asturias), con él, se da inicio también a un campus de karting propio para formar en el mundo del motor a los jóvenes de la zona que quieren ser pilotos. Paralelamente, Alonso saca su propia línea de karts, fabricados en Italia, el FA Kart.
Derivándose de estas creaciones, en 2016 da inicio el equipo de karting FA Racing Kart que empieza a competir con jóvenes promesas en campeonatos nacionales y europeos de karting. A finales de 2017, usó este equipo para competir junto a Pedro de la Rosa, David Vidales (subcampeón del mundo de karting en 2017), Ángel Burgueño y, su asistente personal, Alberto Fernández 'Galle' en las 24 horas de Dubái de karting, donde terminaron en décima posición global y 4.º en la categoría de la Copa de la Naciones. Tanto en el karting, como en los monoplazas los colores característicos de estos equipos son el rojo, amarillo y azul claro.

### FA Racing
A finales de 2016 se anuncia que para el año siguiente se crearía la escudería FA Racing, centrada en competir en el Campeonato de España de F4, con Xavier Lloveras y Guillem Pujeu como pilotos. Ese primer año también participarían en la SMP Fórmula 4. Lloveras, debido a desencuentros con la organización, dejaría el campeonato español, quedándose solo Pujeu, en un equipo llevado por su familia finalizando sexto en el campeonato de pilotos de 2017 y segundo a tan solo 8 puntos de ser campeón en 2018. En la temporada 2019 pasan de la escudería en sí, a pintar uno de los monoplazas de Drivex de sus colores, el elegido es el argentino Franco Colapinto, que consigue alzarse con el campeonato de pilotos. En 2020 el piloto FA de Drivex sería el danés Valdemar Eriksen, que sólo disputaría 5 de las 7 rondas del campeonato, logrando tan solo una victoria.
Para 2019 se anunció también la entrada de la escudería en la Eurocopa de Fórmula Renault con el apoyo de Drivex en la estructura. La ausencia de fondos los deja sin poder competir en las dos últimas citas del campeonato. Pero en 2020 reparecen en el campeonato con la ayuda técnica de Manor Motorsport. Los dos años siguientes completan las temporadas con MP Motorsport como socio, antes de desaparecer de cara a la temporada 2023.
FA Racing También entró en el mundo de los eSports de la mano de G2 Esports, aunque parece que el proyecto tuvo una vida muy corta.

### Kimoa
En 2017, Alonso fundó su propia marca de ropa y complementos llamada Kimoa, la cual ofrece camisas, trajes de baño, gafas de sol, gorras, entre otros. Fue patrocinador de McLaren en 2018, hasta el retiro del español de la Fórmula 1 a fin de año.

### A14 Management
En marzo de 2022 se anunció la agencia de representación de pilotos de Fernando Alonso para impulsar sus carreras desde el karting.
Miembros
| Pilotos            | Desde | Hasta | Categoría reciente                                                                                | Títulos                                                                            |
| ------------------ | ----- | ----- | ------------------------------------------------------------------------------------------------- | ---------------------------------------------------------------------------------- |
| Maximilian Günther | 2022  |       | Fórmula E                                                                                         | ninguno                                                                            |
| Clément Novalak    | 2022  |       | European Le Mans Series                                                                           | ninguno                                                                            |
| Nikola Tsolov      | 2022  |       | Campeonato de Fórmula 3 de la FIA                                                                 | Campeonato de España de F4 (2022)                                                  |
| Pepe Martí         | 2022  |       | Campeonato de Fórmula 2 de la FIA                                                                 | ninguno                                                                            |
| Gabriel Bortoleto  | 2022  |       | Fórmula 1                                                                                         | Campeonato de Fórmula 3 de la FIA (2023), Campeonato de Fórmula 2 de la FIA (2024) |
| Carl Bennett       | 2022  |       | Campeonato de España de F4, Campeonato de Estados Unidos de Fórmula 4                             | ninguno                                                                            |
| Cenyu Han          | 2022  | 2023  | Eurocup-3                                                                                         | ninguno                                                                            |
| Michael Costello   | 2023  |       | Campeonato de Estados Unidos de Fórmula 4                                                         | ninguno                                                                            |
| Chloe Chambers     | 2024  |       | F1 Academy                                                                                        | Novata del Año F1 Academy (2024)                                                   |
| Daniel Juncadella  | 2024  |       | Campeonato Mundial de Resistencia de la FIA, IMSA SportsCar Championship, European Le Mans Series | ninguno                                                                            |
| Diego Ruiloba      | 2024  |       | Súper Campeonato de España de Rally                                                               | ninguno                                                                            |
| Will Power         | 2025  |       | IndyCar Series, Campeonato Mundial de Resistencia de la FIA, IMSA SportsCar Championship          | ninguno                                                                            |
| Sebastián Montoya  | 2025  |       | Campeonato de Fórmula 2 de la FIA                                                                 | ninguno                                                                            |
| Fuente:            |       |       |                                                                                                   |                                                                                    |

## Premios y reconocimientos
Reconocimientos
- Festival de Italia: 1996.
- Marlboro Grand Prix: 1996.
- París-Berçi: 1998.
- Trofeo delle Industria (Italia): 1998.
- Open Ford: 1998.
- Carrera de Campeones: 2001.
- Gregor Grant Award: 2003.
- Trofeo Lorenzo Bandini: 2005.
- International Racing Driver Award: 2006.
- Trofeo DHL Vuelta Rápida: 2010.
- Mejor piloto elegido por los jefes de equipo: 2010 y 2012.
- Premio Internacional del Deporte de la Comunidad de Madrid 2011.[322]
- BBC Adelantamiento del Año: 2013.
- Premio Acción del Año de la FIA: 2021 y 2023.
- Premio Confartigianato Motori al Mejor Piloto del Año 2022.[323]
- Premio al adelantamiento del mes de marzo en 2023.
- Premio al adelantamiento del mes de abril en 2023.
- Premio al adelantamiento del mes de junio en 2023.
- El asteroide (73533) Alonso fue nombrado en su honor.[324]

Condecoraciones
| Distinción                                                     | Año  |
| -------------------------------------------------------------- | ---- |
| Medalla de Oro – Real Orden del Mérito Deportivo               | 2006 |
| Hijo Predilecto de Oviedo                                      | 2005 |
| Galardón                                                       | Año  |
| Premio Nacional del Deporte «Mejor deportista español del año» | 2005 |
| Premio Príncipe de Asturias de los Deportes                    | 2005 |

### Citas
1. ↑  «Fernando Alonso Díaz». ABC. 27 de julio de 2012. Archivado desde el original el 7 de octubre de 2016. Consultado el 23 de junio de 2022.
2. ↑  «Por qué a Fernando Alonso le llaman Nano: historia del apodo y todo lo que necesitas saber». DAZN. 1 de mayo de 2025.
3. ↑  «Por qué a Fernando Alonso le llaman Magic: historia del apodo y todo lo que necesitas saber». DAZN. 13 de mayo de 2025.
4. ↑  «¿De dónde viene la filosofía 'Samurái' de Fernando Alonso? El origen de una mentalidad única». La Sexta. 20 de septiembre de 2023.
5. ↑  «Las dos carreras 'perdidas' de Alonso». Marca. 5 de octubre de 2015. Consultado el 8 de junio de 2019.
6. ↑  «Títulos y estadísticas». Archivado desde el original el 31 de mayo de 2014. Consultado el 30 de mayo de 2014.
7. ↑  «Alonso ya forma parte del Salón de la Fama de la FIA». es.motorsport.com. 5 de diciembre de 2017. Consultado el 5 de noviembre de 2019.
8. ↑  «Fernando Alonso ya forma parte del Salón de la Fama de la FIA». autobild.es. 5 de diciembre de 2017. Consultado el 5 de noviembre de 2019.
9. ↑  «Alonso y otros 32 campeones, en el Salón de la Fama de la FIA». Diario AS. 5 de diciembre de 2017. Consultado el 5 de noviembre de 2019.
10. ↑  «La FIA inaugura su Salón de la Fama, campeones por doquier». soymotor.com. 5 de diciembre de 2017. Consultado el 5 de noviembre de 2019.
11. ↑  «Alonso hace historia en la FIA: el primero en repetir 'Hall of Fame'». Diario AS. 2 de diciembre de 2019. Consultado el 2 de diciembre de 2019.
12. ↑  «Fernando Alonso vuelve a entrar en el Hall of Fame de la FIA esta vez como campeón del WEC». Diario MARCA. 2 de diciembre de 2019. Consultado el 2 de diciembre de 2019.
13. ↑  Sanz, Miguel (25 de marzo de 2012). «Alonso, el quinto con más victorias de la historia». Marca. Consultado el 26 de marzo de 2012.
14. ↑  «'Magic' Alonso ya tiene más podios que Senna y es el tercero de la historia». Antena 3. Consultado el 24 de septiembre de 2012.
15. ↑  Alonso has led a total of 87 different GPs, he will very likely surpass for Verstappen in the ranking. (F1BigData)
16. ↑  Verstappen iguala el récord de Alonso en Spa-Francorchamps
17. ↑  LONGEST STREAKS DEFEATING HIS TEAMMATE IN THE RACE
18. ↑  «Alonso, uno de los cuatro pilotos en ganar a la primera». Motorfull.com. 14 de marzo de 2010. Archivado desde el original el 9 de mayo de 2021. Consultado el 18 de julio de 2012.
19. ↑  H/Creada:21-03-2020, Agencia EFE | J. A. | ESP Última actualización:21-03-2020 | 21:15 (21 de marzo de 2020). «formula 1: El emocionante mensaje de Fernando Alonso a su ídolo Ayrton Senna en f1». La Razón. Consultado el 25 de julio de 2020.
20. 1 2 3  «Al volante desde los tres añitos» (PDF). Mundo Deportivo: 6. 25 de agosto de 2003.
21. 1 2  «De plebeyo a rey». ESPN Deportes. 26 de septiembre de 2005.
22. ↑  «Genís Marcó, el valedor de Alonso en el karting y su segunda familia». Diario Sport. 17 de octubre de 2007. Consultado el 6 de noviembre de 2019.
23. ↑  «Coupe Des 5 Continents Junior CIK-FIA 1996 Final Ranking» (en francés). Archivado desde el original el 10 de diciembre de 2003.
24. 1 2  Raymond Blancafort (11 de septiembre de 2005). «Spa, el lugar donde empezó todo» (PDF). Mundo Deportivo: 35.
25. ↑  «Renault confirma a Alonso como piloto de pruebas» (PDF). Mundo Deportivo: 62. 3 de noviembre de 2001.
26. ↑  Ventura, Xavier (2 de febrero de 2003). «La apuesta española» (PDF). La Vanguardia: 64.
27. ↑  «Alonso impresses in Jaguar test». BBC (en inglés). 30 de mayo de 2002. Consultado el 14 de enero de 2021.
28. ↑  Miquel, Carlos (24 de marzo de 2003). «AlonSenna». AS.
29. ↑  «GP de Canadá 2005». A todo motor.com. 12 de junio de 2005. Consultado el 14 de julio de 2012.
30. ↑  «GP de Estados Unidos 2005». A todo motor.com. 19 de junio de 2005. Consultado el 14 de julio de 2012.
31. ↑  «GP de Hungría 2005». A todo motor.com. 31 de julio de 2005. Consultado el 14 de julio de 2012.
32. ↑  «Entrevista a Melendi en el programa El hormiguero». 18 de enero de 2008. Consultado el 17 de febrero de 2008.
33. ↑  «¡Genial Alonso campeón a los 24 años!» (PDF). Mundo Deportivo: 1. 26 de septiembre de 2005.
34. ↑  Esteban Viso (18 de octubre de 2005). «Alonso ganaría con el sistema antiguo». Motorpasionf1.com. Consultado el 6 de marzo de 2009.
35. ↑  «Fernando Alonso. Acta del jurado». Fundación Príncipe de Asturias. 6 de septiembre de 2005. Archivado desde el original el 1 de julio de 2012. Consultado el 12 de julio de 2012.
36. ↑  Moffitt, Alastair (20 de diciembre de 2005). «Alonso to make shock switch from Renault to McLaren». The Independent (en inglés).
37. ↑  Raymond Blancafort (20 de diciembre de 2005). «Fichaje bomba» (PDF). Mundo Deportivo: 32.
38. ↑  Raymond Blancafort (20 de diciembre de 2005). «Fichaje bomba» (PDF). Mundo Deportivo: 33.
39. ↑  «Alonso, sancionado con 2 s para los entrenamientos oficiales del GP de Hungría». Cadena SER. 4 de agosto de 2006. Consultado el 24 de julio de 2007.
40. ↑  Miquel, Carlos (9 de octubre de 2006). «A un punto de la gloria». AS.
41. 1 2  Miquel, Carlos (23 de octubre de 2006). «Alonso se convierte en leyenda de la F-1». AS.
42. ↑  «Alonso, relegado al sexto puesto en Hungría». El Mundo. 5 de agosto de 2007.
43. ↑  «La FIA castiga a Alonso y le condena a salir sexto». Diario AS. 5 de agosto de 2007. Consultado el 30 de octubre de 2019.
44. ↑  «Memorias de Hungría 2007: la clasificación que cambió todo». motor.es. 23 de julio de 2015. Consultado el 30 de octubre de 2019.
45. ↑  Serras, Manel (2 de noviembre de 2007). «Alonso rescinde su contrato con McLaren». El País.
46. 1 2  «Alonso vuelve a Renault». El País. 10 de diciembre de 2007.
47. ↑  «La prensa no coincide con la duración del contrato de Alonso». TheF1.com. 11 de diciembre de 2007. Archivado desde el original el 3 de octubre de 2008.
48. ↑  Pablo González Martin (3 de abril de 2009). «Fernando Alonso puede salir de Renault al final de 2008».
49. ↑  Raymond Blancafort (13 de febrero de 2008). «Matrimonio con reservas» (PDF). Mundo Deportivo: 38.
50. ↑  Guisasola, Carlos (28 de septiembre de 2008). «Alonso obra el milagro en Singapur». El Mundo.
51. ↑  «Un espectacular Fernando Alonso logra la victoria en el Gran Premio de Japón». 20 minutos. 12 de octubre de 2008.
52. ↑  Faes, Á. (6 de noviembre de 2008). «Alonso renueva por Renault, pero mira de reojo a Ferrari». La Nueva España.
53. ↑  Miquel, Carlos (25 de agosto de 2009). «El R29 no evolucionará más, pero opta al podio». AS.
54. ↑  Franco, Manuel (25 de septiembre de 2007). «Alonso ya tiene una oferta de Ferrari». AS.
55. ↑  «Montezemolo descarta a Alonso» (PDF). Mundo Deportivo: 50. 23 de abril de 2008.
56. ↑  Miquel, Carlos (26 de agosto de 2008). «Alonso y Ferrari: seguro en 2010, posible en 2009». AS.
57. ↑  Maroto, Joaquín (26 de noviembre de 2008). «El Santander presiona por Alonso en Ferrari». AS.
58. ↑  Miquel, Carlos (29 de diciembre de 2008). «Alonso correrá con Ferrari a partir de 2011». AS.
59. ↑  «Alonso to replace Raikkonen at Ferrari in 2010» (en inglés). Fórmula 1. 30 de septiembre de 2009. Archivado desde el original el 13 de abril de 2015. Consultado el 30 de septiembre de 2009.
60. ↑  Ferrari.com (30 de septiembre de 2009).  Ferrari, ed. «Comunicato stampa» (en italiano). Archivado desde el original el 23 de diciembre de 2009. Consultado el 22 de enero de 2012.
61. ↑  Raymond Blancafort (1 de octubre de 2009). «Alonso rosso» (PDF). Mundo Deportivo: 32.
62. ↑  Raymond Blancafort (1 de octubre de 2009). «Alonso rosso» (PDF). Mundo Deportivo: 33.
63. ↑  Raymond Blancafort (1 de octubre de 2009). «La leyenda del 'cavallino'» (PDF). Mundo Deportivo: 34.
64. ↑  Raymond Blancafort (1 de octubre de 2009). «El heredero equivocado» (PDF). Mundo Deportivo: 35.
65. ↑  Miquel, Carlos (1 de octubre de 2009). «Alonso "Me siento muy feliz de estar en Ferrari"». AS.
66. ↑  Straw, Edd. «F1 news: Drivers vote Senna the greatest ever». Autosport (en inglés). Consultado el 9 de marzo de 2016.
67. ↑  Puigdemont, Oriol (3 de febrero de 2010). «Estreno de lujo de Alonso». El País. Consultado el 12 de octubre de 2011.
68. ↑  Puigdemont, Oriol (14 de marzo de 2010). «Ferrari resucita a Alonso». El País. Consultado el 14 de marzo de 2010.
69. ↑  Franco, Manuel (28 de marzo de 2010). «Victoria de Button y espectáculo de Alonso en Australia». AS. Consultado el 12 de octubre de 2011.
70. ↑  Yunta, E. (25 de julio de 2010). «Sanción a Ferrari». ABC. Consultado el 25 de julio de 2010.
71. ↑  Miguel Martínez (15 de noviembre de 2010). «Ferrari patina y da el título a Vettel». El Periódico de Catalunya. Consultado el 15 de noviembre de 2010.
72. ↑  «Alonso renueva con Ferrari». Radiotelevisión española. 19 de mayo de 2011.
73. ↑  «2012 FORMULA 1 PETRONAS MALAYSIA GRAND PRIX» (en inglés). Fórmula 1. 25 de marzo de 2012.
74. ↑  «Race - Alonso holds off stellar Perez for Sepang victory» (en inglés). Fórmula 1. 25 de marzo de 2012. Archivado desde el original el 13 de abril de 2015.
75. ↑  Sánchez, David (24 de junio de 2012). «Alonso se ríe de los imposibles». SportYou.
76. ↑  Padilla, David (2 de septiembre de 2012). «Fin a una racha de 23 carreras consecutivas en los puntos». Marca. Consultado el 9 de septiembre de 2012.
77. ↑  Agencia EFE (19 de noviembre de 2013). «Ferrari considera "un gran logro" el subcampeonato de Fernando Alonso». Cadena SER.
78. ↑  «Mercedes descubre el secreto de su éxito». Sport. 10 de diciembre de 2014.
79. ↑  Europa Press (20 de noviembre de 2014). «Ferrari confirma la marcha de Fernando Alonso». La Vanguardia.
80. ↑  García, Miguel Ángel; Canseco, Marco (11 de diciembre de 2014). «Fernando Alonso y McLaren vuelven a unirse». Marca. Consultado el 11 de diciembre de 2014.
81. ↑  Agencia EFE (3 de marzo de 2015). «Fernando Alonso no correrá en Australia por recomendación médica». Superdeporte. Consultado el 3 de marzo de 2015.
82. ↑  Franco, Manuel (9 de junio de 2015). «Fernando Alonso está a 70 caballos de Ferrari y Mercedes». AS. Consultado el 10 de junio de 2015.
83. ↑  «Fernando Alonso: "¡Me pasan en las rectas como si fuera un GP2, es vergonzoso!"». Diario MARCA. 27 de septiembre de 2015. Consultado el 30 de octubre de 2019.
84. ↑  «Alonso, frustrado en casa de Honda: "Es un motor de GP2"». soymotor.com. 27 de septiembre de 2015. Consultado el 30 de octubre de 2019.
85. ↑  «¿Alonso critica a Honda para forzar el despido de Arai?». soymotor.com. 6 de octubre de 2015. Consultado el 30 de octubre de 2019.
86. ↑  «Alonso y Button suben al podio... para hacerse una foto de recuerdo». soymotor.com. 14 de noviembre de 2015. Consultado el 30 de octubre de 2019.
87. ↑  «Alonso y Button provocan risas al "subirse" en el podio». es.motorsport.com. 14 de noviembre de 2015. Consultado el 30 de octubre de 2019.
88. ↑  «Alonso y Button en el podio: la brillante caricatura de toda una temporada». El Confidencial. 15 de noviembre de 2015. Consultado el 30 de octubre de 2019.
89. ↑  «Fernando Alonso abandona la calificación por avería y se sienta a tomar el sol». Diario MARCA. 14 de noviembre de 2015. Consultado el 30 de octubre de 2019.
90. ↑  «Yasuhisa Arai deja de ser responsable de Honda F1». motor.es. 23 de febrero de 2016.
91. ↑  «Alonso sigue lejos, pero McLaren Honda ya es fiable». Diario MARCA. 3 de marzo de 2016. Consultado el 30 de octubre de 2019.
92. ↑  «GP Australia- Entrenamientos libres- Declaraciones de Fernando Alonso: “Me siento cómodo”». autopista.es. 18 de marzo de 2016.
93. ↑  «Espectacular accidente de Fernando Alonso en Australia». Marca. 20 de marzo de 2016.
94. ↑  Canseco, Marco (31 de marzo de 2016). «Fernando Alonso no correrá en el GP de Bahréin». Marca. Consultado el 3 de junio de 2019.
95. ↑  Benson, Andrew (12 de abril de 2017). «Fernando Alonso: McLaren driver to miss Monaco Grand Prix for Indianapolis 500». BBC Sport. Consultado el 12 de abril de 2017.
96. ↑  «Alonso tras el test de Bahrein: "Los LMP1 son increíbles de pilotar"». motor.es. 19 de noviembre de 2017. Consultado el 14 de mayo de 2020.
97. ↑  SER, Cadena (29 de abril de 2018). «La agónica entrada en boxes de Fernando Alonso, llegó a dos ruedas». Cadena SER. Consultado el 15 de enero de 2020.
98. ↑  «Azerbaiyán 2018 - Vuelta por vuelta • STATS F1». www.statsf1.com. Consultado el 15 de enero de 2020.
99. ↑  Ruiz, José Luis (14 de agosto de 2018). «Fernando Alonso anuncia que no correrá en F1 en 2019». Marca. Consultado el 14 de agosto de 2018.
100. ↑  «Alonso prueba el IndyCar pensando en las 500 millas». ABC. Consultado el 10 de septiembre de 2018.
101. ↑  «Así ha sido el estreno de Fernando Alonso con un coche de la NASCAR». El Confidencial. 26 de noviembre de 2018. Consultado el 29 de marzo de 2019.
102. ↑  «Alonso prueba el NASCAR de Johnson y sorprende por su velocidad». autobild.es. 26 de noviembre de 2018. Consultado el 29 de marzo de 2019.
103. ↑  «"Fue superdivertido, pero…". El rechazo de Alonso a competir en la Nascar en 2019». El Confidencial. 26 de noviembre de 2018. Consultado el 29 de marzo de 2019.
104. ↑  «Alonso planea un 2019 con "más carreras icónicas" además de Le Mans e Indianápolis». soymotor.com. 17 de noviembre de 2018. Consultado el 27 de mayo de 2019.
105. ↑  «Alonso gana en Daytona: "Esta victoria ocupa un lugar muy alto"». soymotor.com. 27 de enero de 2019. Consultado el 9 de noviembre de 2019.
106. ↑  «Fernando Alonso gana las 24 Horas de Daytona y amplía su leyenda». autobild.es. 27 de enero de 2019. Consultado el 9 de noviembre de 2019.
107. ↑  «Fernando Alonso, un huracán en Daytona». El País. 28 de enero de 2019. Consultado el 9 de noviembre de 2019.
108. ↑  «¡Alonso puede ir a por dos Triples Coronas distintas!». Mundo Deportivo. 27 de enero de 2019. Consultado el 9 de noviembre de 2019.
109. ↑  «Alonso: primer campeón de F1 que gana las 24H de Daytona». Diario AS. 27 de enero de 2019. Consultado el 9 de noviembre de 2019.
110. ↑  «Fernando Alonso, primer campeón de F1 en ganar las 24H de Daytona». Diario MARCA. 28 de enero de 2019. Consultado el 9 de noviembre de 2019.
111. ↑  «Fernando Alonso se proclama campeón de 1000 millas de Sebring». AS.com. 16 de marzo de 2019. Consultado el 25 de mayo de 2019.
112. ↑  «Alonso también gana en Sebring». Diario AS. 16 de marzo de 2019. Consultado el 11 de noviembre de 2019.
113. ↑  «Fernando Alonso gana las 1.000 Millas de Sebring y da un gran paso hacia el Mundial». Diario MARCA. 16 de marzo de 2019. Consultado el 11 de noviembre de 2019.
114. ↑  «Fernando Alonso gana en Sebring y ya piensa en Indianápolis». Cadena SER. 16 de marzo de 2019. Consultado el 11 de noviembre de 2019.
115. ↑  «Fernando Alonso logra una la pole de récord para Toyota en las 1.000 Millas de Sebring». Diario MARCA. 15 de marzo de 2019. Consultado el 11 de noviembre de 2019.
116. ↑  «Seis Horas de Spa 2019: Así levantó Fernando Alonso el trofeo de campeón». Video Eurosport Espana. Consultado el 25 de mayo de 2019.
117. ↑  «Oficial: Fernando Alonso no seguirá con Toyota en el WEC». motorsport.com. 1 de mayo de 2019. Consultado el 5 de junio de 2019.
118. ↑  «Alonso prueba el Toyota del Dakar en Sudáfrica». es.motorsport.com. 27 de marzo de 2019. Consultado el 6 de noviembre de 2019.
119. ↑  «Indy 500: Fernando Alonso no se clasifica, desastre de McLaren». Autobild.es. 19 de mayo de 2019. Consultado el 5 de junio de 2019.
120. ↑  «Fernando Alonso no planea volver a la F1 y anuncia que hará 8 carreras más este año». Marca. 5 de junio de 2019. Consultado el 5 de junio de 2019.
121. ↑  «Alonso aparca la F1, pero medita correr en 8 carreras tras Le Mans». soymotor.com. 5 de junio de 2019. Consultado el 5 de junio de 2019.
122. ↑  «Alonso da pistas sobre su futuro más inmediato en Instagram». autobild.es. 5 de junio de 2019. Consultado el 5 de junio de 2019.
123. ↑  «Alonso y Ferrari: "Sé lo que haré en 2020, pero no puedo decirlo"». Diario AS. 13 de junio de 2019. Consultado el 13 de junio de 2019.
124. ↑  «Fernando Alonso gana en Le Mans y es campeón del mundo del WEC». Diario AS. 16 de junio de 2019. Consultado el 17 de junio de 2019.
125. ↑  «Fernando Alonso gana el Mundial con un inesperado triunfo en Le Mans». Marca. 16 de junio de 2019. Consultado el 17 de junio de 2019.
126. ↑  «El Toyota 8 gana Le Mans con drama; Alonso, nuevo campeón del WEC». soymotor.com. 16 de junio de 2019. Consultado el 17 de junio de 2019.
127. ↑  «Alonso, campeón del mundo ganando otra vez en Le Mans». motorsport.com. 16 de junio de 2019. Consultado el 17 de junio de 2019.
128. ↑  «Alonso: “Perdí títulos de F1 por mala suerte y en Le Mans ha sido al revés”». autobild.es. 16 de junio de 2019. Consultado el 17 de junio de 2019.
129. ↑  «Alonso: "Hay veces que todo sale de cara y hay que aprovecharlo"». motorsport.com. 17 de junio de 2019. Consultado el 17 de junio de 2019.
130. ↑  «The 80-year-old record Fernando Alonso could break at Le Mans». crash.net (en inglés). 12 de junio de 2019. Consultado el 17 de junio de 2019.
131. ↑  «Único piloto en ganar dos veces consecutivas desde 1929». Diario AS. 17 de junio de 2019. Consultado el 17 de junio de 2019.
132. ↑  «Fernando Alonso volverá a estar presente en la gala de la FIA». Marca. 17 de junio de 2019. Consultado el 17 de junio de 2019.
133. ↑  «Alonso y Toyota comienzan la preparación del Dakar 2020». es.motorsport.com. 20 de agosto de 2019. Consultado el 6 de noviembre de 2019.
134. ↑  «Fernando Alonso completa casi mil kilómetros de test en Namibia al volante del Toyota Hilux». diariomotor.com. 23 de agosto de 2019. Consultado el 6 de noviembre de 2019.
135. ↑  «Fernando Alonso podría tener a Marc Coma de copiloto en el Dakar». autobild.es. 19 de agosto de 2019. Consultado el 6 de noviembre de 2019.
136. ↑  «Alonso suma otros 700 km con Toyota en Polonia». es.motorsport.com. 4 de septiembre de 2019. Consultado el 6 de noviembre de 2019.
137. ↑  «Marc Coma, copiloto de Alonso para el reto del Dakar». es.motorsport.com. 13 de septiembre de 2019. Consultado el 6 de noviembre de 2019.
138. ↑  «SACCS 2019 Lichtenburg 400 • SACCS». SACCS (en en-ZA). Consultado el 6 de noviembre de 2019.
139. ↑  «Alonso volverá a pilotar el Toyota del Dakar mañana». soymotor.com. 12 de septiembre de 2019. Consultado el 6 de noviembre de 2019.
140. ↑  «Alonso se estrena en los raids con buen pie». es.motorsport.com. 13 de septiembre de 2019. Consultado el 6 de noviembre de 2019.
141. ↑  «Alonso y Coma completan su positivo primer raid lastrado por un vuelco». es.motorsport.com. 14 de septiembre de 2019. Consultado el 6 de noviembre de 2019.
142. ↑  «Alonso: "Vuelco, tragar polvo, pinchazo... ¡Mil y una cosas!"». Diario AS. 14 de septiembre de 2019. Consultado el 6 de noviembre de 2019.
143. ↑  «Lichtenburg 400. NATIONAL Overall Classification.» (PDF).
144. ↑  «Alonso y el Dakar 2020, más deberes y un nuevo examen». es.motorsport.com. 17 de septiembre de 2019. Consultado el 6 de noviembre de 2019.
145. ↑  «Fernando Alonso: aprobado... y raspado». Marca. 10 de octubre de 2019. Consultado el 28 de octubre de 2019.
146. ↑  «Ocho horas de reparación y 70 de sanción para Alonso en Marruecos». es.motorsport.com. 8 de octubre de 2019. Consultado el 6 de noviembre de 2019.
147. ↑  «De Villiers y Haro ganan en Marruecos; Sainz, acaba remolcado». es.motorsport.com. 9 de octubre de 2019. Consultado el 6 de noviembre de 2019.
148. ↑  «Oficial: Fernando Alonso disputará el Dakar 2020 con Toyota». Marca. 24 de octubre de 2019. Consultado el 28 de octubre de 2019.
 • «Alonso: "Es el desafío más duro de mi carrera"». Marca. 24 de octubre de 2019. Consultado el 28 de octubre de 2019.
• «Fernando Alonso hará una preparación intensiva para el Dakar». Marca. 24 de octubre de 2019. Consultado el 28 de octubre de 2019.
• «Oficial: Fernando Alonso correrá el Dakar 2020 con Toyota». autobild.es. 24 de octubre de 2019. Consultado el 28 de octubre de 2019.
• «Oficial: Alonso irá al Dakar». Diario AS. 24 de octubre de 2019. Consultado el 28 de octubre de 2019.
• «Fernando Alonso: "¿Ganar el rally Dakar? Tengo un 1% de posibilidades"». Diario El Mundo. 24 de octubre de 2019. Consultado el 11 de noviembre de 2019.
• «Alonso afronta su mayor reto: correrá el Dakar 2020». es.motorsport.com. 24 de octubre de 2019. Consultado el 6 de noviembre de 2019.
• «Alonso y el Dakar: 'buscando los límites para mejorar'». es.motorsport.com. 24 de octubre de 2019. Consultado el 9 de noviembre de 2019.
• «Fernando Alonso se lanza al desierto». El País. 24 de octubre de 2019. Consultado el 16 de noviembre de 2019.
• «El plan secreto que lleva a Fernando Alonso al Dakar». Diario ABC. 25 de octubre de 2019. Consultado el 28 de octubre de 2019.
• «Alonso se pone el turbante». El Independiente. 27 de octubre de 2019. Consultado el 28 de octubre de 2019.
149. ↑  «500 km más de entrenamiento para Alonso en España antes del rally Ula». es.motorsport.com. 28 de octubre de 2019. Consultado el 6 de noviembre de 2019.
150. ↑  «Fernando Alonso y Marc Coma, ensayo general para el Dakar en el Ula-Neom Rally». Diario MARCA. 5 de noviembre de 2019. Consultado el 6 de noviembre de 2019.
151. ↑  «Alonso, Arabia Saudí y su último rally antes del Dakar». es.motorsport.com. 5 de noviembre de 2019. Consultado el 6 de noviembre de 2019.
152. ↑  «Alonso se estrena entre los favoritos en 'territorio Dakar'». Diario AS. 6 de noviembre de 2019. Consultado el 6 de noviembre de 2019.
153. ↑  «Alonso acaba cuarto la primera etapa del Rally Ula Neom». es.motorsport.com. 6 de noviembre de 2019. Consultado el 6 de noviembre de 2019.
154. ↑  «Alonso encuentra el camino». Diario MARCA. 6 de noviembre de 2019. Consultado el 7 de noviembre de 2019.
155. ↑  «Alonso se abona al 4º puesto en el Rally Ula Neom». es.motorsport.com. 7 de noviembre de 2019. Consultado el 7 de noviembre de 2019.
156. ↑  «Fernando Alonso, cuarto en la segunda etapa del Rally Ula Neom». Mundo Deportivo. 7 de noviembre de 2019. Consultado el 7 de noviembre de 2019.
157. ↑  «Fernando Alonso se abona al cuarto puesto en el Ula-Neom Rally». Diario MARCA. 7 de noviembre de 2019. Consultado el 7 de noviembre de 2019.
158. ↑  «Alonso aguanta el tirón para afianzar el cuarto puesto». Diario AS. 7 de noviembre de 2019. Consultado el 7 de noviembre de 2019.
159. ↑  «Alonso, en puestos de podio por la retirada de uno de sus rivales». Diario AS. 8 de noviembre de 2019. Consultado el 8 de noviembre de 2019.
160. ↑  «Alonso sube el listón y acaba 3º la penúltima etapa del Rally Ula Neom». es.motorsport.com. 8 de noviembre de 2019. Consultado el 8 de noviembre de 2019.
161. ↑  «Fernando Alonso acaricia el podio en el Ula-Neom Rally». Diario MARCA. 8 de noviembre de 2019. Consultado el 8 de noviembre de 2019.
162. ↑  «Alonso firma su mejor etapa en Arabia Saudí». Mundo Deportivo. 8 de noviembre de 2019. Consultado el 8 de noviembre de 2019.
163. ↑  «La primera vez de Alonso en Arabia termina con un podio». Diario AS. 9 de noviembre de 2019. Consultado el 9 de noviembre de 2019.
164. ↑  «Alonso logra su primer podio en raids en Arabia Saudí». es.motorsport.com. 9 de noviembre de 2019. Consultado el 9 de noviembre de 2019.
165. ↑  «Fernando Alonso, tercero en el Ula-Neom, sube al podio por primera vez como piloto de rallies». Diario MARCA. 9 de noviembre de 2019. Consultado el 9 de noviembre de 2019.
166. ↑  «Fernando Alonso termina tercero el test previo al Dakar». El País. 9 de noviembre de 2019. Consultado el 9 de noviembre de 2019.
167. ↑  «Fernando Alonso: "No puedo estar más feliz, me llevo el podio a casa con orgullo"». Diario MARCA. 9 de noviembre de 2019. Consultado el 9 de noviembre de 2019.
168. ↑  «Alonso: "Mi primer podio; nos da confianza de cara al Dakar"». Diario AS. 9 de noviembre de 2019. Consultado el 10 de noviembre de 2019.
169. ↑  «Fernando Alonso, con los deberes hechos para el Dakar». Diario MARCA. 10 de noviembre de 2019. Consultado el 11 de noviembre de 2019.
170. ↑  «El Toyota Corolla del Super TC2000, el próximo coche que probará Fernando Alonso». Diario MARCA. 7 de noviembre de 2019. Consultado el 7 de noviembre de 2019.
 • «Alonso ya está en Argentina para probar el Toyota Corolla del Super TC2000». soymotor.com. 11 de noviembre de 2019. Consultado el 12 de noviembre de 2019.
• «El 'doblete' de Alonso en Argentina: exhibición con la Hilux y prueba del Corolla STC2000». Diario MARCA. 11 de noviembre de 2019. Consultado el 12 de noviembre de 2019.
• «Alonso pilotó un Toyota de STC2000 en Buenos Aires». es.motorsport.com. 12 de noviembre de 2019. Consultado el 12 de noviembre de 2019.
• «Fernando Alonso despliega su magia con el Corolla en Argentina». soymotor.com. 12 de noviembre de 2019. Consultado el 12 de noviembre de 2019.
• «Alonso: "Mentiría si dijera que estoy al cien por cien preparado para el Dakar"». Diario MARCA. 11 de noviembre de 2019. Consultado el 12 de noviembre de 2019.
• «Alonso: "Mentiría si dijera que estoy al nivel de Peterhansel, Sainz o Al Attiyah"». Diario AS. 11 de noviembre de 2019. Consultado el 12 de noviembre de 2019.
• «Alonso: "No estoy al 100% para el Dakar"». soymotor.com. 11 de noviembre de 2019. Consultado el 12 de noviembre de 2019.
171. ↑  «El último test de Alonso previo al Dakar: Abu Dhabi y muchas dunas». es.motorsport.com. 28 de noviembre de 2019. Consultado el 2 de diciembre de 2019.
172. ↑  «Alonso, ¿un año casi redondo?». soymotor.com. 11 de noviembre de 2019. Consultado el 12 de noviembre de 2019.
173. ↑  «Alonso, listo para el Dakar: 600 km en Abu Dhabi y algún susto». es.motorsport.com. Consultado el 11 de diciembre de 2019.
174. ↑  «Fernando Alonso en el Dakar».
175. ↑  «Dakar: De los circuitos de F1 al polvo del desierto». soymotor.com. 29 de diciembre de 2017. Consultado el 11 de noviembre de 2019.
 • «El reto de Alonso: otros pilotos de F1 que probaron el Dakar». Diario AS. 19 de agosto de 2019. Consultado el 11 de noviembre de 2019.
• «Fernando Alonso, el primer campeón del mundo de F1 que se atreve con el Dakar». Marca. 20 de agosto de 2019. Consultado el 11 de noviembre de 2019.
• «El reto de Alonso: Solo dos ex pilotos de F1 han ganado el Dakar». autobild.es. 21 de agosto de 2019. Consultado el 11 de noviembre de 2019.
• «Descubre los pilotos de F1 que probaron en el Dakar». Diario AS. 24 de octubre de 2019. Consultado el 11 de noviembre de 2019.
176. ↑  Ramírez, Luis (25 de febrero de 2020). «Alonso correrá con McLaren en Indy 500». es.motorsport.com. Consultado el 25 de febrero de 2020.
177. ↑  Slafer, Tomás (25 de febrero de 2020). «OFICIAL: Alonso correrá las 500 Millas de Indianápolis con McLaren». soymotor.com. Consultado el 25 de febrero de 2020.
178. ↑  «Takuma Sato triunfa en un mal día para Alonso y Palou». Diario AS. Consultado el 24 de agosto de 2020.
179. ↑  «Fernando Alonso explica el motivo de su 21º puesto en Indianápolis». autobild.es. Consultado el 24 de agosto de 2020.
180. ↑  «Fernando Alonso: "Había hecho la mitad de la remontada"». Diario AS. Consultado el 24 de agosto de 2020.
181. ↑  «Oficial: Alonso ficha por Renault». AS. 8 de julio de 2020. Consultado el 8 de julio de 2020.
 • «Oficial: Fernando Alonso vuelve a la Fórmula 1 de la mano de Renault». MARCA. 8 de julio de 2020. Consultado el 8 de julio de 2020.
• «Oficial: ¡Fernando Alonso vuelve a la F1 en 2021 con Renault!». es.motorsport.com. 8 de julio de 2020. Consultado el 9 de julio de 2020.
• «Para qué regresa Fernando Alonso a la Fórmula 1». es.motorsport.com. 8 de julio de 2020. Consultado el 9 de julio de 2020.
• «"Tengo suerte de elegir cuándo me voy y también cuándo vuelvo"». AS. 9 de julio de 2020. Consultado el 9 de julio de 2020.
• «Cómo se gestó en silencio el regreso de Fernando Alonso». AS. 9 de julio de 2020. Consultado el 9 de julio de 2020.
• «Fernando Alonso: "Vuelvo más completo de lo que era antes"». MARCA. 9 de julio de 2020. Consultado el 9 de julio de 2020.
182. ↑  Nieto, José (6 de septiembre de 2020). «Fernando Alonso 'ficha' por Alpine F1 Team para 2021: Renault cambia de nombre y colores». ElEspañol.com. Consultado el 6 de septiembre de 2020.
183. ↑  «Alonso says ‘it’s like a new beginning’ as he gets first taste of 2020 Renault in Barcelona test». Fórmula 1 (en inglés). Formula One World Championship Limited. 13 de octubre de 2020. Consultado el 16 de diciembre de 2020.
184. ↑  «Fernando Alonso satisfecho con las pruebas en Bahrein». AutoMundo.com. 5 de noviembre de 2020. Consultado el 16 de diciembre de 2020.
185. ↑  «‘Incredibly motivated’ Alonso set for second test in 2018 Renault at Abu Dhabi». Fórmula 1 (en inglés). Formula One World Championship Limited. 13 de noviembre de 2020. Consultado el 16 de diciembre de 2020.
186. ↑  de Celis, Jose Carlos (13 de diciembre de 2020). «Alonso dio 'el último baile' con el Renault R25». es.motorsport.com. Motorsport Network. Consultado el 16 de diciembre de 2020.
187. ↑  Plaza, David (9 de diciembre de 2020). «Esta es la alineación de pilotos para el test de Abu Dhabi F1 2020». Motor.es. Consultado el 16 de diciembre de 2020.
188. ↑  «‘It ignited the competitive spirit’ says Alonso after posting fastest time in Abu Dhabi test». Fórmula 1 (en inglés). Formula One World Championship Limited. 15 de diciembre de 2020. Consultado el 16 de diciembre de 2020.
189. ↑  «Fernando Alonso, hospitalizado tras ser atropellado mientras entrenaba en bicicleta en Suiza». 20minutos. 11 de febrero de 2021. Consultado el 12 de febrero de 2021.
190. ↑  «Fernando Alonso estará ausente en presentación de Alpine». 26 de febrero de 2021. p. NoticiaF1.com.
191. ↑  «Fernando Alonso abandonó el GP de Baréin por una envoltura de sándwich». ESPN. 29 de marzo de 2021. Consultado el 11 de abril de 2024.
192. ↑  «La defensa de Fernando Alonso ante Hamilton, lo mejor de 2021». MARCA. 16 de diciembre de 2021. Consultado el 3 de mayo de 2024.
193. ↑  «Fernando Alonso prolonga su contrato con Alpine para 2022». ELMUNDO. 26 de agosto de 2021. Consultado el 3 de mayo de 2024.
194. ↑  «Alonso, tras su primer toque en Turquía: "¡Qué estúpido es Gasly!"». La Vanguardia. 10 de octubre de 2021. Consultado el 3 de mayo de 2024.
195. ↑  Balseiro, Jesús (21 de noviembre de 2021). «¡Alonso vuelve al podio!». Diario AS. Consultado el 3 de mayo de 2024.
196. ↑  Gorka Saez de Asteasu (12 de marzo de 2022). «Alonso: "Vamos a llegar mucho más preparados de lo que pensaba"». Soymotor.com. Consultado el 7 de mayo de 2024.
197. ↑  «Fernando Alonso: "Nos hizo perder tiempo la pelea con Ocon"». Marca. 27 de marzo de 2022. Consultado el 26 de mayo de 2024.
198. ↑  Rubén Carballo Rosa (10 de abril de 2022). «Alonso. 17º en Australia, se queda “sin palabras” ante otra carrera desafortunada en 2022». Car and Driver. Consultado el 28 de mayo de 2024.
199. ↑  «Fernando Alonso, 11º con doble sanción: "Fui siempre con el pie cambiado"». MARCA. 8 de mayo de 2022. Consultado el 28 de mayo de 2024.
200. ↑  Rubén Canales Bermúdez (19 de junio de 2022). «Fernando Alonso es sancionado con 5 segundos y termina noveno en el Gran Premio de Canadá». Car and Driver. Consultado el 31 de mayo de 2024.
201. ↑  Juanjo Sáez (26 de julio de 2022). «Vídeo: El mensaje de radio de Alonso que sorprendió a Alpine». Motorsport.com. Consultado el 31 de mayo de 2024.
202. ↑  Mario Galán (2 de octubre de 2022). «Alonso: "Perder 60 puntos en un campeonato es inaceptable"». Motorsport.com. Consultado el 3 de junio de 2024.
203. ↑  Federico Faturos (23 de octubre de 2022). «Alonso pierde los puntos tras una sanción tardía en Estados Unidos». Motorsport.com. Consultado el 3 de junio de 2024.
204. ↑  «Alonso’s US Grand Prix penalty overturned after Alpine appeal». Fórmula 1. 28 de octubre de 2022. Consultado el 3 de junio de 2024.
205. ↑  Jose Carlos de Celis (1 de agosto de 2022). «¡Fernando Alonso deja Alpine y firma con Aston Martin!». Motorsport.com. Consultado el 1 de agosto de 2022.
206. ↑  Fabio Marchi (14 de febrero de 2023). «Alonso claro y realista sobre las opciones de Aston Martin en 2023». Mundo Deportivo. Consultado el 5 de junio de 2023.
207. ↑  Juan Vallaure (3 de mayo de 2023). «Fernando Alonso celebra su podio 99: «Es un sueño cumplido»». El Debate. Consultado el 5 de junio de 2023.
208. ↑  Miguel A. Herguedas (11 de abril de 2024). «Fernando Alonso renueva con Aston Martin hasta 2026: "Es muy difícil pensar en mi vida sin un volante"». El Mundo. Consultado el 3 de junio de 2024.
209. ↑  «Alonso, realista: 'Nos faltan 3 o 4 décimas; toca mejorar'». Sport. 2 de marzo de 2024. Consultado el 17 de junio de 2024.
210. ↑  G.Saez; E.Civera. «Sanción para Alonso: 20 segundos por posible conducción temeraria». Soy Motor. Consultado el 17 de junio de 2024.
211. ↑  Jose Carlos de Celis (21 de abril de 2024). «Alonso disfrutó en China F1 logrando "Cosas totalmente impensables"». Motorsport.com. Consultado el 17 de junio de 2024.
212. ↑  «Emilio Botín y Fernando Alonso, en la 'lista Falciani' del HSBC suizo».
213. ↑  «La ficha de Fernando Alonso en el HSBC: 'Contactar con el padre en Oviedo por DHL'».
214. ↑  «Emilio Botín y Fernando Alonso, en la «lista Falciani» del HSBC».
215. ↑  «Emilio Botín y Fernando Alonso destacan entre los casi 2.700 españoles implicados en la lista Falciani».
216. ↑  «La investigación de la ‘lista Falciani’ destapa un fraude masivo».
217. ↑  «Fernando Alonso, el más rápido abriendo una cuenta en Suiza… y anunciando demandas».
218. ↑  «Fernando Alonso demanda a varios medios por aparecer en la lista Falciani».
219. ↑  «Alonso demandará a los que le han asociado con la 'Lista Falciani'».
220. ↑  «El juez desestima la demanda de Alonso contra El Confidencial por la Lista Falciani».
221. ↑  «Fernando Alonso denunciado por agresión a un fotógrafo».
222. ↑  «Un fotógrafo denuncia a Fernando Alonso por agresión».
223. ↑  «Un fotógrafo denuncia a Fernando Alonso por agresiones».
224. ↑  «Un fotógrafo denuncia a Alonso por agresión».
225. ↑  «https://www.farodevigo.es/deportes/2013/05/09/fotografo-denuncia-fernando-alonso-agresion-17457041.html».
226. ↑  «Alonso fue denunciado por agresión».
227. ↑  «Problemas con la prensa: un fotógrafo denuncia a Fernando Alonso por agresión en Barcelona».
228. ↑  «Un fotógrafo denuncia a Fernando Alonso por agredirle a la salida de un hotel en Barcelona».
229. ↑  «Fernando Alonso, denunciado por agresión a un fotógrafo».
230. ↑  «Un fotógrafo acusa a Alonso de destrozar su equipo».
231. ↑  «“Alonso presiona para que nuestros hijos corran en el circuito donde murió un niño”».
232. ↑  «"Algunos padres denuncian presiones de Fernando Alonso para que el campeonato de España de karting se corra en su circuito"».
233. ↑  «Palo a Alonso» (PDF). Mundo Deportivo: 44. 5 de agosto de 2006.
234. ↑  «Alonso, penalizado, saldrá décimo en Monza | elmundo.es». www.elmundo.es. Consultado el 6 de mayo de 2018.
235. ↑  «Alonso: 'Ya no considero más la Fórmula 1 como un deporte' | elmundo.es». www.elmundo.es. Consultado el 6 de mayo de 2018.
236. ↑  «Memorias de Hungría 2007: la clasificación que cambió todo». Motor.es. 23 de julio de 2015. Consultado el 6 de mayo de 2018.
237. ↑  ELPAIS.com (4 de agosto de 2007). «Fernando Alonso, relegado a la sexta posición». El País. ISSN 1134-6582. Consultado el 6 de mayo de 2018.
238. ↑  «Alonso y Ron Dennis, una relación complicada - Fórmula 1 2014 - F1». formula1.lne.es. Consultado el 6 de mayo de 2018.
239. ↑  «Alonso amenazó a Ron Dennis con desvelar pruebas del espionaje» (en inglés). Consultado el 6 de mayo de 2018.
240. ↑  «FIA publica e-mails entre Alonso y De la Rosa». GPUpdate. 14 de septiembre de 2007.
241. ↑  «El Crashgate en detalle: Capítulo 17.- La sanción a Alonso, Piquet y Symonds» (en inglés). Consultado el 6 de mayo de 2018.
242. ↑  Canseco, Marco (26 de julio de 2009). «La FIA sanciona a Renault con no correr el Gran Premio de Europa en Valencia». Marca.
243. ↑  «Alonso podrá correr en Valencia». La Sexta. 17 de agosto de 2009. Archivado desde el original el 16 de diciembre de 2014. Consultado el 28 de octubre de 2012.
244. ↑  Vidal, Jacobo (29 de junio de 2010). «Alonso se disculpa por su actitud en Valencia». F1 al día.
245. ↑  «La victoria de Fernando Alonso que le costó 100.000 dólares a Ferrari». El Confidencial. 18 de julio de 2018. Consultado el 3 de junio de 2019.
246. ↑  «Sebastian Vettel le quita el Mundial a Fernando Alonso en el GP de Abu Dhabi». 20 Minutos. 14 de noviembre de 2010. Consultado el 30 de octubre de 2019.
247. ↑  https://www.statsf1.com/es/fernando-alonso/coequipier.aspx
248. ↑  Tera, Sofía (1 de abril de 2019). «Turno para Alonso: Estas son las alineaciones de pilotos para los test postcarrera de Bahréin». Car and Driver. Consultado el 8 de abril de 2019.
249. ↑  «Full line-up: Every driver taking part in the Abu Dhabi post-season test». Fórmula 1 (en inglés). Formula One World Championship Limited. 15 de diciembre de 2020. Consultado el 15 de diciembre de 2020.
250. ↑  Sáez, Juanjo (21 de noviembre de 2022). «Test de F1 en Abu Dhabi: qué pilotos, a qué hora el martes, y más». es.motorsport.com. Motorsport Network. Consultado el 22 de noviembre de 2022.
251. ↑  «Fernando Alonso | Racing career profile | Driver Database». Driver Database (en inglés). Consultado el 8 de abril de 2019.
252. ↑  «Perfil de FERNANDO ALONSO - TOYOTA GAZOO RACING - Dakar 2020». Dakar. Consultado el 7 de enero de 2020.
253. ↑  «Fernando ALONSO • STATS F1». STATS F1. Consultado el 18 de junio de 2022.
254. ↑  «Fernando Alonso Indy 500 Race Stats». indianapolismotorspeedway.com (en en-EN). Archivado desde el original el 31 de julio de 2019. Consultado el 10 de noviembre de 2019.
255. ↑  «Fernando Alonso, elegido rookie del año en Indy 500 con polémica». Diario AS. 30 de mayo de 2017. Consultado el 15 de mayo de 2019.
256. ↑  «Oficial: Fernando Alonso correrá las 24 Horas de Daytona con Cadillac». Marca. 27 de noviembre de 2018. Consultado el 27 de noviembre de 2018.
257. ↑  «Season 2018 - 2019 results - FIA World Endurance LMP Drivers' Championship». Campeonato Mundial de Resistencia de la FIA. Consultado el 16 de junio de 2019.
258. ↑  «La 'Alonsomanía'».
259. ↑  «La F1 dispara los ingresos publicitarios de Telecinco: facturará 10 millones de euros más». 1 de junio de 2005. Archivado desde el original el 3 de febrero de 2007.
260. ↑  Miquel, Carlos (22 de agosto de 2007). «La 'Alonsomanía' nació con la primera victoria». AS.
261. ↑  «La Fórmula 1 pulveriza los audímetros en una jornada de gran consumo de televisión». El Mundo. 23 de octubre de 2006. Consultado el 12 de noviembre de 2019.
262. ↑  «Fernando Alonso volvió a batir el récord de audiencia de la Fórmula 1 en España». 20 Minutos. 23 de octubre de 2006. Consultado el 12 de noviembre de 2019.
263. ↑  «Los 9,3 millones del GP de Brasil, la mejor marca de la F-1». El País. 24 de octubre de 2006. Consultado el 12 de noviembre de 2019.
264. ↑  Telealonso: El Gran Premio de Brasil fue la segunda carrera más vista en la historia de la F-1 Archivado el 27 de marzo de 2019 en Wayback Machine. - José Javier Esparza, Diario de León, 23 de octubre de 2007
265. ↑  Fotografía, A. S. (3 de marzo de 2023). «¿Cómo que 33? La locura por Alonso se desata en las redes». Diario AS. Consultado el 29 de enero de 2025.
266. ↑  Kevin Hermann
Jose Carlos de Celis (30 de mayo de 2023). «Los datos demuestran que Alonso habría ganado en Mónaco con intermedios». Consultado el 29 de enero de 2024.
267. ↑  Press, Europa (4 de junio de 2023). «Cuarta mejor asistencia histórica a un GP España con 292.488 espectadores». Ultima Hora. Consultado el 29 de enero de 2025.
268. ↑  «Un acto que no pudo ser íntimo para Fernando Alonso». El Comercio. 15 de junio de 2013. Consultado el 3 de abril de 2023.
269. ↑  «Biografía de Fernando Alonso». Biografiasyvidas.com.
270. ↑  «Alonso y Raquel rompen su matrimonio.» Web Oficial Fernando Alonso.
271. ↑  «Dasha Kapustina, nueva vida sin Fernando Alonso». 27 de enero de 2015. Consultado el 12 de marzo de 2016.
272. ↑  «Fernando Alonso y Lara Álvarez rompen su relación». 12 de marzo de 2016. Consultado el 12 de marzo de 2016.
273. ↑  «Así es la espectacular novia italiana de Fernando Alonso». 10 de octubre de 2018. Consultado el 28 de enero de 2019.
274. ↑  País, El (16 de febrero de 2022). «Fernando Alonso y Linda Morselli han roto su relación tras cinco años juntos». El País. Consultado el 6 de octubre de 2022.
275. ↑  Alonso, Paula (3 de noviembre de 2022). «Así es Andrea Schlager, la periodista que ha conquistado a Fernando Alonso». superdeporte.es. Consultado el 18 de noviembre de 2022.
276. ↑  «Fernando Alonso confirma su ruptura con Andrea Schlager». 3 de abril de 2023.
277. ↑  «Fernando Alonso, piloto de Fórmula 1: «Juntos podemos cambiar la vida de muchos niños. Ése es el reto»». XLSemanal. Consultado el 12 de julio de 2012.
278. ↑  «Desde Alonso hasta Chaplin optan por Suiza».
279. ↑  País, El (26 de junio de 2015). «Fernando Alonso inaugura un circuito y un museo con su nombre en Llanera». El País. Consultado el 18 de noviembre de 2022.
280. ↑  «Oferta de empleo: Fernando Alonso busca aficionado profesional (Europa Press)». 5 de abril de 2008.
281. ↑  «24.000 inscritos a la oferta de empleo de "aficionado profesional" en solo 4 días». Marca. 10 de abril de 2008.
282. ↑  «Alonso vuelve a vivir a España». La Sexta.
283. ↑  «Fernando Alonso, socio de honor del Real Madrid». realmadrid.com. 4 de septiembre de 2017. Consultado el 12 de noviembre de 2019.
284. ↑  «Alonso, socio de honor del Madrid: "Este club me eligió"». Diario AS. 4 de septiembre de 2017. Consultado el 12 de noviembre de 2019.
285. ↑  «Fernando Alonso, socio de honor del Madrid: “Algunos hemos nacido para ser hinchas de este club”». El País. 4 de septiembre de 2017. Consultado el 12 de noviembre de 2019.
286. ↑  «Fernando Alonso, nombrado Socio de Honor del Real Madrid». es.motorsport.com. 4 de septiembre de 2017. Consultado el 12 de noviembre de 2019.
287. ↑  «Fernando Alonso, socio de honor del Real Madrid». La Nueva España. 4 de septiembre de 2017. Consultado el 12 de noviembre de 2019.
288. ↑  «Fernando Alonso, socio de honor del Real Madrid: "Nací para ser hincha del Madrid"». 20 Minutos. 4 de septiembre de 2017. Consultado el 12 de noviembre de 2019.
289. ↑  «Fernando Alonso, nuevo número uno del Real Madrid». La Vanguardia. 4 de septiembre de 2017. Consultado el 12 de noviembre de 2019.
290. ↑  «Fernando Alonso: “Nací para ser hincha del Real Madrid”». La Vanguardia. 4 de septiembre de 2017. Consultado el 12 de noviembre de 2019.
291. ↑  Rioja, Raúl (21 de marzo de 2018). «Antonio Lobato: "Fernando Alonso lleva muchos años haciendo magia a pesar de que no gane carreras"». 20minutos. Consultado el 12 de febrero de 2021.
292. ↑  «Fernando Alonso y el ‘apodo’ de la Fórmula 1 que causa furor en las redes». Super Deporte. 3 de marzo de 2023. Consultado el 9 de marzo de 2024.
293. ↑  «Fernando Alonso y Schumacher ponen voces a «Cars», lo último de Walt Disney». La Voz de Galicia. 13 de mayo de 2006. Consultado el 12 de noviembre de 2019.
294. ↑  «Alonso y Hamilton, amigos en Cars 2». autobild.es. 8 de junio de 2011. Consultado el 12 de noviembre de 2019.
295. ↑  «Fernando Alonso acompaña a Lewis Hamilton en Cars 2». Motorpasión F1. 8 de junio de 2011.
296. ↑  «Fernando Alonso también presta su voz a Cars 3». Diario AS. 29 de junio de 2017. Consultado el 12 de noviembre de 2019.
297. ↑  Collantine, Keith (9 de julio de 2024). «Alonso filmed scene for F1 movie in media pen after British Grand Prix». RaceFans. Consultado el 9 de julio de 2024.
298. ↑  Fernando Alonso compra el equipo ciclista Euskaltel Euskadi
299. ↑  «Fernando Alonso compra la licencia del Euskaltel.»
300. ↑  Alonso rompe con el Euskaltel: "Ha sido realmente imposible tener un equipo ciclista en 2014"
301. ↑  Fernando Alonso inaugura su museo y un circuito de karts en Asturias
302. ↑  «FA Alonso Kart (web)». Archivado desde el original el 5 de agosto de 2017. Consultado el 1 de agosto de 2017.
303. ↑  «David Vidales y su 2017 casi perfecto de Maranello a Dubai». es.motorsport.com. 2 de enero de 2018. Consultado el 11 de noviembre de 2019.
304. ↑  «Alonso acaba las 24h de Dubai de karting en cuarta posición». es.motorsport.com. 16 de diciembre de 2017. Consultado el 11 de noviembre de 2019.
305. ↑  «FA Racing, 10º en la general de las 24h de karting en Dubái». soymotor.com. 16 de diciembre de 2017. Consultado el 11 de noviembre de 2019.
306. ↑  «El FA Racing, equipo de Fernando Alonso, se une a la F4 española». Archivado desde el original el 1 de agosto de 2017. Consultado el 1 de agosto de 2017.
307. ↑  FA Racing presenta el Fórmula 4 que este año pilotarán Lloveras y Pujeu
308. ↑  «El mentor de Fernando Alonso en el karting llega a la Fórmula 4 española». La Sexta. 28 de febrero de 2018. Consultado el 6 de noviembre de 2019.
309. ↑  «Amaury Cordeel se corona campeón de la Fórmula 4 española tras un intenso fin de semana en Navarra». thebestf1.es. 4 de noviembre de 2018. Consultado el 6 de noviembre de 2019.
310. ↑  «El equipo de Fernando Alonso arrasa en Barcelona para asegurar los títulos de la F4 española». Diario MARCA. 11 de noviembre de 2019. Consultado el 11 de noviembre de 2019.
311. ↑  El FA Racing de Fernando Alonso y Drivex, a revalidar el título de F4
312. ↑  Fernando Alonso se asocia con Drivex para entrar en la Fórmula Renault Eurocup
313. ↑  «El equipo de Fórmula Renault de Alonso no corre en Hockenheim». soymotor.com. 4 de octubre de 2019. Consultado el 11 de noviembre de 2019.
314. ↑  Allen, Peter (15 de octubre de 2022). «Sainteloc set to take over FA Racing entry in FREC for 2023». Formula Scout (en inglés estadounidense). Consultado el 2 de diciembre de 2022.
315. ↑  «Fernando Alonso apuesta fuerte por FA Racing: "Los eSports son el futuro"». Archivado desde el original el 3 de diciembre de 2018. Consultado el 2 de diciembre de 2018.
316. ↑  ¿Qué pasó con el proyecto de Fernando Alonso en los esports?
317. ↑  Kumar, Tanya (29 de junio de 2018). «Kimoa, Everything About Fernando Alonso's Lifestyle Brand - Where to Buy, Best Selling Products and the meaning». SportsKeeda.com (en inglés). Consultado el 31 de agosto de 2020.
318. ↑  Garcia, Victor Alvaro (24 de noviembre de 2017). «Kimoa, la marca de ropa de Fernando Alonso, nuevo patrocinador de Mclaren». Vavel.com. Consultado el 31 de agosto de 2020.
319. ↑  Vigara Sánchez, Jaime (12 de febrero de 2019). «Kimoa deja de apoyar a McLaren y no será patrocinador del equipo en 2019». TheBestF1.es. Consultado el 31 de agosto de 2020.
320. ↑  «A14 Management».
321. ↑  «Pilotos – A14 Management». A14 Management. Consultado el 20 de julio de 2023.
322. ↑  elpais.com (ed.). «Fernando Alonso gana el Premio Internacional del Deporte de la Comunidad de Madrid». Consultado el 10 de septiembre de 2022.
323. ↑  primamonza.it (ed.). «Premio Confartigianato Motori: tutti i premiati 2022» (en italiano). Consultado el 10 de septiembre de 2022.
324. ↑  JPL. «73533 Alonso (2003 OC6)» (en inglés). Consultado el 17 de mayo de 2023.
325. ↑  csd.gob.es (ed.). «Real Orden del Mérito Deportivo 2006». Archivado desde el original el 7 de marzo de 2012. Consultado el 6 de marzo de 2012.
326. ↑  Listado de premiados, Premios Nacionales del Deporte Archivado el 29 de mayo de 2016 en Wayback Machine. mecd.gob.es
327. ↑  fpa.es (ed.). «Premio Príncipe de Asturias de los Deportes 2005». Consultado el 2 de mayo de 2013.